# Tarente
Pour les articles homonymes, voir Tarente (homonymie).
Tarente (en italien : Taranto [ˈtaːranto] ; en dialecte tarantino : Tarde [ˈtardə]) est une ville côtière d'environ 185 850 habitants (2025) située dans les Pouilles, au sud de l'Italie, sur le golfe homonyme dans la mer Ionienne. Chef-lieu de la province de Tarente, elle joue un rôle essentiel en tant que port de commerce méditerranéen et abrite le plus grand arsenal militaire d'Italie,,,.
Deuxième ville de la région des Pouilles et troisième d'Italie du Sud continentale (son aire urbaine totalise 325 000 habitants), Tarente est surnommée la Città dei due mari (« ville des deux mers ») en raison de sa position entre la baie du Mar Grande et la lagune du Mar Piccolo. La ville est physiquement divisée en trois parties : la vieille ville, qui correspond au centre historique, est sise sur une île reliée au nord aux quartiers industriels tandis qu'un pont amovible donne accès au Borgo Umbertino au sud.
L'antique cité de Taras, colonie grecque fondée par des exilés spartiates au VIIIe siècle av. J.-C., est devenue l'une des poleis les plus riches et puissantes de la Grande-Grèce grâce à sa position à cheval entre des plaines fertiles et une baie propice au commerce. Elle a vu naître des figures aussi illustres qu'Archytas, Aristoxène, Livius Andronicus et Léonidas de Tarente et compte au Ve siècle av. J.-C. parmi les villes les plus peuplées du monde méditerranéen avec une population estimée à près de 300 000 habitants. C'est au cours des sept années de pouvoir du stratège Archytas que la cité atteint l'apogée de son développement et affirme son hégémonie sur les autres colonies grecques d'Italie, parmi lesquelles elle sera la dernière à tomber sous le joug de Rome, non sans y avoir opposé une farouche résistance ayant notamment engendré la guerre de Pyrrhus.
Malgré sa défaite, qui sonne définitivement le glas de sa puissance politico-économique, elle laisse une forte impression sur le peuple romain, où elle entre dans l'imaginaire collectif pour son opulence et ses beautés naturelles louées par Horace et Virgile. Elle sombre quelque peu dans l'oubli par la suite et ne regagne en importance que sous les Normands, qui en font la capitale de la principauté de Tarente, recouvrant pendant plus de 300 ans presque toute la région correspondant au « talon » des Pouilles, le Salento.
De nos jours, Tarente dispose d'un fort secteur industriel avec plusieurs complexes sidérurgiques (Ilva, l'une des plus grandes aciéries d'Europe), des raffineries de pétrole (Eni), des usines pétrochimiques, des chantiers navals et une industrie agroalimentaire d'envergure nationale. Si le secteur touristique reste à développer, elle dispose dans ce domaine d'un atout majeur grâce à la présence du musée archéologique national de Tarente (MArTA), où est exposée l'une des plus vastes collections d'objets de l'époque de la Grande-Grèce.
Elle accueillera la prochaine édition des jeux méditerranéens en 2026.

## Géographie

### Localisation
Tarente est construite entre la punta Rondinella et le capo San Dante, sur le golfe homonyme, au sommet de l'arc ionien tarentin dans la mer Ionienne, à une altitude moyenne de 14,5 m. La vieille ville, la Città Vecchia, à l'emplacement de l'ancienne colonie spartiate, est établie sur une île artificielle de forme rectangulaire qui commande le chenal d'accès à la rade, appelée Mar Piccolo. La ville moderne s'étend sur une plaine limitée à l'ouest par la mer, le Mar Grande, et sur tous les autres côtés par le haut plateau des Murge. Si le territoire communal de Tarente couvre une superficie totale de 249,86 km², c'est parce qu'il inclut la surface aquatique de la rade (environ 40 km²).
La ville est structurée autour de trois péninsules naturelles et de l'île artificielle de la Città Vecchia, créée par le creusement du chenal lors de la construction du castello Aragonese. Un pont tournant métallique à deux volées, appelé en italien ponte Girevole, inauguré en 1887, livre passage à la navigation sur le chenal entre le golfe de Tarente (Mar Grande) et la rade (Mar Piccolo). Pour cette raison, Tarente est surnommée « la ville des deux mers ». La municipalité compte six exclaves, dont le hameau de San Donato.
Les îlots de San Pietro et San Paolo (Saint-Pierre et Saint-Paul), collectivement désignés sous le nom d'îles Cheradi, sont positionnés à l'entrée de la baie.

### Climat
La ville de Tarente bénéficie d'un climat méditerranéen à été chaud, avec quelques caractéristiques continentales,.
Ces influences se traduisent par des arrivées soudaines de masses d'air froid provenant du nord ou de l'est pouvant apporter la neige sur le littoral jusqu'au cœur du printemps. Il s'agit toutefois d'un phénomène de plus en plus rare ces dernières années et la saison tend à devenir plus douce et pluvieuse. Les précipitations suivent un régime méditerranéen semblable à celui que l'on rencontre ailleurs dans le sud de l'Italie, et la station météorologique la plus proche (30 km à l'ouest sur la côte) mesure 549 mm de précipitations annuellement.
Les étés sont chauds et humides avec une moyenne de 32 °C en journée.
Le 28 novembre 2012, une violente tornade de niveau F3 a frappé le port industriel de Tarente au niveau de l'Ilva, faisant 20 blessés et un disparu parmi les ouvriers en présence.
| Mois                              | jan.  | fév.  | mars  | avril | mai   | juin  | jui.  | août  | sep.  | oct. | nov. | déc.  | année   |
| --------------------------------- | ----- | ----- | ----- | ----- | ----- | ----- | ----- | ----- | ----- | ---- | ---- | ----- | ------- |
| Température minimale moyenne (°C) | 5,8   | 6     | 8     | 10,6  | 14,6  | 18,8  | 21,5  | 21,6  | 18,3  | 14,4 | 11,2 | 7,4   | 13,2    |
| Température moyenne (°C)          | 9,5   | 10,1  | 12,2  | 15    | 19,4  | 24    | 26,8  | 26,9  | 23    | 18,8 | 14,9 | 11    | 17,6    |
| Température maximale moyenne (°C) | 13,2  | 14,3  | 16,5  | 19,4  | 24,2  | 29,2  | 32,2  | 32,2  | 27,7  | 23,2 | 18,7 | 14,6  | 22,1    |
| Ensoleillement (h)                | 178,4 | 159,1 | 219,2 | 233,8 | 295,4 | 319,6 | 337,8 | 335,9 | 248,3 | 232  | 147  | 142,4 | 2 848,9 |
| Précipitations (mm)               | 48,3  | 41    | 47,1  | 39,7  | 34,9  | 29,7  | 32,6  | 20,4  | 52,3  | 68,1 | 77,3 | 57,6  | 549     |

| Diagramme climatique                                  |         |           |              |              |              |              |              |              |              |              |             |
| J                                                     | F       | M         | A            | M            | J            | J            | A            | S            | O            | N            | D           |
| 13,25,848,3                                           | 14,3641 | 16,5847,1 | 19,410,639,7 | 24,214,634,9 | 29,218,829,7 | 32,221,532,6 | 32,221,620,4 | 27,718,352,3 | 23,214,468,1 | 18,711,277,3 | 14,67,457,6 |
| Moyennes : • Temp. maxi et mini °C • Précipitation mm |         |           |              |              |              |              |              |              |              |              |             |

### Hydrographie

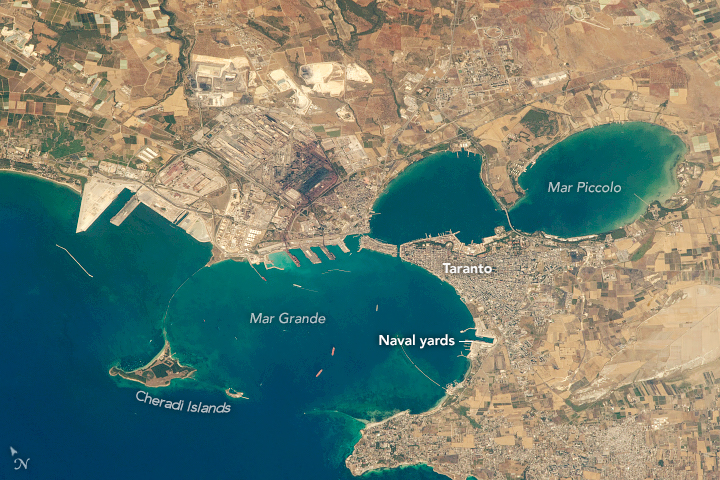
Golfe de Tarente vu depuis l'ISS.

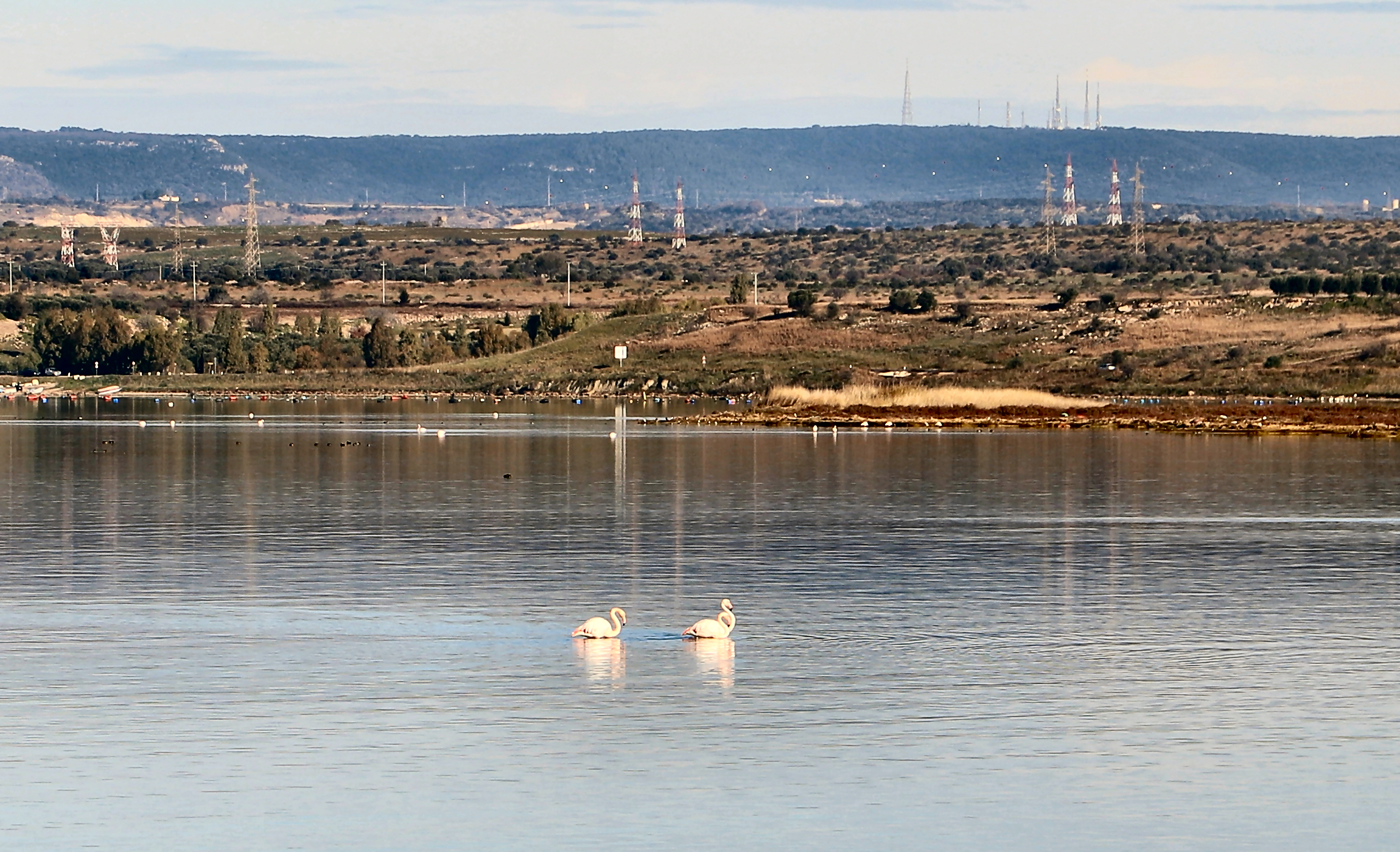
Flamants roses dans le Mar Piccolo.

Le Mar Grande est séparé du Mar Piccolo par un cap qui ceinture le golfe et conduit à l'île artificielle. Cette île, noyau urbain de la cité antique, est reliée au continent par le ponte di Porta Napoli et le ponte Girevole. Le Mar Grande est également isolé de la mer Ionienne par le capo San Vito, les îles Cheradi (San Pietro et San Paolo), ainsi que l'archipel de San Nicolicchio, désormais pleinement intégré au complexe sidérurgique de l'Ilva. Ces îles complètent l'arche naturelle dessinée par le Mar Grande au sein du golfe de Tarente. Deux accès le lient à la rade : le chenal naturel de Porta Napoli et le chenal artificiel séparant la vieille ville du centre moderne.
Le Mar Piccolo, quant à lui, est considéré comme une lagune de nature presque marécageuse et souffre parfois de problèmes dus à la stagnation des eaux. Il est pratiquement divisé en deux parties par le ponte Punta Penna-Pizzone, qui relie la punta Penna à la punta Pizzone. La première partie forme un triangle irrégulier, dont les sommets sont l'ouverture à l'est et le chenal de Porta Napoli, qui le connecte au Mar Grande à l'ouest. La seconde moitié de la lagune a une forme elliptique, avec un axe majeur mesurant près de 5 km du sud-ouest au nord-est. Les deux principaux fleuves déversant leurs eaux dans les Mar Grande et Piccolo sont respectivement le Tara et le Galeso.
Les deux masses d'eau présentent des vents, des marées et des sources sous-marines aux taux de salinités légèrement variables. Ces caractéristiques influencent leurs courants en surface comme en profondeur. Dans le Mar Grande et le nord du Mar Piccolo, on trouve des sources sous-marines appelées citri, qui sont un mélange d'eau douce impropre à la consommation et d'eau salée. Ces conditions hydrologiques créent un environnement idéal pour la culture des moules méditerranéennes, appelées localement cozze. En outre, le golfe est renommé pour sa faune abondante abritant des dauphins entre autres espèces de cétacés.

### Morphologie urbaine
Une reconstruction topographique fiable de l'ancienne Tarente s'avère particulièrement difficile à réaliser, car l'actuelle configuration urbaine du Borgo Antico est le résultat de plusieurs millénaires de superpositions d'interventions urbanistiques. Les démolitions et reconstructions successives, souvent réalisées en réemployant des matériaux et éléments architecturaux d'origines diverses, ont largement contribué à effacer les traces du passé. À cela s'ajoutent le pillage des vestiges archéologiques ainsi que les fouilles destructrices, des pratiques qui ont contribué à rendre le travail des chercheurs engagés dans la compréhension de la cité gréco-romaine et dans l'attribution correcte des artefacts à leur identité et emplacement d'origine plus ardu.
Jusqu'à l'unification italienne, la ville s'est concentrée exclusivement sur l'île centrale. Ce n'est qu’entre 1865 et 1883 que furent démolies les fortifications de la vieille ville, ce qui permit le développement du nouveau centre urbain en dehors des remparts, avec la planification de deux quartiers distincts : le Borgo Antico et le Borgo Umbertino. Du point de vue urbanistique, le Borgo Antico présente un enchevêtrement de ruelles, résultat de la construction d'habitations très rapprochées, afin d'optimiser le faible espace disponible et faciliter la défense en cas d'invasion. En revanche, dans le Borgo Umbertino prévaut une organisation plus rationnelle, initialement inspirée du plan hippodamien, puis modifiée pour adopter une disposition en éventail.
En raison de sa configuration géographique particulière, le tissu urbain s'est développé sur la langue de terre séparant le Mar Piccolo du Mar Grande, ce qui donne à la ville une forme caractéristique d'entonnoir. Au nord-ouest du centre historique, on trouve le quartier Tamburi-Croce, avec la punta Rondinella, qui abrite la zone industrielle ainsi que le port commercial, relié à l'île centrale par le pont de Porta Napoli. L'île, cœur historique de la ville, est appelé Città Vecchia (vieille ville) puisqu'elle constitue le noyau originel de Tarente. Devenue une véritable île en 1887, à la suite du creusement des douves du castello Aragonese, transformées en un canal navigable reliant les deux mers. La même année voit la construction du pont tournant (ponte girevole), qui relie l'île historique au Borgo Umbertino, centre névralgique de la ville moderne. En se dirigeant vers le sud-est, on atteint les quartiers Tre Carrare-Battisti, Italia-Montegranaro, Solito-Corvisea et Salinella. Plus au sud encore, les hameaux Talsano-Palumbo-San Donato et San Vito-Lama-Carelli, avec le cap San Vito, referment la courbe du Mar Grande.

### Problèmes environnementaux
Tarente est la ville la plus polluée d'Europe en raison des substances toxiques émises par les industries qui se répandent sur son territoire, avec un taux de cancers bien supérieur à la moyenne nationale. La pollution de Tarente provient seulement à 7 % des citoyens, le reste, soit 93 %, est d'origine industrielle. Les installations de l'Ilva émettaient en 2002 30,6 % du total national de dioxine, mais selon les associations écologistes, ce pourcentage serait grimpé à 90,3 % en 2005, à la suite du transfert sur place des opérations à chaud depuis l'usine de Gênes. À Tarente chacun des 200 000 habitants respire chaque année 2,7 tonnes de monoxyde de carbone et 57,7 tonnes de dioxyde de carbone.
La présence de dioxine est particulièrement problématique à Tarente. On y produit 92 % de la dioxine italienne et 8,8 % des émissions totales européennes. En dix ans, leucémies, lymphomes et myélomes ont augmenté de 30-40 %. La dioxine va s'accumuler dans le temps et à Tarente on estime la quantité répandue à 9 kg, soit trois fois la quantité présente lors de la catastrophe de Seveso (ville contaminée par une fuite de dioxine en 1976).
L'industrie sidérurgique de Tarente a vu le jour vers 1965 et est aujourd'hui l'une des plus importantes d'Europe grâce au complexe sidérurgique Ilva et à la raffinerie de la société Shell. Toutefois, cette industrie est très polluante et très peu de mesures ont été prises par le gouvernement tant national que local pour combattre la pollution. Celle-ci a des conséquences très néfastes sur la population. Dès 1997, des cas de néoplasie ont été mis en évidence. En 1999, un parlementaire italien a demandé par une question écrite à la Commission européenne si elle était au courant de cette situation et si elle avait l'attention de prendre des mesures en la matière. Celle-ci a répondu qu'elle n'était pas au courant et que la directive 84/360/CEE du Conseil du 28 juin 1984 relative à la lutte contre la pollution atmosphérique en provenance des installations industrielles ne fixant aucune valeur limite d'émission pour les substances polluantes, il n'était pas possible de conclure qu'il y a eu infraction à la législation communautaire.
Le comité citoyen Taranto Futura voit le jour en 2007 avec pour objectif de pousser la classe politique à prendre une position ferme face aux industries lourdes, notamment l'Ilva, déjà soupçonnée d'être responsable du nombre croissant de décès par cancer. Le comité, par la voix de son président, le juge honoraire Nicola Russo, a proposé l'année suivante un référendum populaire sur la fermeture totale ou partielle de l'Ilva, à l'image de ce qui s'était déjà produit sur le site de Gênes. En mars 2008, l'association Peacelink commande des analyses et détecte une forte contamination en dioxine dans un fromage de brebis produit localement.
En octobre 2008, les données publiées par l'INES, l'Inventaire national des émissions et de leur augmentation (Inventario nazionale delle emissioni e loro sorgentioni), estiment que Tarente est comparable aux villes chinoise Linfen, appelé « Toxic Linfen » et roumaine Copșa Mică, les villes les plus polluées au monde par les émissions industrielles. Le 21 octobre 2008, un article paru dans le journal italien Corriere della Sera a dénoncé publiquement la situation catastrophique à Tarente et le manque de mesures prises pour combattre cette pollution. L'association italienne contre la leucémie a mis en ligne une pétition pour protester contre l'inaction gouvernementale.
Deux mois plus tard, la région des Pouilles adopte à la majorité une loi régionale contre la dioxine. La nouvelle norme impose des limites aux émissions industrielles à partir de février 2009 : l'Ilva, comme les autres entreprises, devra descendre à 0,4 nanogramme par mètre cube d'ici 2010. Au mois d'avril, une modification de la loi régionale repousse le seuil initial à 2,5 nanogrammes/m³. Le 28 novembre 2009, le comité Alta Marea organise une grande manifestation, réplique de celle tenue un an plus tôt jour pour jour, rassemblant environ 20 000 citoyens.
Le 7 août 2012, le tribunal de Tarente confirme la mise sous séquestre des installations à chaud de l'Ilva ordonnée par la juge Patrizia Todisco, ce séquestre étant conditionné à la mise aux normes de l'usine. Le tribunal confirme également l'assignation à résidence d'Emilio Riva, de son fils Nicola et de l'ancien directeur de l'usine Luigi Capogrosso : « Ceux qui ont géré et qui gèrent l'Ilva ont poursuivi cette activité polluante en leur âme et conscience, dans une logique de profit, piétinant les règles élémentaires de sécurité », écrivait la juge Mme. Todisco.
En 2013, l'usine Ilva a été placée sous administration spéciale lorsque ses propriétaires, la famille Riva, ont été accusés de ne pas avoir empêché les émissions toxiques, qui ont causé au moins 400 décès prématurés dans la ville. Les émissions de monoxyde de carbone, de dioxyde de carbone et de dioxine ont depuis lors diminué.
Le 31 mai 2021, la cour d'assises de Tarente rend le verdict du procès « Ambiente svenduto » (environnement bradé) avec des condamnations en cascade pour Fabio Riva (22 ans de prison), Nicola Riva (20 ans de prison), Girolamo Archinà (21 ans et six mois de prison), Nichi Vendola (3 ans et six mois de prison), Gianni Florido (ancien président de la province de Tarente, 3 ans de prison) et Luigi Capogrosso (21 ans de prison).

### Voies de communication et transports

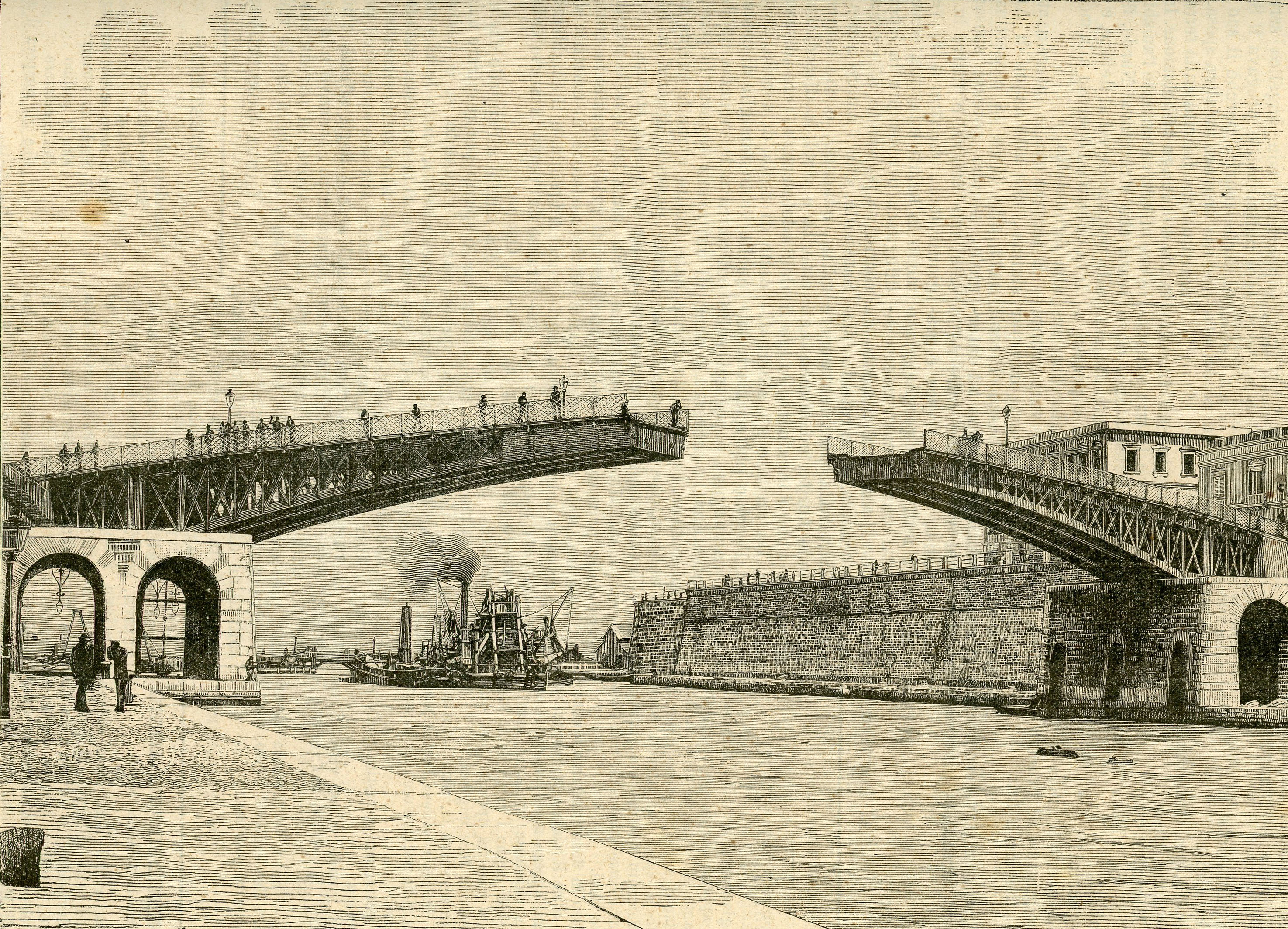
Xylographie du XIXe siècle représentant le ponte Girevole ouvert pour laisser passer un navire.

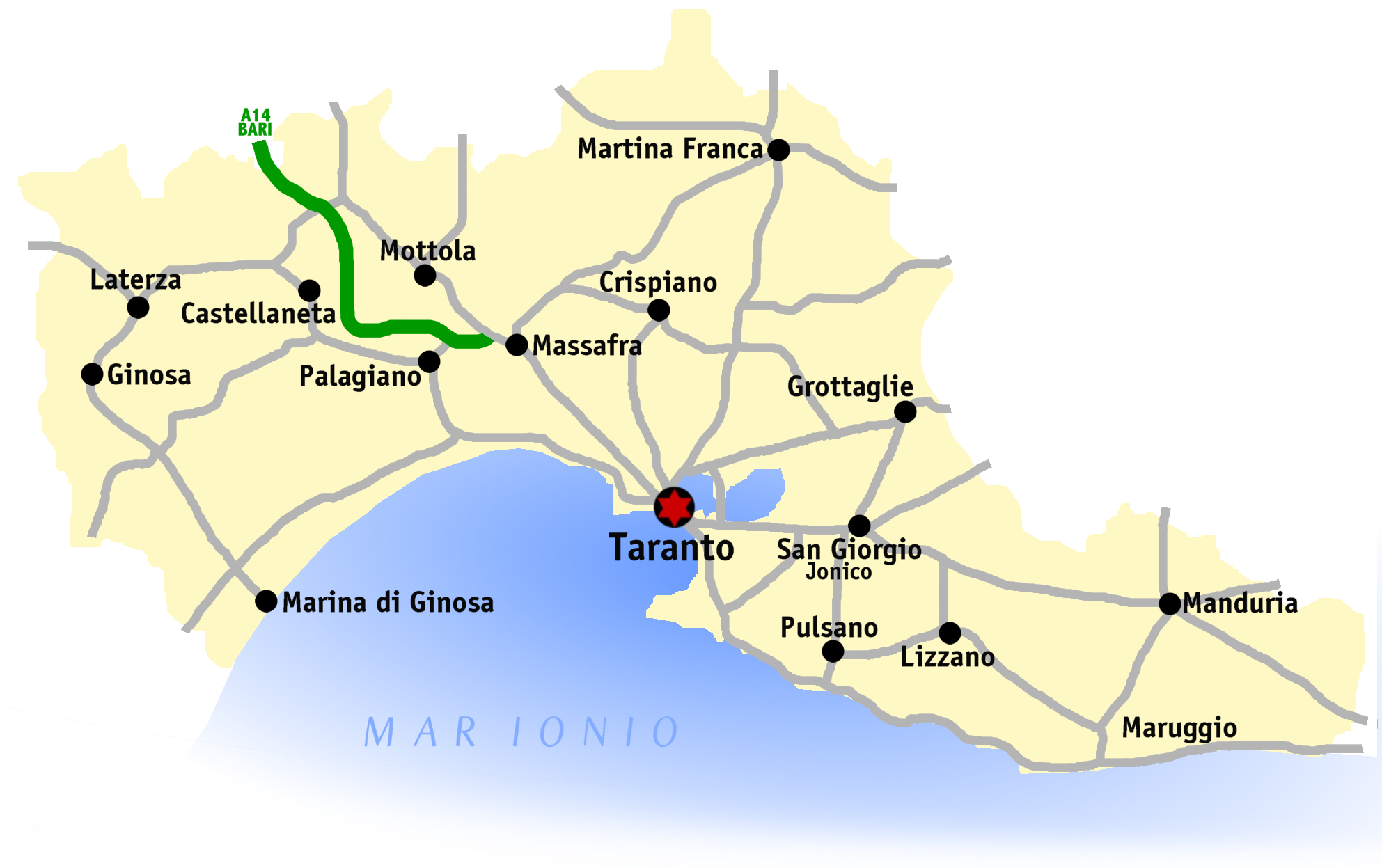
Grands axes routiers de la province de Tarente.

Le ponte Girevole (pont tournant), construit en 1887, enjambe le chenal navigable reliant le Mar Piccolo au Mar Grande sur 88,9 mètres de long. Lorsqu'il est ouvert pour laisser traverser les embarcations, la ville se retrouve temporairement coupée en deux.

#### Infrastructures routières
Les grands axes routiers passant par Tarente sont :
- Autoroute A14 (Bologne-Tarente via Bari), voie d'accès privilégiée vers l'Italie du Nord ;
- Route nationale 106 « Jonica », en provenance ou à destination de Reggio de Calabre ;
- Route nationale 100 « Gioia del Colle », en provenance ou à destination de Bari ;
- Route nationale 7 « Via Appia », en provenance ou à destination de Brindisi à l'est et Matera à l'ouest ;
- Route nationale 7 « Salentina », en provenance ou à destination de Lecce ;
- Route nationale 172 « dei Trulli », en provenance ou à destination de Martina Franca jusqu'à Casamassima (BA) ;
- Tangenziale sud (rocade de Tarente).

#### Transports urbains

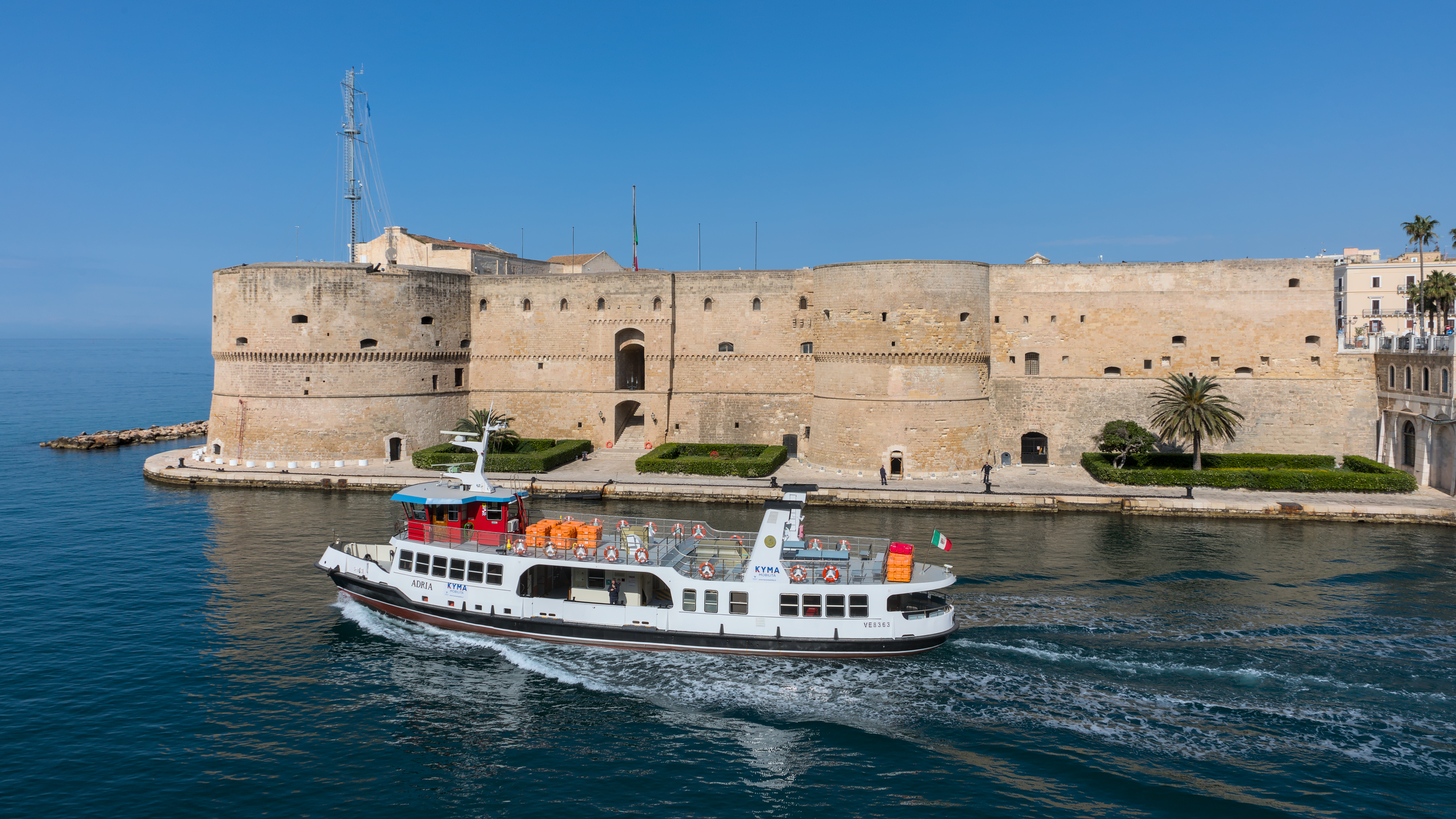
Un ferry passe devant le Castello Aragonese.

La société qui gère le service de transport public sur l'ensemble du territoire communal est KYMA Mobilità. Les transports provinciaux et régionaux sont assurés par la CTP et par les Ferrovie del Sud Est, aussi bien par voie ferrée que routière.
Depuis 2003, un service de navigation intérieure a été mis en place grâce à l'utilisation des deux bateaux à moteur Clodia et Adria, acquis auprès du Consorzio Trasporti Veneziano. Ces derniers relient le piazzale Democrate au cap San Vito, en franchissant les deux mers et le chenal. Pendant la période estivale, ils rejoignent également les îles Cheradi, accostant au quai de l'île San Pietro.
Un réseau de tramway urbain a été en service de 1922 à 1950.

#### Desserte ferroviaire

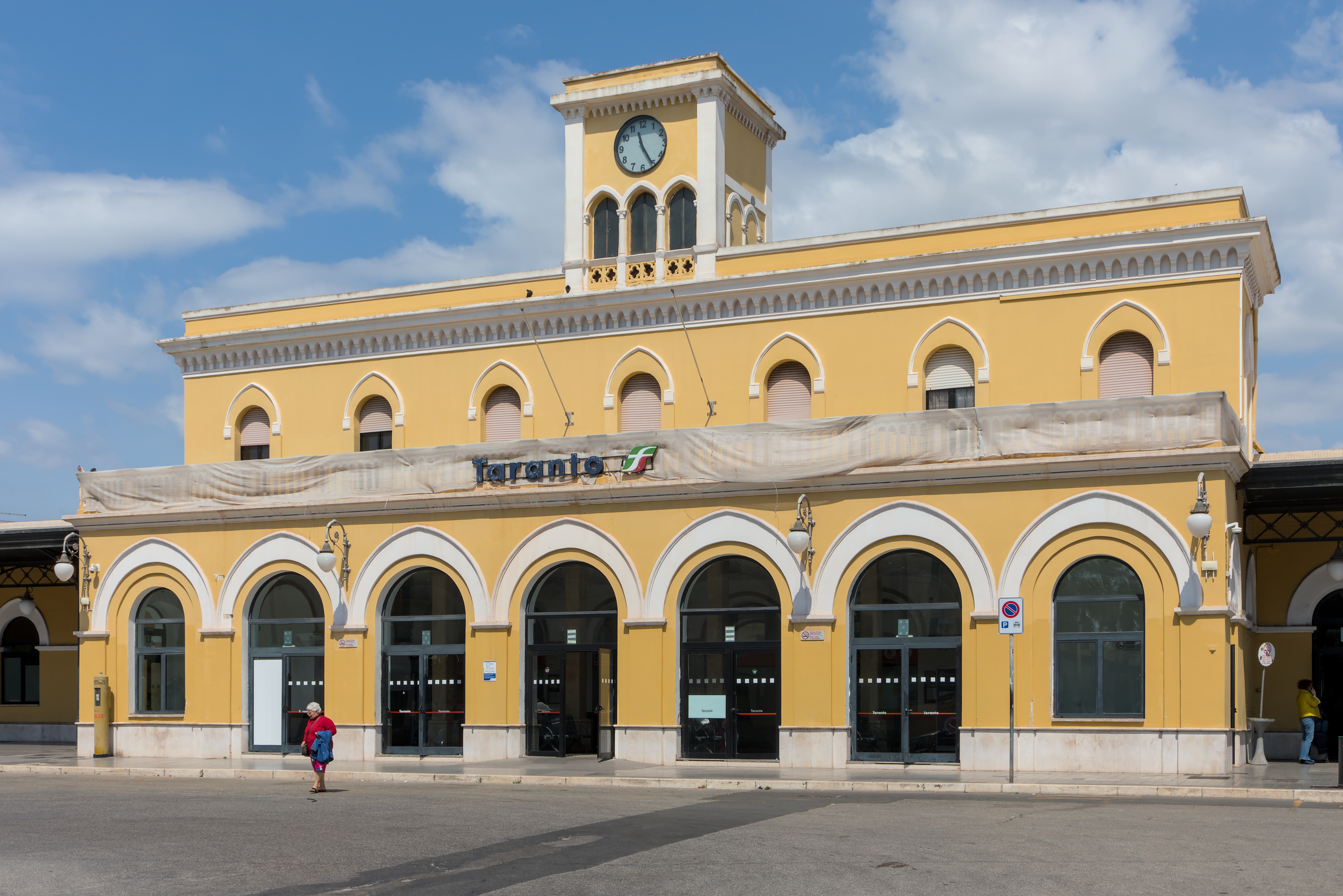
La gare ferroviaire de Tarente.

La gare ferroviaire de Tarente relie directement la ville à :
- Bari, Brindisi et Reggio de Calabre-Jonica via des lignes régionales, Bari, Brindisi et Naples en Intercity, et Reggio de Calabre, Rome et Milan par Frecciarossa, le tout exploité par la société Trenitalia ;
- Les Ferrovie del Sud Est opèrent des lignes de dessertes plus locales, reliant Bari via Martina Franca et la valle d'Itria.

#### Desserte aérienne
L'aéroport de Tarente-Grottaglie (« Marcello-Arlotta »), à 16 km du centre-ville, est réservé au fret et n'offre aucun vols commerciaux. Les deux aéroports les plus proches de la ville pour le transport de passagers sont ceux de Brindisi-Salento et de Bari-Palese, situés respectivement à 70 et 90 km de Tarente.

#### Transports maritimes
Tarente abrite l'un des ports industriels et commerciaux les plus importants de la Méditerranée, ainsi qu'un arsenal de la Marine militaire italienne et la principale base navale du pays.
Le port marchand de Tarente est cinquième en Italie pour le trafic de marchandises.

## Toponymie
Tarente est nommée Taranto en italien, Tarde en dialecte tarantino, Τάρας, Táras en grec ancien (Τάραντος, Tárantos au génitif) et Tarentum en latin.
Le toponyme de la ville est indirectement à l'origine du mot « tarentule », lui-même issu des noms de la tarentelle et du tarentisme, bien qu'aucune espèce de la famille des Theraphosidae n'habite la région. Dans les temps anciens, lorsque les habitants de Tarente étaient mordus par une Lycosa tarantula, la grande espèce d'araignée loup locale, ils étaient exhortés de danser promptement une sorte de jig afin de faire transpirer le venin de leurs pores — le venin de l'araignée loup n'étant certes pas mortel mais extrêmement douloureux. Cette danse frénétique qu'ils exécutaient est devenue connue sous le nom de tarantella (tarentelle).
En géologie, la ville a donné son nom au Tarentien, qui constitue la troisième et dernière subdivision informelle du Pléistocène.

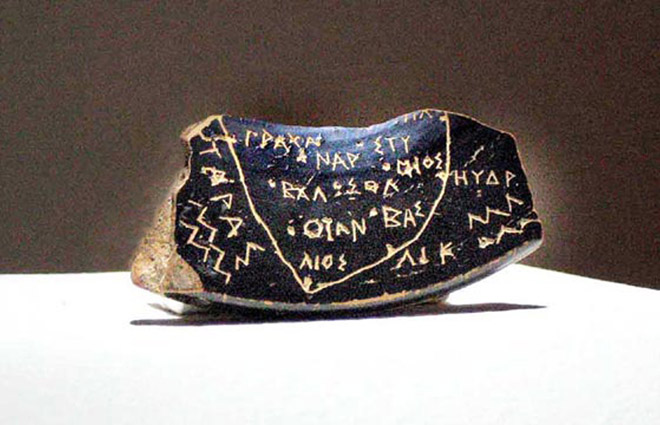
Taras sur la carte de Soleto.

Quant à l'étymologie même du toponyme, son origine est beaucoup moins limpide. Il apparaît d'abord en grec ancien sous la forme Τάρας à l'arrivée des Grecs à partir du VIIIe siècle av. J.-C. Outre la multitude de pièces de monnaie locales attestant l'usage de ce nom, le toponyme figure également sur la carte de Soleto, la plus ancienne carte géographique de Méditerranée occidentale, gravée sur un petit fragment de vase attique à glaçure noire. Taras est en outre le nom d'un personnage de la mythologie grecque, fils de Poséidon et de la nymphe Satyrion, dont l'étymologie peut être attribuée à une racine proto-indo-européenne signifiant « arbre ». Cependant, il demeure impossible d'exclure totalement l'hypothèse d'une dérivation du nom du fleuve Tara.

## Histoire
« Si les Destins m'en tiennent éloigné,
Du Galèse cher au mouton pellite,
Gagnant les bords, j'atteins le sol d'élite
Où Phalanthe a régné.
Il me sourit, ce petit coin de terre,
Par-dessus tous : son miel vaut en tout point
Celui d'Hymette ; à Vénafre il n'est point
D'huile plus salutaire.
Le ciel propice y donne un printemps long,
Un tiède hiver ; puis Bacchus, l'œil paterne,
Y met des ceps, dignes du mont Falerne,
Sur les coteaux d'Aulon. »
Horace - À Septimius - Odes, II, 6, 10, traduction de M. le Comte de Séguier.

### Antiquité

#### Fondation légendaire

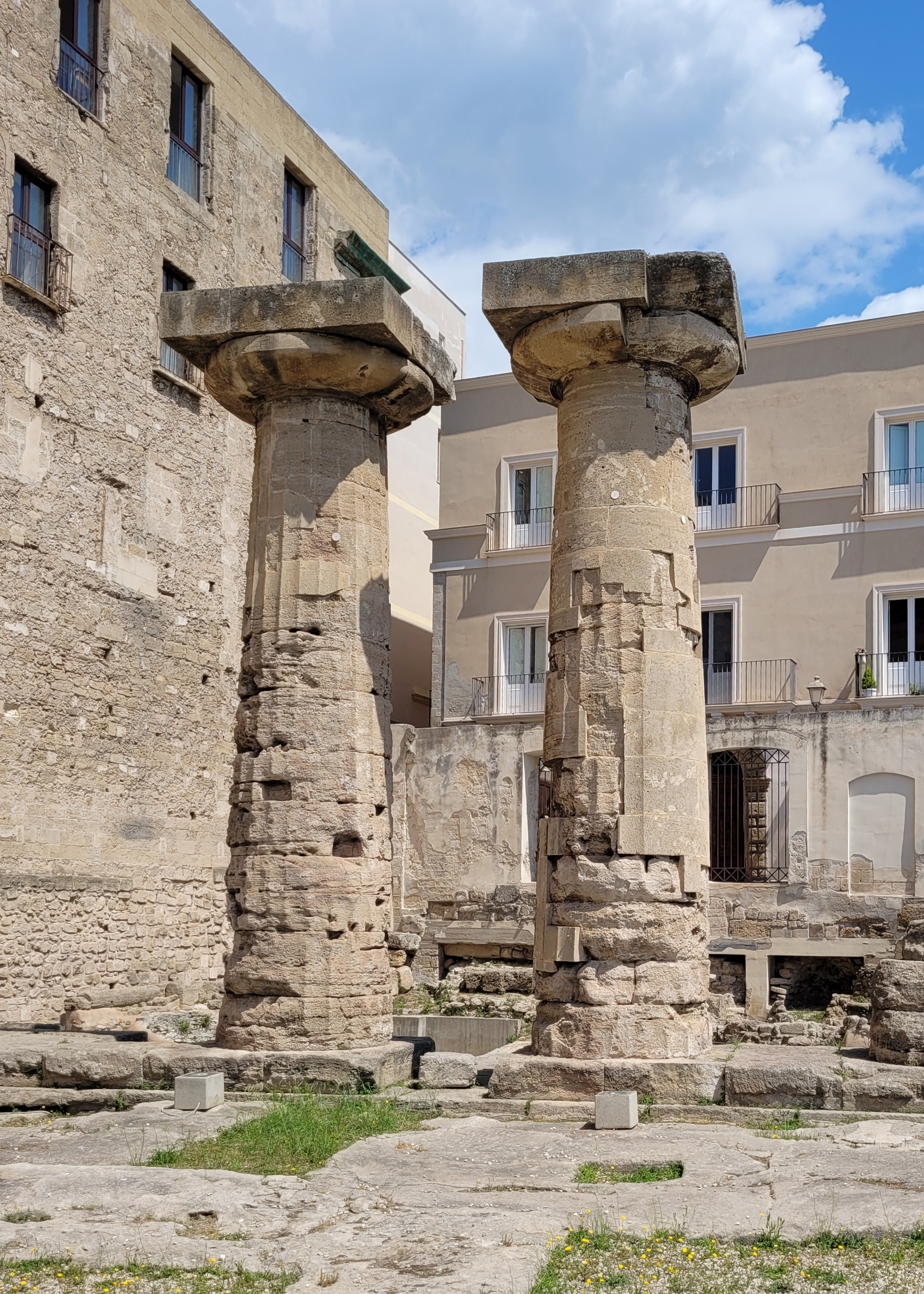
Colonnes doriques du temple de Poséidon, héritage des racines spartiates de Tarente.

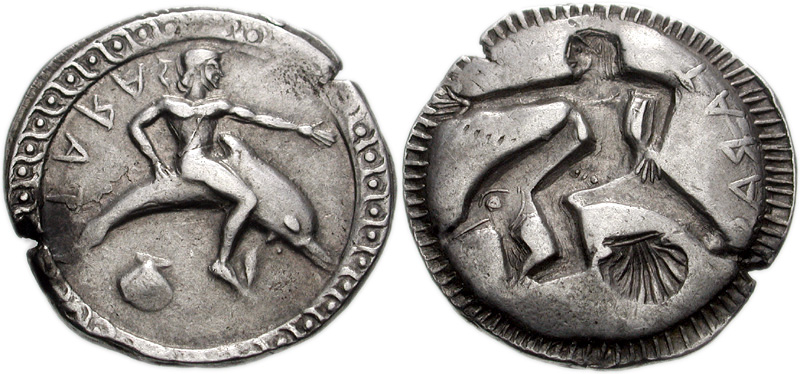
Pièce de monnaie ancienne (nomos) figurant Taras chevauchant un dauphin, conformément au mythe fondateur de la ville.

La ville de Tarente est fondée en 706 av. J.-C. par des colons grecs doriens venus de Sparte. Toutefois, son origine, qui nous est transmise par l'historien Eusèbe de Césarée, est moins conventionnelle que celle des autres colonies grecques de la même époque : ses fondateurs, les Parthénies (« fils de vierges ») sont nés des unions de femmes spartiates célibataires et de Périèques (hommes libres, mais non citoyens de Sparte) ; ces unions hors mariage, extraordinaires dans le contexte de l'époque, avaient été permises par les Spartiates au cours des sanglantes guerres de Messénie afin d'accroître le nombre de soldats, puisque seuls les citoyens spartiates pouvaient intégrer l'armée. Or, ces unions ne seront bientôt plus tolérées et les enfants qui en étaient issus furent contraints à l'exil.
Livrés à eux-mêmes, les Parthénies se rendent à Delphes afin consulter l'oracle, qui leur somme de fonder une cité en Apulie dont Phalanthos, lointain descendant d'Héraclès, est désigné oikiste. Les exilés prennent la mer et débarquent dans un port naturel où ils fondent une cité du nom de Taras, en l'honneur du fils du dieu de la mer Poséidon et d'une nymphe, Satyrion, qui aurait occupé ces lieux. Selon d'autres versions du récit, la cité aurait été fondée par Taras lui-même : la légende raconte que Taras, ayant subi un naufrage, fut sauvé de la noyade sur ordre de Poséidon qui envoya un dauphin pour le ramener sur la rive de l'actuelle baie de Tarente. La représentation de ce dauphin chevauché par Taras a donné lieu à une riche iconographie depuis l'Antiquité et demeure à ce jour l'emblème de la ville.
Néanmoins, il est probable que les Mycéniens aient déjà investi les lieux dès la fin du XVe siècle av. J.-C. Le site est avantageux, et ce pour deux raisons : sa position stratégique sur la mer avec un port naturel déjà réputé depuis une Antiquité plus lointaine et sa position dominante sur les plaines de l'arrière-pays. En revanche, celui-ci est peuplé par des communautés denses et hostiles réduisant les possibilités d'extension du domaine agricole.

#### Taras et Tarentum
Au fil des siècles, Taras s'est imposée comme une puissance commerciale et politique majeure au sein de la Grande-Grèce et l'est restée jusqu'à l'expansion romaine dans le sud de l'Italie. Elle donne naissance à une panoplie de philosophes, écrivains, athlètes et stratèges brillants.
Des luttes incessantes l'opposent aux populations aborigènes d'Apulie, nécessitant la mise en place d'une série de phrouria (comme à Pezza Petrosa), modestes fermes fortifiées implantées en des points stratégiques. Taras connaît un âge d'or au IVe siècle av. J.-C. lors duquel elle exerce une véritable hégémonie sur le reste de la Grande-Grèce, aussi bien sur le plan politique, qu'économique et culturel. Sa situation maritime favorable contribue à la prospérité marchande de la cité. Plusieurs auteurs anciens comme Polybe ou Dion Cassius vantèrent l'exceptionnelle disposition de son port. À la même époque, son école pythagoricienne, la seconde en importance après celle de Crotone, accueille Philolaos (vers 400 av. J.-C.), Lysis, Eurytos et Archytas. Ce dernier est aux rênes de la cité de 367 à 361 av. J.-C., apogée de l'âge d'or de Taras, dont l'hégémonie prend la forme d'une alliance politique, la ligue italiote.
La colonie élève des destriers réputés. En effet, la cavalerie légère tarentine devient célèbre à l'époque classique. Sa vitesse et son adresse se combinent avec la phalange hoplitique en permettant de défendre ses flancs. Les besoins croissants en mercenaires dans les armées du monde hellénistique rendent les Tarentins très recherchés. Ils font par exemple partie de l'armée d'Antigone le Borgne durant les guerres des Diadoques. Au IIIe siècle av. J.-C., « Tarentin » devient un terme générique désignant des cavaliers légers à la cour des Séleucides.

Guerre pyrrhique.

Taras parvient à repousser la tentative d'invasion romaine de l'Italie méridionale grâce au soutien de son allié Pyrrhus, roi d'Épire, qui surprend et terrifie les légions romaines en introduisant l'usage des éléphants de guerre en 281 av. J.-C. Cependant, Rome finit par l'emporter lors d'une seconde offensive et impose sa protection à Tarentum ainsi qu'aux autres cités grecques de la région en 272 av. J.-C. En 212 av. J.-C., en pleine deuxième guerre punique, Tarentum prête brièvement allégeance à Hannibal, ce qui lui vaut, une fois reprise trois ans plus tard, d'être mise à sac par les troupes de Fabius Maximus qui ordonne le massacre de ses citoyens. Désormais solidement ancrée à la République, son importance décroît, les Romains lui préférant le port de Brundisium (Brindisi) pour le commerce. Et si l'itinéraire de la Via Appia passe par les marges de la cité de Tarentum, ce n'est que pour mieux relier le port favorisé à la capitale.
En 125 av. J.-C., la colonie romaine de Neptunia y est fondée. Érigée au rang de municipe en vertu de la lex municipii Tarentini en 90 av. J.-C., elle sera repeuplée sous Néron par les vétérans de la Legio V Macedonica.

### Du Moyen Âge auXIXesiècle

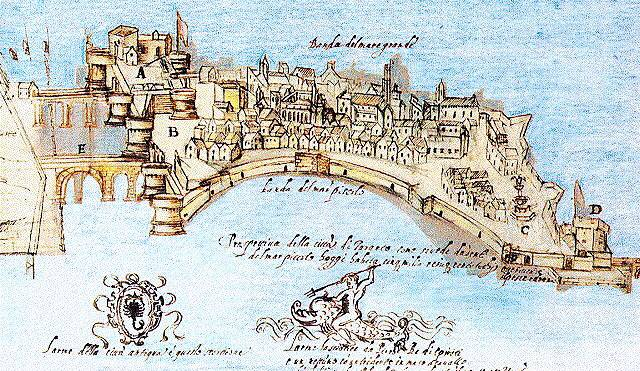
Bourg fortifié de Tarente au XVIe siècle.

Au Moyen Âge, Tarente est conquise par les Goths de Totila en 549 avant d'être reprise par Narsès pour le compte de l'Empire byzantin en 552. Envahie par les Lombards en 661, l'empereur Constant II la récupère deux ans plus tard, avant qu'elle ne repasse entre les mains des Lombards du duché de Bénévent pour être restituée une énième fois aux Byzantins en 803. Dévastée par les Sarrasins en 846, 868 et 927, l'empereur Nicéphore Phocas la redresse en 967. Robert Guiscard l'arrache définitivement aux impériaux en 1063 et en fait le chef-lieu d'un puissant fief normand dont le premier régent, son fils Bohémond, est fait seigneur de Tarente et des châteaux de la Terre d'Otrante à la suite d'un conflit dynastique l'opposant à son demi-frère Roger Borsa, duc d'Apulie. Elle accueille à cette époque une importante communauté juive, quantifiée en 1167 à 200 familles selon la chronique de Benjamin de Tudèle. Jusqu'en 1463, elle est la capitale d'une principauté florissante sous la suzeraineté des royaumes de Sicile puis de Naples et si elle conserve dans un premier temps son statut de port stratégique sous les Espagnols, elle amorce un long déclin à partir du XVIIe siècle que les Bourbons vont accentuer sous leur régence.
Tarente, dont les travaux de refortifications sont confiées au maréchal Soult, est transformée en base navale française cruciale dans leur guerre contre les Anglais et les Russes de 1806 à 1815. À ce titre, Napoléon attribue la charge honorifique de duc de Tarente au maréchal Macdonald (1765-1840). La ville est par la suite rattachée au royaume d'Italie en 1860. Le 21 août 1889, après six années de travaux, l'arsenal militaire maritime de la ville est inauguré en présence d'Humbert Ier de Savoie, marquant symboliquement la revitalisation économique et démographique de Tarente.

### Guerres mondiales
Tarente et la nuit du 11 au 12 novembre 1940 doivent rester à jamais dans les mémoires, car elles ont démontré une fois pour toutes que la Marine possède dans sa flotte aérienne son arme la plus dévastatrice.

Amiral Andrew Cunningham

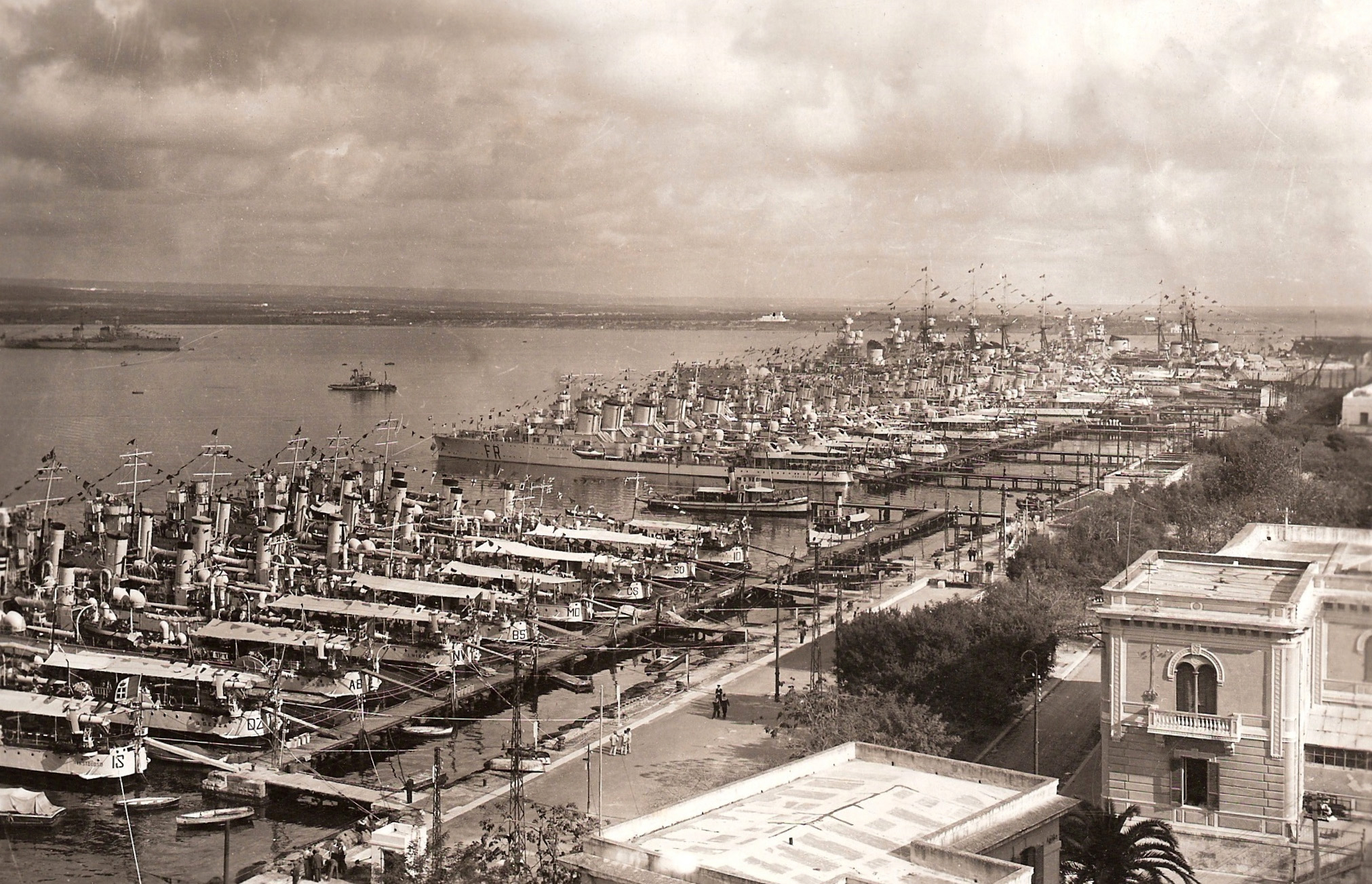
Base navale de Tarente pour la Première Escadre de la Regia Marina italienne, en 1921.

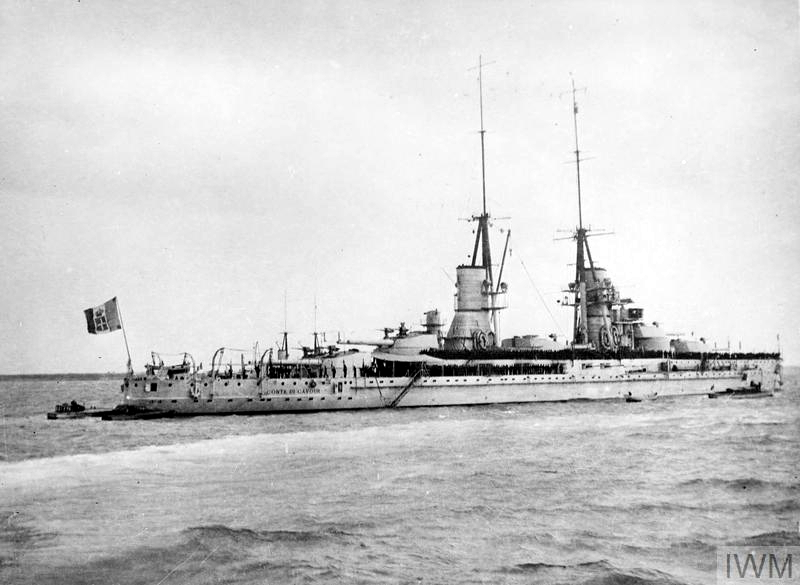
Le navire Conte di Cavour.

La configuration topographique de Tarente en fait un port d'attache évident pour la flotte navale italienne dès avant la Première Guerre mondiale, lors de laquelle des navires alliés appartenant aux marines française et anglaise sont autorisés à mouiller dans la rade.
En 1940, pendant la Seconde Guerre mondiale, la flotte de la Regia Marina italienne, stationnée dans le port de Tarente, subit de lourdes pertes à la suite d'un bombardement massif de la part de la flotte aérienne de la Royal Navy britannique au cours de la bataille de Tarente. Celle-ci oppose, dans la nuit du 11 au 12 novembre, les forces navales britanniques commandées par l'amiral Andrew Cunningham aux forces italiennes de l'amiral Inigo Campioni. C'est lors de cette bataille que la Royal Navy a lancé la première attaque navale de navire à navire entièrement aérienne de l'histoire, en exploitant 21 bombardiers-torpilleurs biplans Fairey Swordfish, du porte-avions HMS Illustrious affecté en mer Méditerranée. Grâce à une mission de repérage antérieure, non contrée par la défense italienne, les pilotes britanniques savaient parfaitement quelles cibles viser, la défense des navires italiens présentant des carences, équipés de seulement quelques filets anti-torpilles et de batteries anti-aériennes en quantités insuffisantes. L'attaque causa d'immenses dégâts à la flotte italienne : le cuirassé Conte di Cavour est partiellement coulé ; les cuirassés Duilio et Littorio, ainsi que le croiseur Trento, sont gravement endommagés, tout comme les destroyers Libeccio et Pessagno.
Le bilan final fait état de 85 morts, dont 55 civils, et 581 blessés.

### Après-guerre

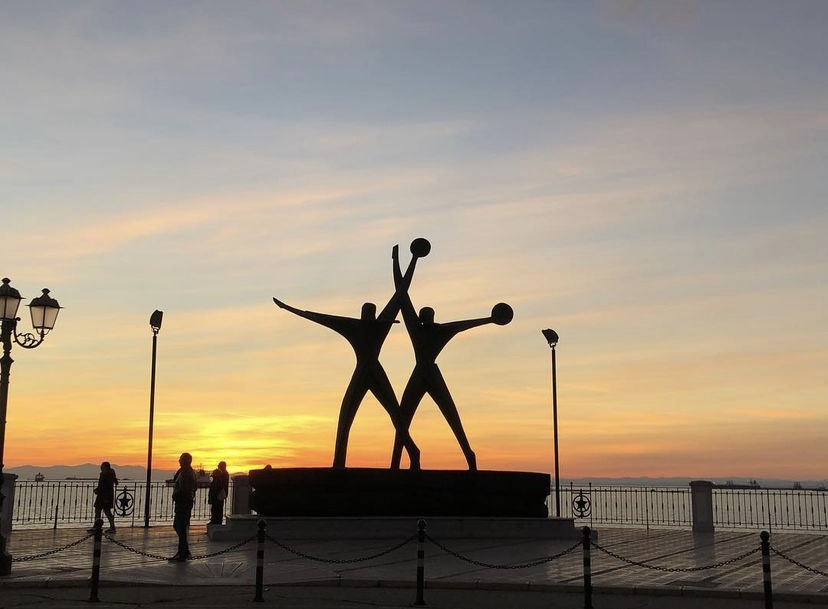
Le Monumento al Marinaio.

Le Premio Taranto, mieux connu sous le nom de « Biennale du Sud », était un événement culturel biennal qui s'est tenu trois fois de 1947 à 1951. Cette initiative émanait de jeunes vétérans trentenaires ayant survécu à la Seconde Guerre mondiale, qui se sont regroupés au sein du « Cercle culturel (Circolo della Cultura) » et du journal Voce del Popolo. Le coordinateur, Antonio Rizzo, physicien diplômé sous la direction d'Enrico Fermi, avait pour ambition de promouvoir une impulsion culturelle pacifiste dans la ville. L'événement était divisé en deux catégories : littérature et peinture. Il attira des artistes de renommée internationale tels que Pier Paolo Pasolini, Carlo Emilio Gadda et Giorgio De Chirico. Le thème central de la compétition était la mer, soulignant l'importance culturelle et historique de la Grande Bleue pour Tarente.
En 1965, le président Giuseppe Saragat inaugure l'ouverture à Tarente de l'aciérie Italsider (Ilva), le plus grand complexe sidérurgique en Europe, dont la première production a consisté en des gazoducs permettant d'acheminer directement le gaz sibérien jusqu'en Italie. Grâce à cette nouvelle réalité industrielle, ainsi qu'à la présence d'un port habilité aux exportations, la ville connaît un essor économique phénoménal qui entraîne une forte hausse de la population et du revenu moyen par habitant. L'investissement de capitaux permet l'implantation de cimenteries, de raffineries, d'industries mécaniques et métallurgiques.
Toutefois, à partir de 2005, la municipalité de Tarente est officiellement déclarée en faillite, avec une dette cumulée de 357 millions d'euros. Cette crise financière est la plus grave qu'ait jamais connue une collectivité locale italienne. La déclaration de l'état de faillite est prononcée publiquement le 18 octobre par le liquidateur Tommaso Blonda, nommé commissaire extraordinaire jusqu'au 28 mai 2007 à la suite de la démission de la maire Rossana Di Bello. Cette dernière avait été condamnée à une peine de seize mois de prison avec sursis pour abus de pouvoir et falsification de documents, en lien avec des irrégularités dans l'attribution du contrat de gestion de l'incinérateur municipal à la société Termomeccanica. En mars 2007, le président de la commission de liquidation du conseil municipal, Francesco Boccia, annonce un chiffre révisé à environ 637 millions d'euros de dettes. En 2013, le tribunal de Tarente prononce des peines de 3 à 6 ans de prison ainsi qu'un dédommagement provisoire de 5 millions d'euros au profit de la commune de Tarente à l'encontre de 34 employés municipaux poursuivis pour avoir perçu illégalement pendant quatre ans des fiches de paie mensuelles de plusieurs dizaines de milliers d'euros.

## Politique et administration

### Subdivisions

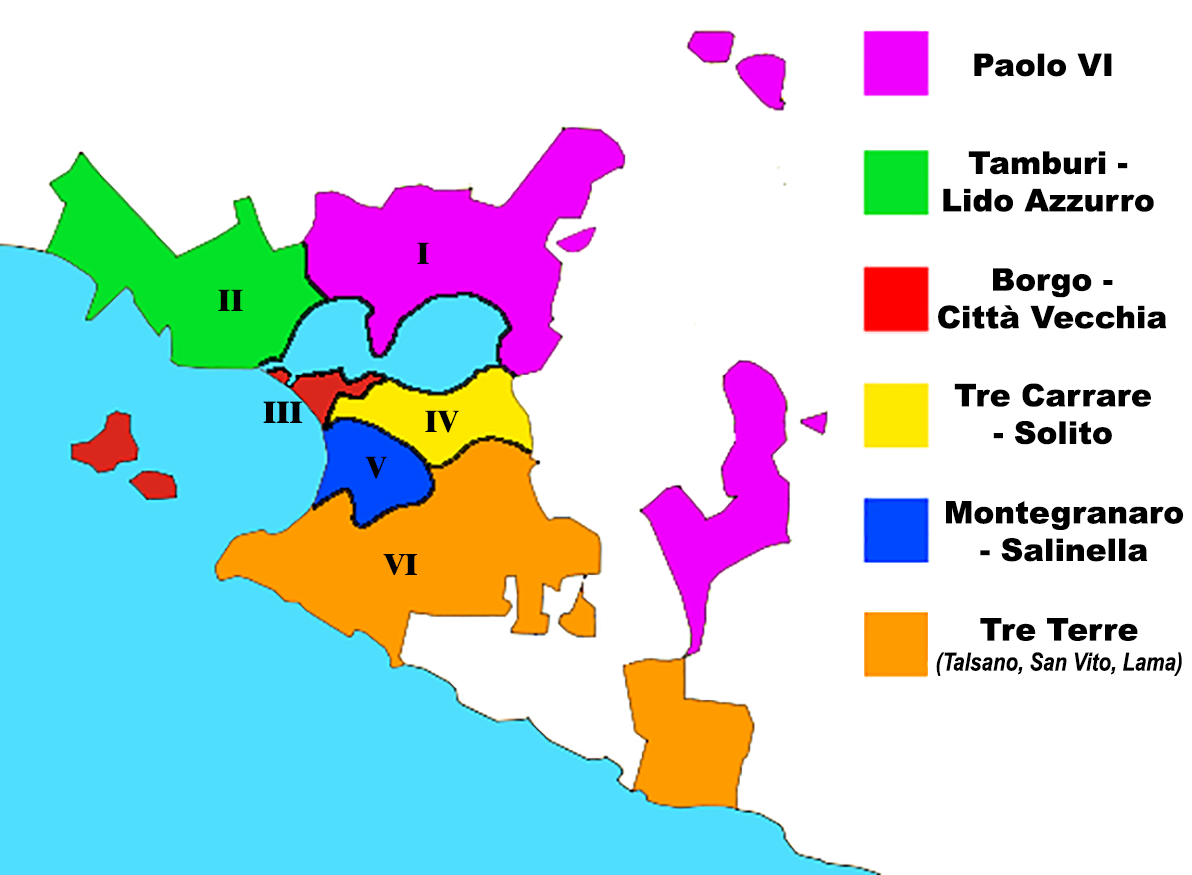
Carte des circoscrizioni de Tarente.

La commune de Tarente est subdivisée en six circoscrizioni :
- La première circoscrizione (Paolo VI) est constituée du quartier homonyme, situé au nord de la ville. De loin le plus vaste quartier de Tarente mais situé en position excentrée, l'habitat y est moins dense que dans le reste de la ville et il n'abrite qu'environ 18 000 habitants. Il s'agit également du quartier le plus récent, né dans les années 1960 afin de loger les ouvriers de l'usine sidérurgique voisine. En raison de l'abandon de certaines demeures délabrées du centre historique, des logements sociaux ont également été construits dans ce quartier afin de répondre aux besoins de la population ;
- La deuxième circoscrizione (Tamburi - Lido Azzurro) couvre un vaste périmètre de 38 km² au nord-ouest de la ville. Il se compose de quatre quartiers : Tamburi, Lido Azzurro, Croce et Porta Napoli. Le quartier de Tamburi, adjacent à l'usine sidérurgique, est considéré comme l'un des plus pollués d'Europe. En outre, la majorité des quelques 17 000 habitants de la circoscrizione y résident. Le secteur de Porta Napoli, qui assure la liaison entre Tamburi et l'île historique, abrite la principale gare ferroviaire de Tarente. Le quartier de Croce, situé à proximité immédiate de la zone industrielle, est faiblement peuplé, tandis que Lido Azzurro rassemble tout le front de mer de la circoscrizione ;
- La troisième circoscrizione (Borgo - Città Vecchia) inclut les deux quartiers pittoresques de Tarente : l'île de la Città Vecchia, avec ses anciens rioni appelés pittaggi (Baglio, San Pietro, Turripenne et Ponte), ainsi que la péninsule de la ville moderne, le Borgo, séparés par le pont tournant (ponte girevole). C'est dans le Borgo que se sont développées les premières habitations du nouveau centre-ville en dehors des anciennes murailles historiques. Cette circoscrizione, qui inclut également les îles Cheradi, est l'une des peuplées du haut de ses 43 000 habitants. Les monuments historiques et les institutions de la ville s'y concentrent ;
- La quatrième circoscrizione (Tre Carrare - Solito) regroupe les quartiers de Tre Carrare-Battisti et Solito-Corvisea ;
- La cinquième circoscrizione (Montegranaro - Salinella) regroupe les quartiers de Italia-Montegranaro, Salinella et Taranto-2 ;
- La sixième circoscrizione (Talsano - Lama - San Vito), également appelée les Tre Terre (les « Trois Terres »), rassemble les hameaux de Talsano-Palumbo-San Donato, San Vito-Lama-Carelli, Tramontone ainsi que sur l'exclave administrative de la Marina di Taranto, enclavé entre les communes de Pulsano et Lizzano.

### Hameaux
Les frazioni ou « hameaux » de Tarente sont Lama, Lido Azzurro, San Vito et Talsano.

### Liste des maires

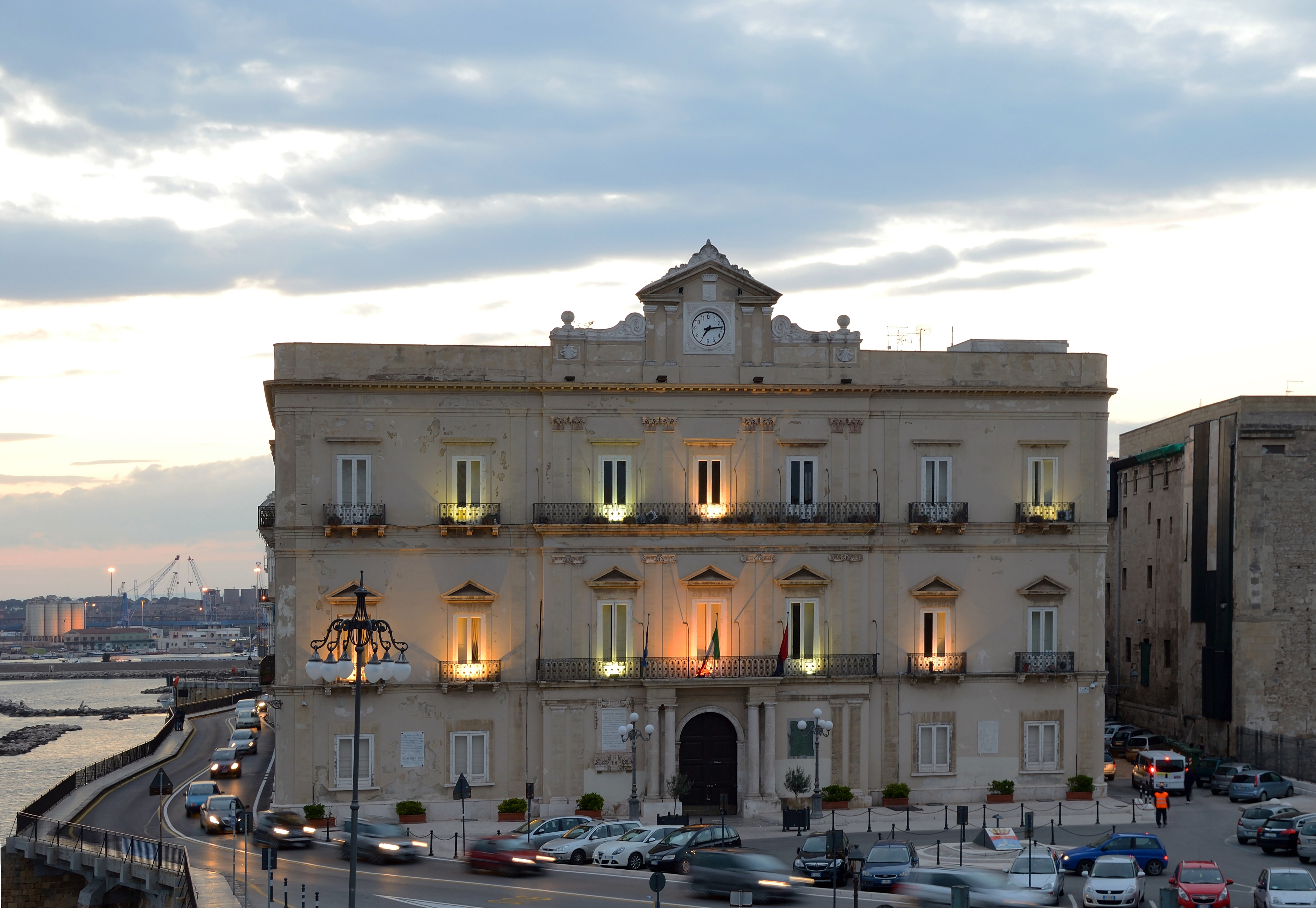
Le palazzo di Città, hôtel de ville de Tarente.

| Période                                  | Période  | Identité               | Étiquette    | Qualité                    |
| ---------------------------------------- | -------- | ---------------------- | ------------ | -------------------------- |
| 1993                                     | 1996     | Giancarlo Cito         | LAM          | Entrepreneur               |
| 1996                                     | 1999     | Gaetano De Cosmo       | LAM          |                            |
| 2000                                     | 2006     | Rossana Di Bello       | FI           | Laborantine, entrepreneuse |
| 2006                                     | 2007     | Tommaso Blonda         |              | Commissaire extraordinaire |
| 2007                                     | 2017     | Ippazio Stefano        | PRC puis SEL | Médecin, pédiatre          |
| 2017                                     | 2021     | Rinaldo Melucci        | PD           | Entrepreneur               |
| 2021                                     | 2022     | Vincenzo Cardellicchio |              | commissaire préfectoral    |
| 2022                                     | En cours | Rinaldo Melucci        | PD           | Entrepreneur               |
| Les données manquantes sont à compléter. |          |                        |              |                            |

### Jumelages
Tarente est jumelée avec :
- Acquaviva delle Fonti (Italie) ;
- Brest (France) depuis 1964[55] ;
- Donetsk (Ukraine) depuis 1985[56] ;
- Sparte (Grèce) depuis 2015[57].

### Communes limitrophes
Carosino, Faggiano, Fragagnano, Grottaglie, Leporano, Lizzano, Massafra, Monteiasi, Montemesola, Monteparano, Pulsano, Roccaforzata, San Giorgio Ionico, San Marzano di San Giuseppe, Statte, Villa Castelli (BR).

## Population et société

### Évolution démographique
Ci-contre (à droite), l'évolution démographique de la commune de Tarente depuis 1861.
Le 7 septembre 1941, le journal La Voce del Popolo publia un article sur les taux de natalité dans lequel la ville de Tarente était citée parmi les plus prolifiques d'Italie. On y mentionnait notamment le cas d'Addolorata Sangermano qui venait tout juste de donner naissance à son dix-septième enfant. Quelques années plus tôt, en 1937, Tarente avait déjà fait la une des journaux à la suite de l'accouchement multiple de Maria Nardelli qui mit au monde quatre jumeaux.
En 1919, le hameau de Crispiano devient une commune autonome, suivi en 1993 par le hameau de Statte, dont l'érection en municipalité distincte fait perdre environ 14 000 habitants à la commune de Tarente.

### Immigration
Au 31 décembre 2023, la population étrangère de Tarente s'élevait à 5 421 personnes, soit 3,17 % de la population totale.

### Sports

#### Volley-ball
Le Prisma Volley évolue dans le championnat de Serie A2 de volley-ball masculin. Les matchs à domicile sont disputés au PalaMazzola, situé dans le quartier de Corviseo.

#### Football
Le principal club de football de la ville est le Taranto FC 1927, qui évolue en Serie C.

#### Basket-ball
Le club de basket-ball féminin le plus représentatif est le Taranto Cras Basket, fondé en 1961, qui a évolué en Serie A1 jusqu'en 2013 et compte quatre scudetti, deux coupes d'Italie et trois supercoupes italiennes à son actif.
Le club de handibasket masculin en fauteuil roulant de la Dream Team Taranto, fondé en 2002, est dissous définitivement au cours de la saison 2010/2011, après avoir déjà remporté un scudetto, une coupe d'Italie, une supercoupe italienne, ainsi que la coupe Vergauwen au niveau européen en 2007.

#### Équipements sportifs

##### Stade Erasmo-Iacovone
Le stade Erasmo-Iacovone, anciennement appelé stade de la Salinella, du nom du quartier dans lequel il est situé, est le principal stade de football de la ville. Propriété de la municipalité, il est dédié à l'ancien footballeur Erasmo Iacovone, décédé dans un accident de voiture alors qu'il jouait pour l'équipe des rossoblù (rouge et bleu). Inauguré en 1965 et rénové vingt ans plus tard, c'est l'un des plus grands complexes sportifs du Mezzogiorno et c'est là que le Taranto Football Club joue ses matchs à domicile. Une importante rénovation est prévue dans le cadre des XXe jeux méditerranéens, dont il sera l'une des principales structures d'accueil. En 2023, la curva sud a été gravement endommagée à la suite d'un incendie survenu après le match Tarente-Foggia lors du championnat de Serie C 2022-2023.

##### Stade Valentino-Mazzola
Le stade Valentino-Mazzola, inauguré en 1923, fermé dans les années 1970 puis démoli au début du nouveau millénaire, a accueilli les matchs du Taranto, de la Pro Italia, de l'Audace et de l'US Arsenale, représentant de fait le principal complexe sportif de la ville pendant un demi-siècle. Le 5 décembre 1965, le Taranto y a disputé son dernier match, remporté 1-0 face à Trapani devant 9 000 spectateurs. Après cette rencontre, le stade a été fermé, et le Taranto a commencé à jouer ses matchs à domicile dans le nouveau stade de la Salinella (renommé stade Erasmo-Iacovone).

#### Événements sportifs
En 1997, Tarente a déjà accueilli certaines disciplines sportives de la XIIIe édition des jeux méditerranéens. En 2026, elle en accueillera la XXe édition.
Tarente a également été une étape du parcours de la flamme olympique à l'occasion des jeux olympiques de Rome en 1960 et des jeux olympiques d'hiver de Turin en 2006.

##### Cyclisme
Tarente a accueilli trois départs et quatre arrivée d'étapes lors du Tour d'Italie :
- 28 mai 1961 (arrivée), 8e étape remportée par Piet van Est ;
- 21 mai 1974 (arrivée), 5e étape remportée par Pierino Gavazzi ;
- 22 mai 1974 (départ), 6e étape remportée par Franco Bitossi ;
- 18 mai 1995 (arrivée), 6e étape remportée par Nicola Minali ;
- 19 mai 1995 (départ), 7e étape remportée par Maurizio Fondriest ;
- 26 mai 1997 (arrivée), 10e étape remportée par Mario Cipollini ;
- 14 mai 2014 (départ), 5e étape remportée par Diego Ulissi.

##### Voile
Tarente a accueilli deux arrivées d'étapes lors du Tour d'Italie en voile :
- 10 juillet 2004, 10e étape remportée par l'équipe de Milazzo ;
- 5 juillet 2005, 8e étape remportée par l'équipe du Frioul-Vénétie julienne.

Elle est la seule étape italienne sur le championnat international de voile du SailGP, :
- 5-6 juin 2021, 2e étape remportée par l'équipe du Japon ;
- 23-24 septembre 2023, 4e étape.

##### Natation
Depuis 2022, la ville accueille chaque année le DTW, Dominate the Water, un circuit de compétitions de natation en eau libre créé par le champion olympique Gregorio Paltrinieri.

### Enseignement
Entre autres opportunités d'enseignement supérieur, Tarente accueille l'ITC (Istituto Tecnico Commerciale) Pitagora ainsi que les annexes décentralisées de l'université de Bari, de l'École polytecnique de Bari et de la Libera Università Maria Santissima Assunta (LUMSA) de Rome.

## Économie
La ville se distingue depuis des siècles par un secteur primaire florissant, favorisé par un climat particulier ainsi que par la position et les caractéristiques du territoire : l'agriculture, la pêche et, en particulier, la mytiliculture représentent aujourd'hui encore une source de revenus primordiale pour la population locale.
Tarente doit son existence même à ses mers. La Mar Piccolo, en particulier, a depuis l'Antiquité représenté la principale source de subsistance pour les habitants de la cité. La pêche tarentine possède en effet une tradition millénaire, tout comme l'élevage des fruits de mer. La Taras grecque était un centre commercial important, exportant ses productions jusqu'en Grèce et en Asie Mineure. Le Mar Piccolo rendait possible la production locale de pourpre.
Ce n'est qu'après 1860 que se développèrent les activités lourdes liées au port, comme la transformation des produits de la mer et la commercialisation des huiles, des vins et des huîtres. Mais c'est dans la seconde moitié du XXe siècle que la ville s'est définitivement consolidée comme un centre industriel et de négoce.
Des établissements sidérurgiques (dont le plus grand d'Europe), ainsi que des industries pétrochimiques et des chantiers navals sont implantés à Tarente.

## Culture et patrimoine

### Architecture et monuments remarquables

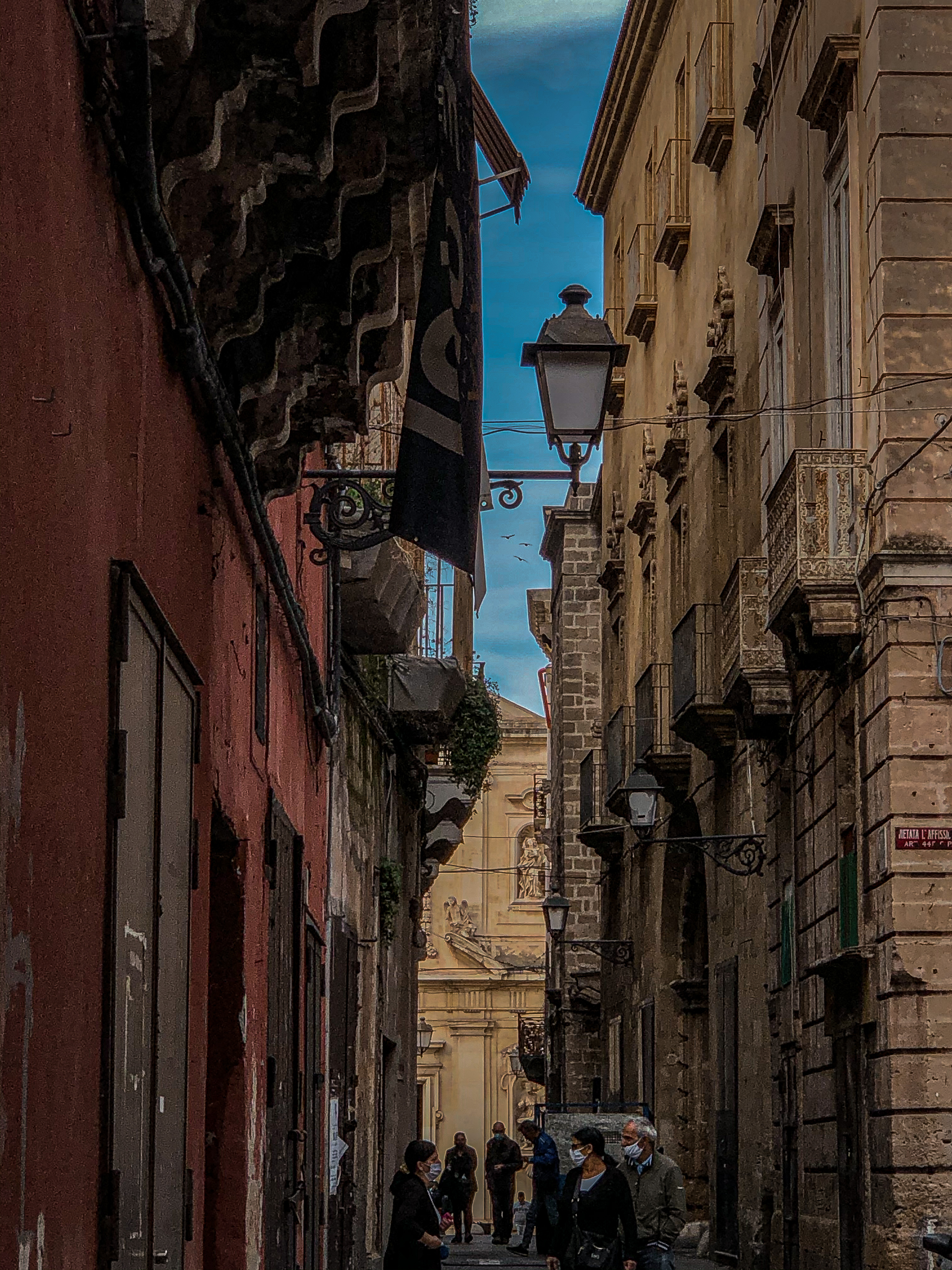
La via Duomo, dans le centre ancien.

L'histoire plurimillénaire de Tarente a laissé sur la un ville un vaste témoignage, souvent méconnu, de son passé. On y distingue plusieurs lieux d'intérêt qui attestent de son importance historique et culturelle : des anciens lieux de culte, parmi lesquels les vestiges d'un temple dorique, les vestiges archéologiques des nécropoles gréco-romaines et des tombes à chambre, la crypte du Rédempteur, aux palais ayant appartenu aux familles nobles et aux personnalités illustres de la ville, tels que les palazzi Pantaleo et d'Ayala Valva. La ville offre l'un des panoramas architecturaux les plus riches et variés d'Italie : y sont concentrés le roman-gothique de l'église San Domenico Maggiore, de grands palais de style Renaissance, le baroque de la cathédrale San Cataldo, des églises et des palais seigneuriaux de la vieille ville, les vestiges de forts médiévaux (comme la torre del Gallo dans le centre historique), ainsi que les formes nettement plus élégantes des palais et édifices en styles Liberty, humbertien et néoclassique du Borgo Umbertino (fin du XIXe siècle).

#### Architecture civile

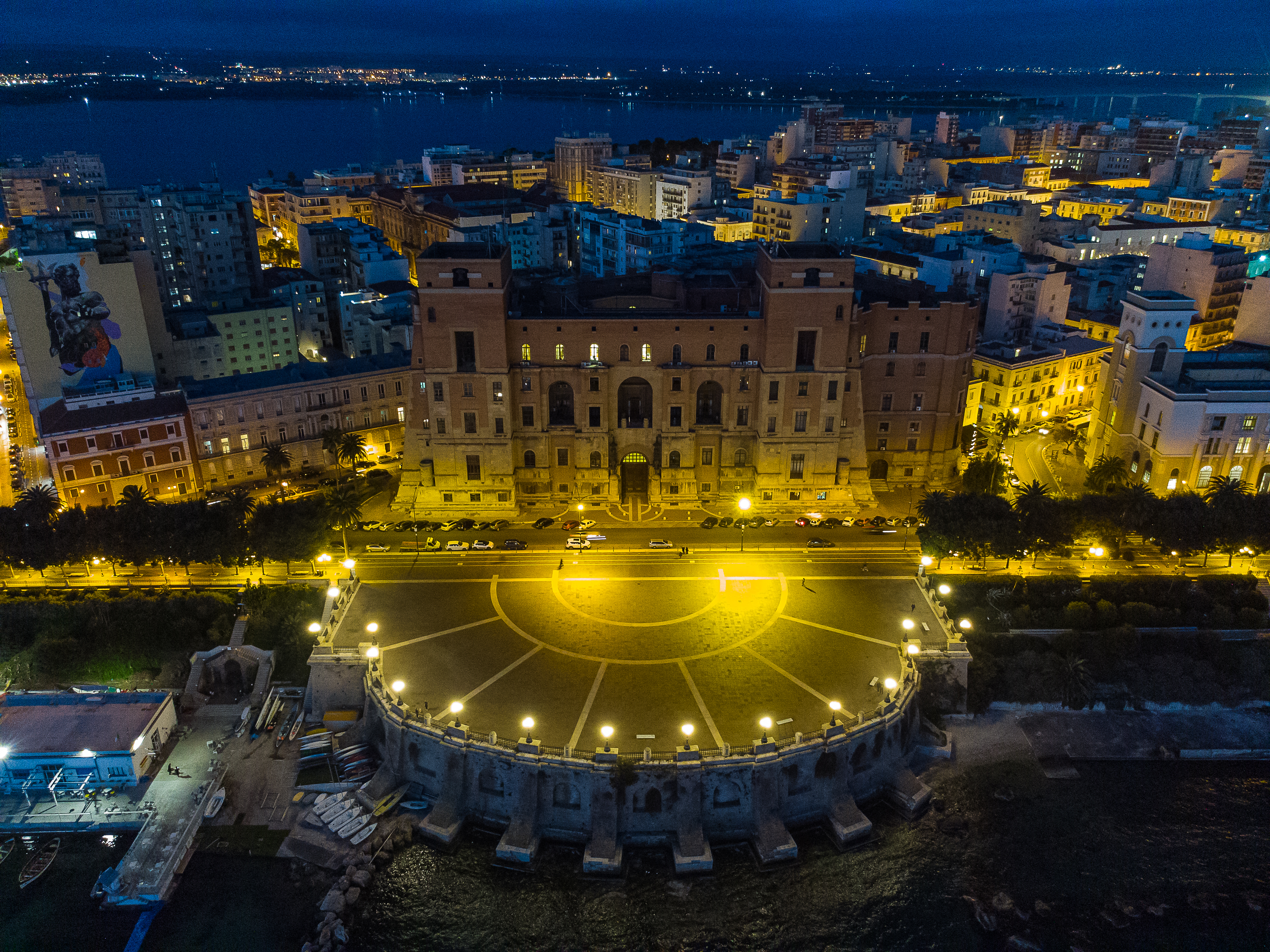
Vue aérienne du palazzo del Governo, beau palais d'allure médiévale, en réalité une création de l'époque fasciste inaugurée en 1934.

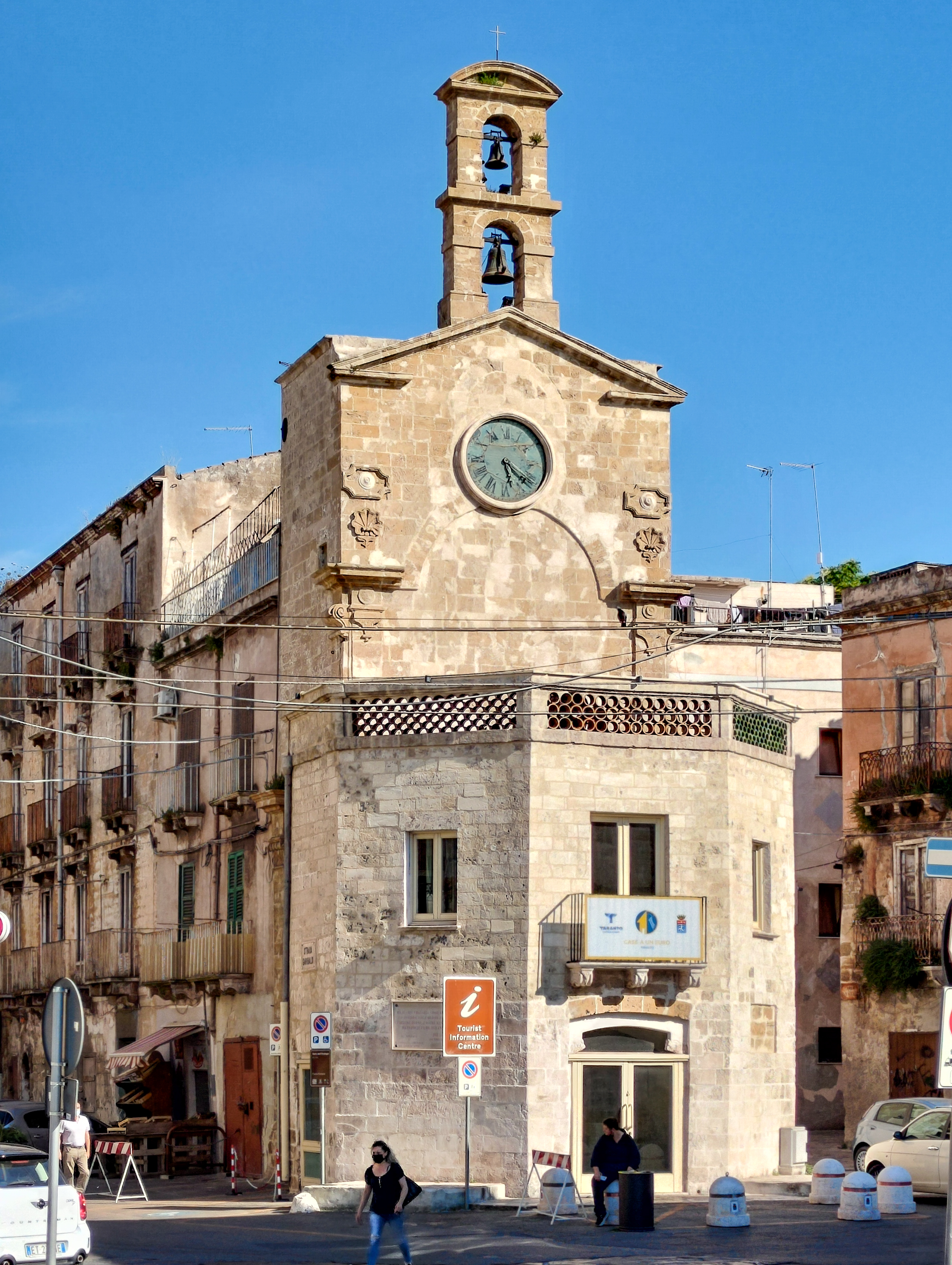
La torre dell'Orologio (tour de l'Horloge).

La vieille ville (ou Città Vecchia), située sur une île artificielle entre les deux « mers », conserve le tracé urbain dessiné en 967 lors de sa reconstruction sous l'Empire byzantin. Elle est reliée à la ville moderne par deux ponts : le ponte Girevole (pont tournant) au sud et le ponte di Porta Napoli au nord. Divisée en quatre quartiers historiques appelés pittaggi, elle concentrait autrefois toute la population de Tarente et compte aujourd'hui environ 1 000 habitants. Les palais aristocratiques et ecclésiastiques les plus notables de la vieille ville sont les palazzi Calò, Galeota et Pantaleo, entre autres. D'autres, comme le palazzo Bellacicco, abritent des musées consacrés à l'histoire souterraine de Tarente (on y accède au vaste hypogée).
De 1934 au début de la Seconde Guerre mondiale, Benito Mussolini entreprit un projet de rénovation urbaine qui entraîna la démolition de pans entiers de la vieille ville, notamment le quartier juif et trois églises d'époque médiévale, remplacés par des édifices modernes. En 2013-2014, deux artistes napolitains, Cyop et Kaf, ont décoré les bâtiments à l'abandon de la vieille ville avec 120 œuvres d'art de rue.
Dans les quartiers modernes, particulièrement le Borgo Umbertino du centre-ville, se trouvent la fontaine de la Rosa dei Venti, le Monumento al Marinaio, le Mémorial de guerre, ainsi que le cimetière marin, héritage de son passé maritime. Plusieurs sites archéologiques, comme la Crypte du Rédempteur, des églises et des palais (palazzi Magnini, delle Poste, del Governo, etc.) finissent d'enrichir le patrimoine architectural.
La promenade du bord de mer (lungomare), nommée en hommage à l'ancien monarque italien Victor-Emmanuel III, offre de fabuleux points de vue sur la baie naturelle du Mar Grande.

##### Édifices civiques et palais nobiliaires
- Palazzo Amati
- Palazzo Arcivescovile
- Palazzo di Città
- Palazzo Ciura
- Palazzo Galeota
- Palazzo del Governo
- Palazzo Latagliata
- Palazzo Pantaleo
- Palazzo delle Poste
- Palazzo Savino-Amelio
- Palazzo Visconti
- Torre dell'Orologio

##### Ponts

###### Pont de Porta Napoli

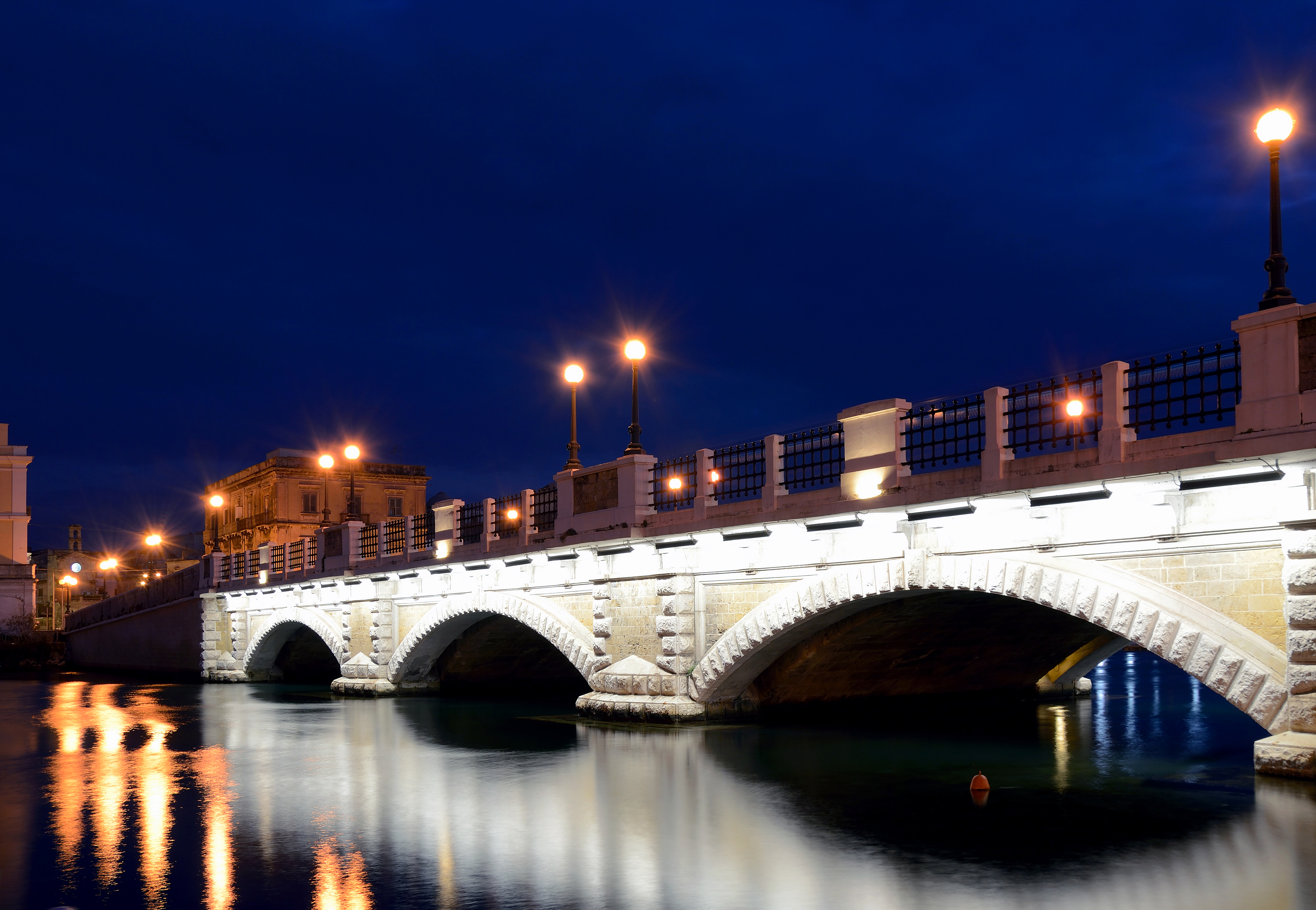
Le pont de pierre, Porta Napoli.

Le pont de Porta Napoli (ou ponte di pietro, le pont de pierre) est une structure en pierre qui surplombe le canal naturel situé au nord-ouest de la ville. Long de 115 mètres et large de 16 mètres, il ne compte que trois arches et est dédié à saint Égide-Marie de Tarente, fervent disciple de la règle franciscaine. Le pont actuel fut construit en 1883 après une inondation dévastatrice qui détruisit l'ouvrage précédent à sept arches, érigé au Xe siècle sur l'ordre de l'empereur Nicéphore II Phocas, grâce au réemploi de matériaux issus de l'ancien pont. Lors de cette inondation, la mer s'éleva d'environ trois mètres, pénétrant jusque dans les demeures de la vieille ville. L'effondrement du pont nécessita la mise en place d'un pont provisoire en bois. L'ancien pont, afin de mieux protéger la ville face aux fréquentes incursions ennemies, avait été fortifié en 1404 par la construction, sur la piazza Grande (actuelle piazza Fontana), d'une citadelle, un grand donjon carré emmuré et flanqué de deux tours.

###### Pont San Francesco da Paola

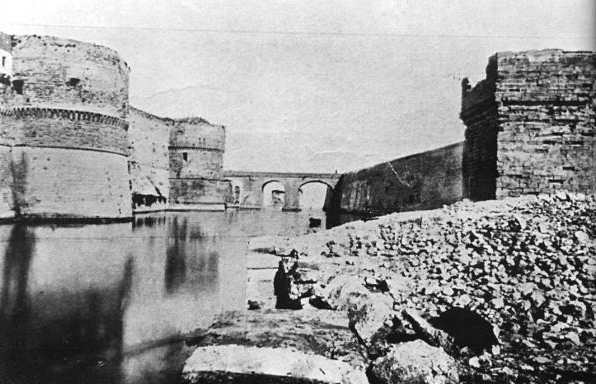
L'ancien pont de Porta Lecce.

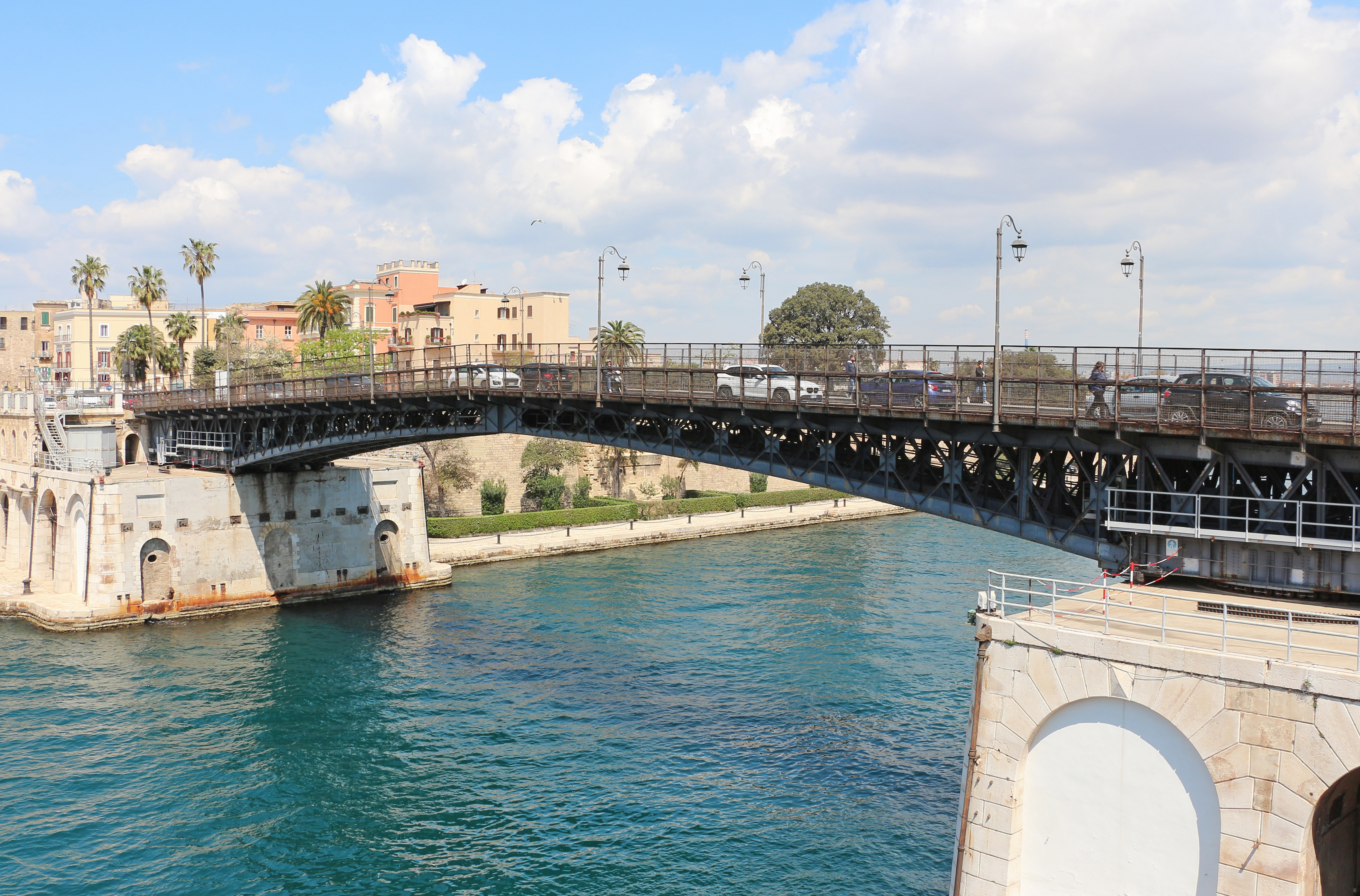
Vue latérale du pont San Francesco da Paola, qui relie les deux principaux quartiers de la ville.

À toutes les époques de son histoire, les Tarentins ont creusé des fossés à l'emplacement de l'actuel chenal navigable afin de renforcer la défense de ce qui s'est appelé jusqu'au XIXe siècle la « porta Lecce ». En 1481, Ferdinand Ier d'Aragon fit creuser l'actuel chenal, le fosso, à cette fin. Plus tard, Philippe II élargit ce canal et l'ouvre à la navigation. Le passage entre la vieille ville et la rive sud était alors assuré par une structure mobile en bois, un pont démontable en cas d'attaque. Cependant, le manque d'entretien entraîna rapidement son comblement par des matériaux sableux. Il fallut attendre 1755 pour que Charles II n'intervienne et ne procède à sa réouverture. Ferdinand Ier de Bourbon améliora encore l'état du canal rouvert, et fit construire, au nord, un pont en maçonnerie nommé ponte di Porta Lecce. Après l'unification italienne, on étudia la rade du Mar Piccolo en vue de la construction de l'arsenal de la Marine royale. On envisagea alors l'élargissement du canal, afin de permettre le passage des navires de guerre, profitant de l'abri naturel formé par le golfe de Tarente. Ainsi, l'ancien ponte di Porta Lecce fut démoli en 1885. Le canal navigable fut définitivement aménagé, atteignant une longueur de 400 mètres, une largeur d'environ 70 mètres et une profondeur de 12 mètres. On lança alors la construction du ponte girevole (pont tournant), une œuvre d'ingénierie mécanique destinée à permettre et contrôler le passage des grands navires de guerre, tout en unissant (ou, au besoin, séparant) la vieille ville aux quartiers modernes. Construit par Alfredo Cottrau, selon le projet de l'ingénieur Messina, le pont était à l'origine constitué d'une grande arche en bois et en métal à cintre surbaissé, divisée en deux bras tournant indépendamment autour d'un axe vertical posé sur une culée. Il fonctionnait grâce à des turbines hydrauliques, alimentées par un grand réservoir installé sur le château aragonais. Le pont est inauguré le 22 mai 1887 par l'amiral Ferdinando Acton.
Le pont et le canal ont fait l'objet de nombreux travaux de restauration. En 1957, l'ancien fonctionnement hydraulique fut remplacé par un système électrique, tout en conservant les principes d'ingénierie d'origine. Le nouveau pont fut inauguré le 10 mars 1958 par le président Giovanni Gronchi et fut dédié à saint François de Paule, protecteur des marins.

###### Pont Punta Penna-Pizzone

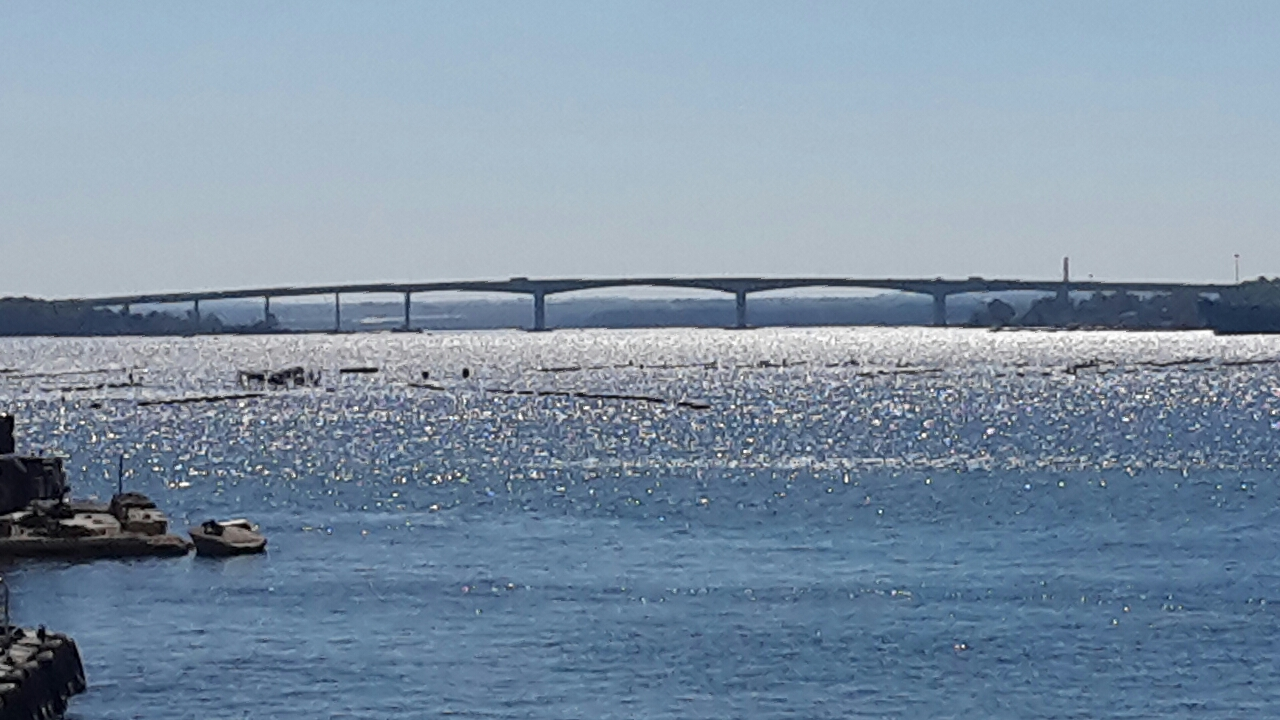
Le pont Penna-Pizzone au large du Mar Piccolo.

Le pont Punta Penna-Pizzone, également connu sous le nom de pont Aldo-Moro, est l'ouvrage qui relie la punta Penna à la punta Pizzone au niveau du rétrécissement naturel divisant le Mar Piccolo en deux bassins. Inauguré le 30 juillet 1977, il mesure 1 909 mètres de long et atteint une hauteur de 45 mètres au-dessus du niveau de la mer. Il fut réalisé en béton précontraint, d'après un projet de l'ingénieur Giorgio Belloni, pour un coût d'environ 26 milliards de lires de l'époque, auxquels s'ajoutèrent 15 milliards supplémentaires pour la réalisation des voies secondaires. La nécessité de cet imposant ouvrage d'ingénierie s'est imposée à la fin des années 1960 en réponse aux problèmes causés par l'augmentation du trafic routier et par l'expansion urbaine de Tarente. Le pont représente aujourd'hui une infrastructure cruciale pour la ville, car il permet de relier rapidement les quartiers nord et sud.
En 2008, le pont a été dédié à Aldo Moro, homme d'État originaire des Pouilles tragiquement disparu. Il est l'un des plus longs ponts d'Europe et le plus long viaduc sur étendue d'eau d'Italie.

#### Architecture religieuse
Les plus belles églises de la vieille ville sont la cathédrale San Cataldo, fondée au Xe siècle, ainsi que San Domenico Maggiore (1302), Sant'Andrea degli Armeni (XVIe siècle), et la chiesa di Sant'Agostino, près de laquelle ont été découverts les vestiges enfouis d'un ancien temple grec.

##### Cathédrale San Cataldo

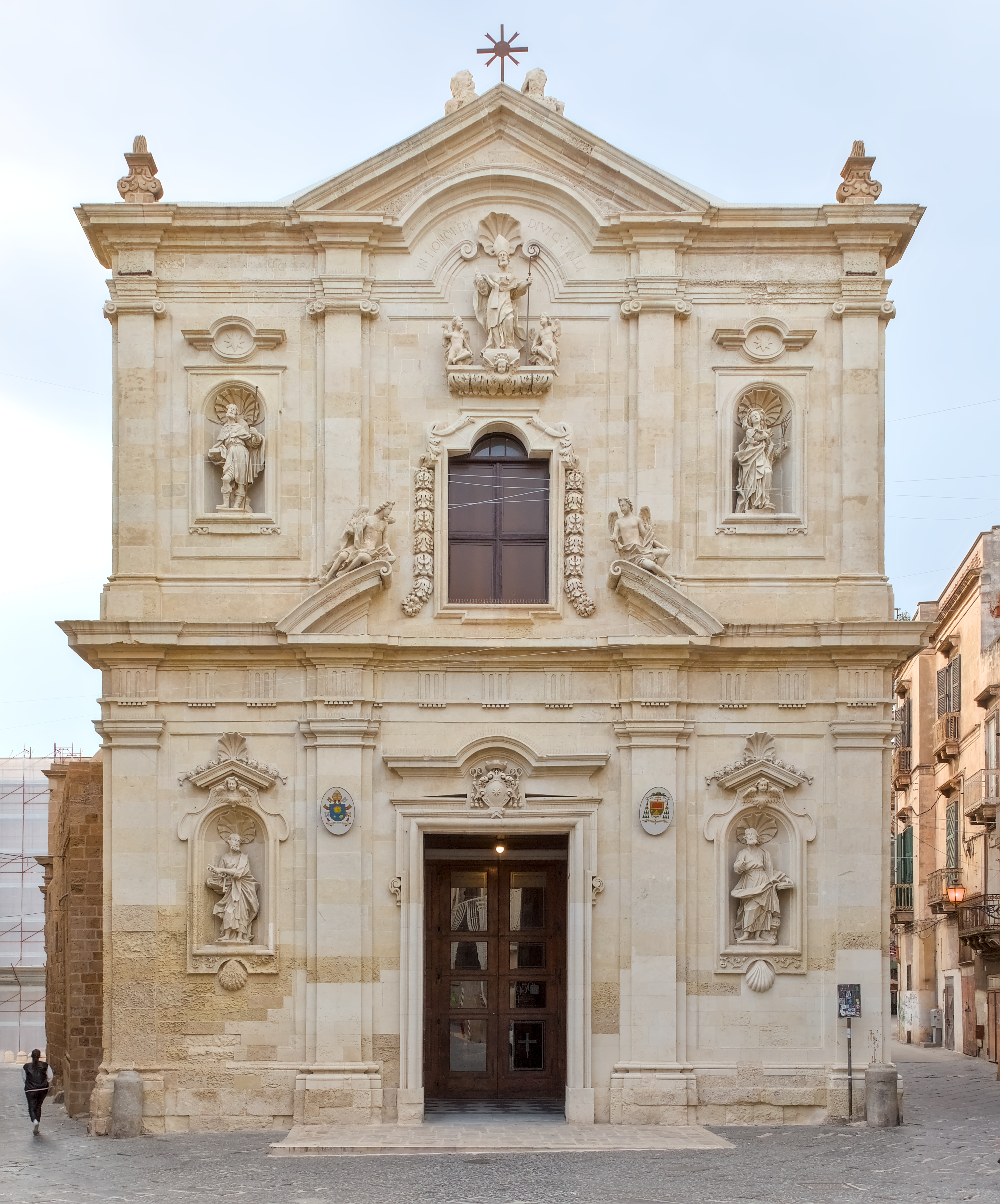
Façade de la cathédrale San Cataldo.

La cathédrale San Cataldo (duomo di San Cataldo) est la plus ancienne cathédrale des Pouilles, et elle se situe au cœur du centre historique de Tarente. Dédiée à saint Catalde, évêque irlandais mort à Tarente au VIIe siècle, dont elle conserve le tombeau, elle fut construite dans la seconde moitié du Xe siècle, lors des travaux de reconstruction de la ville ordonnés par l'empereur byzantin Nicéphore II Phocas, sur les vestiges d'un édifice paléochrétien antérieur. Au XIe siècle, le plan byzantin fut modifié et l'actuelle cathédrale à plan basilical fut érigée à sa place. En 1713, la façade baroque, œuvre de l'architecte leccese Mauro Manieri, est ajoutée. Le campanile normand est élevé au XIIe siècle, endommagé par le tremblement de terre de 1456, puis remplacé lors des travaux de restauration de 1952 par l'actuel clocher, qui reprend les formes de l'ancien. La cathédrale mesure 84 mètres de long et 24 de large, avec une nef centrale entourée de colonnes aux chapiteaux tous différents les uns des autres, deux nefs latérales et un transept à une seule nef. Dans la zone située devant la façade romane, correspondant à l'actuel pronaos, se trouvent les tombes des personnalités les plus illustres de la ville. Dans la chapelle de San Cataldo (cappellone), sont conservées les reliques et la statue en argent du saint. Il s'agit de l'une des plus hautes expressions du baroque, avec des œuvres du sculpteur Giuseppe Sanmartino, des fresques de Paolo De Matteis et des marbres polychromes. Dans la crypte byzantine, de plan cruciforme, on peut admirer des fresques des XIIIe et XIVe siècles, des bas-reliefs et des sarcophages. Certaines tombes des archevêques de Tarente sont également renfermées dans la crypte.

Intérieur de la cathédrale
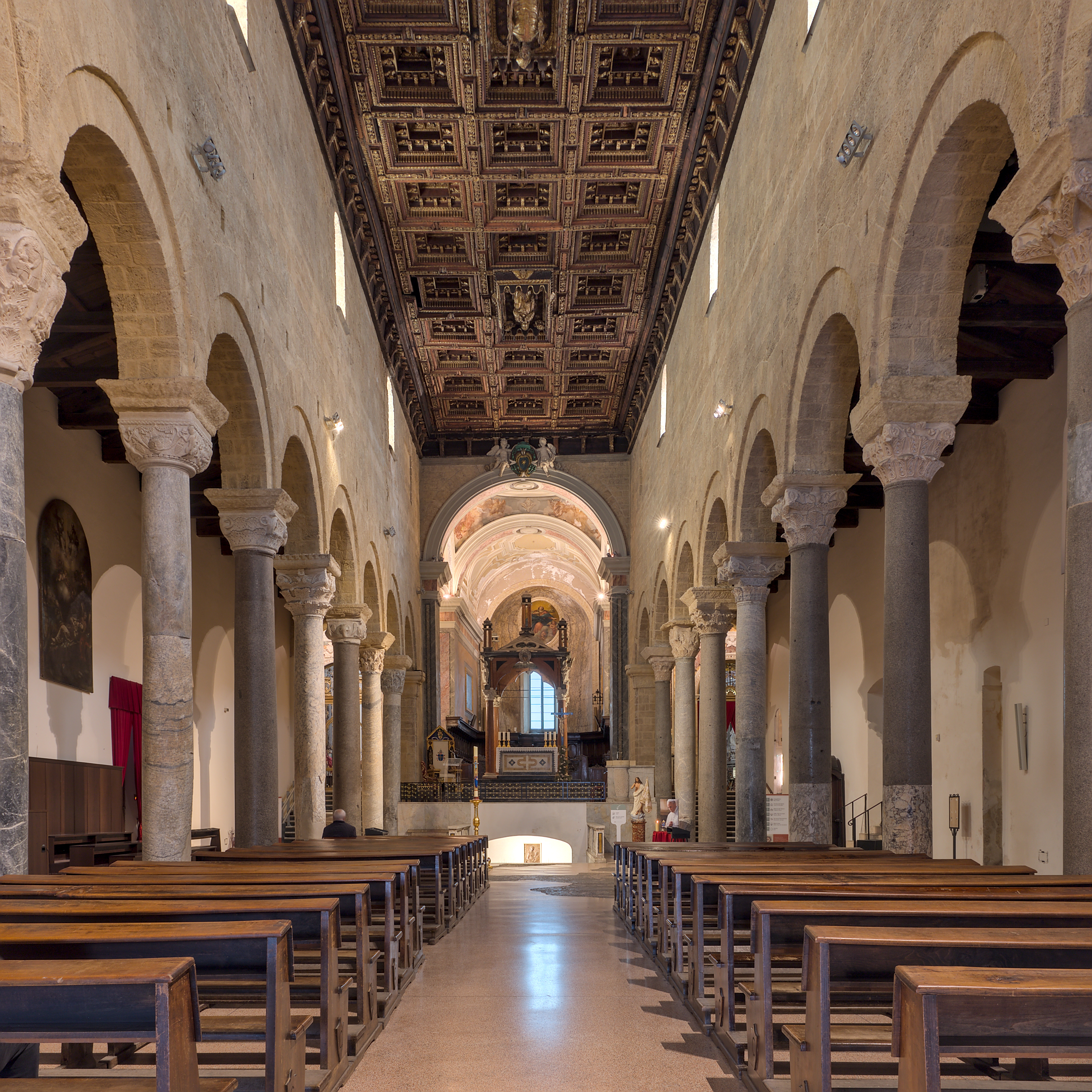
Nef.
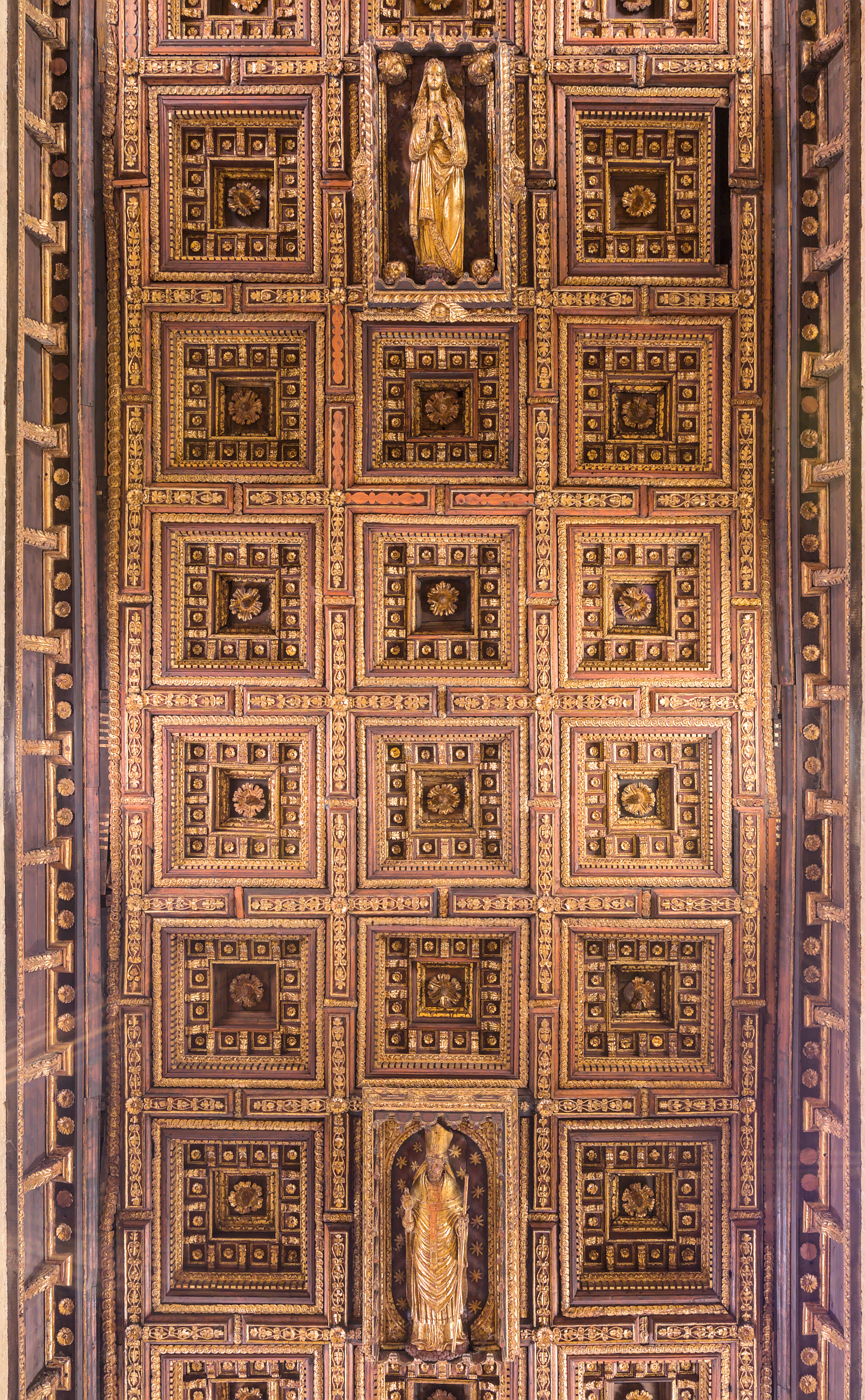
Toit de la nef.
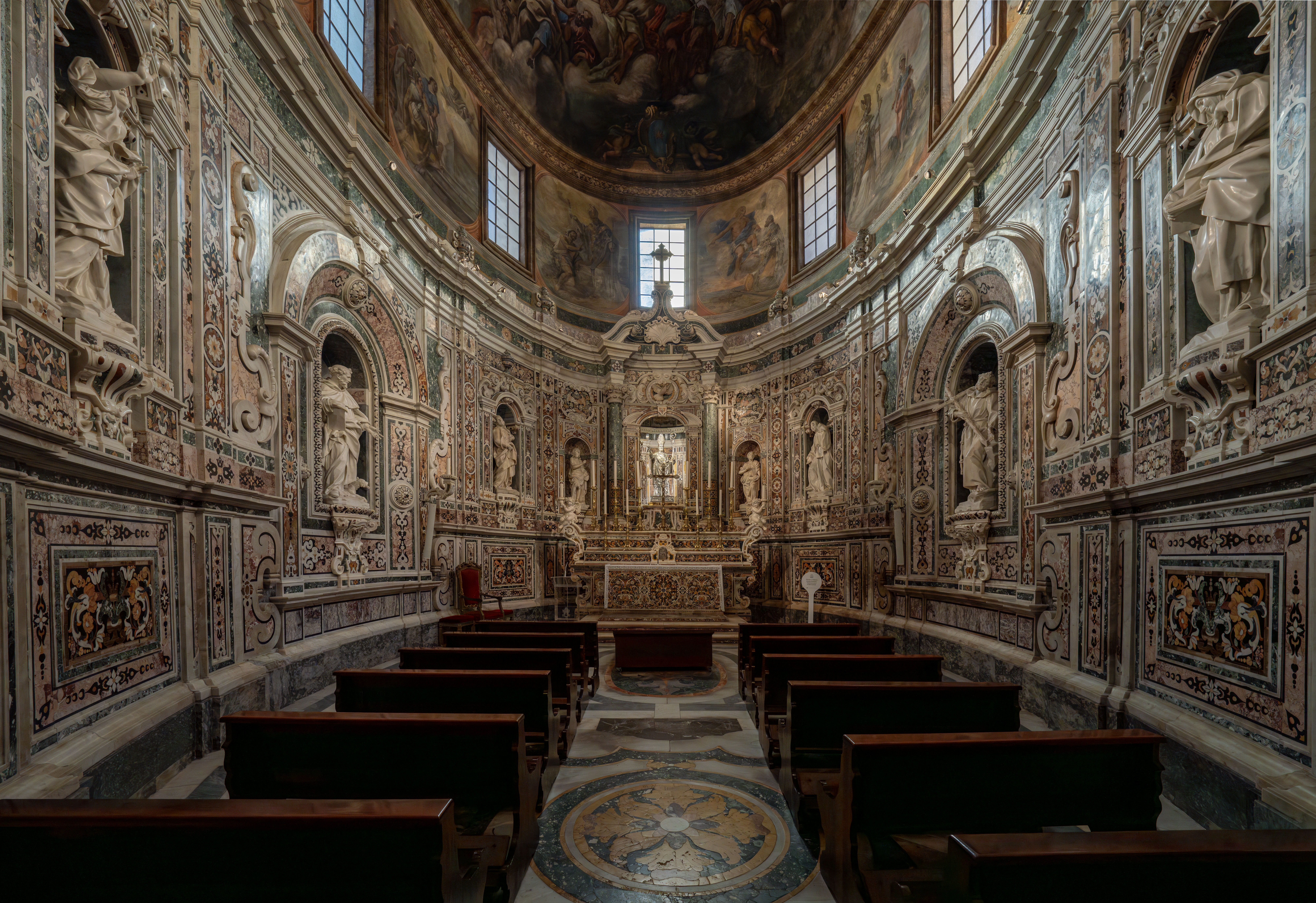
Cappellone di San Cataldo.
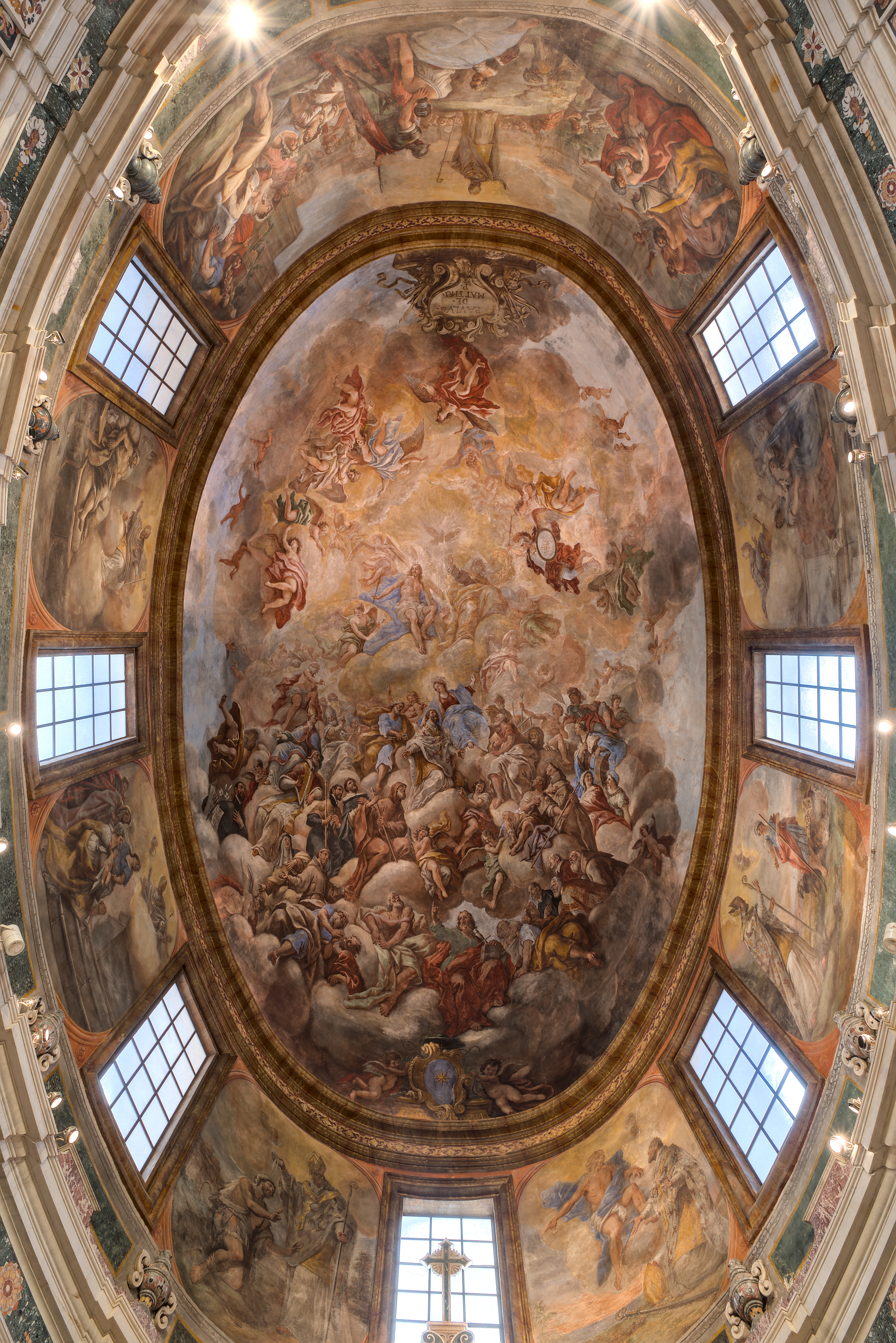
Toit du cappellone.
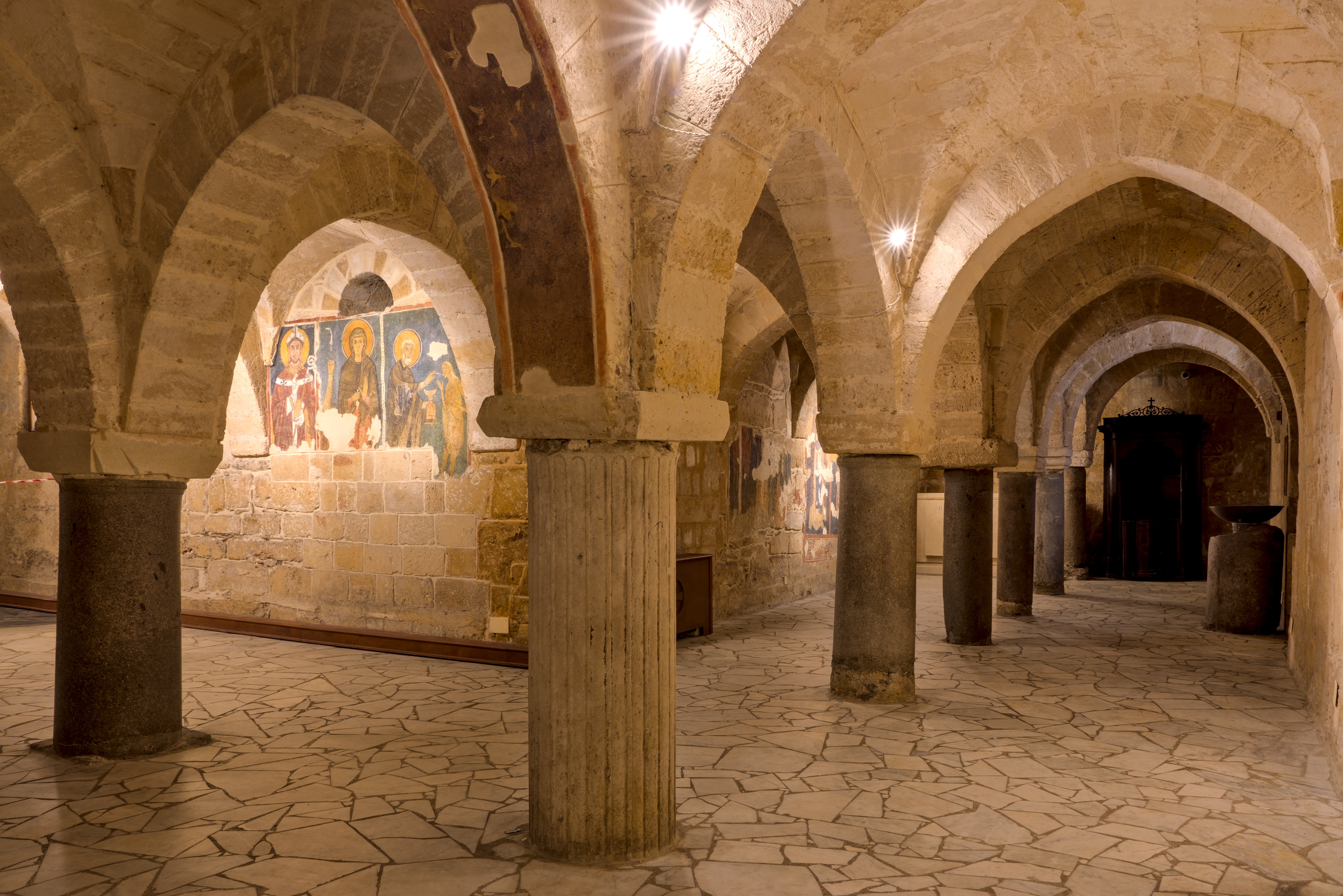
La crypte.

##### Église San Domenico Maggiore

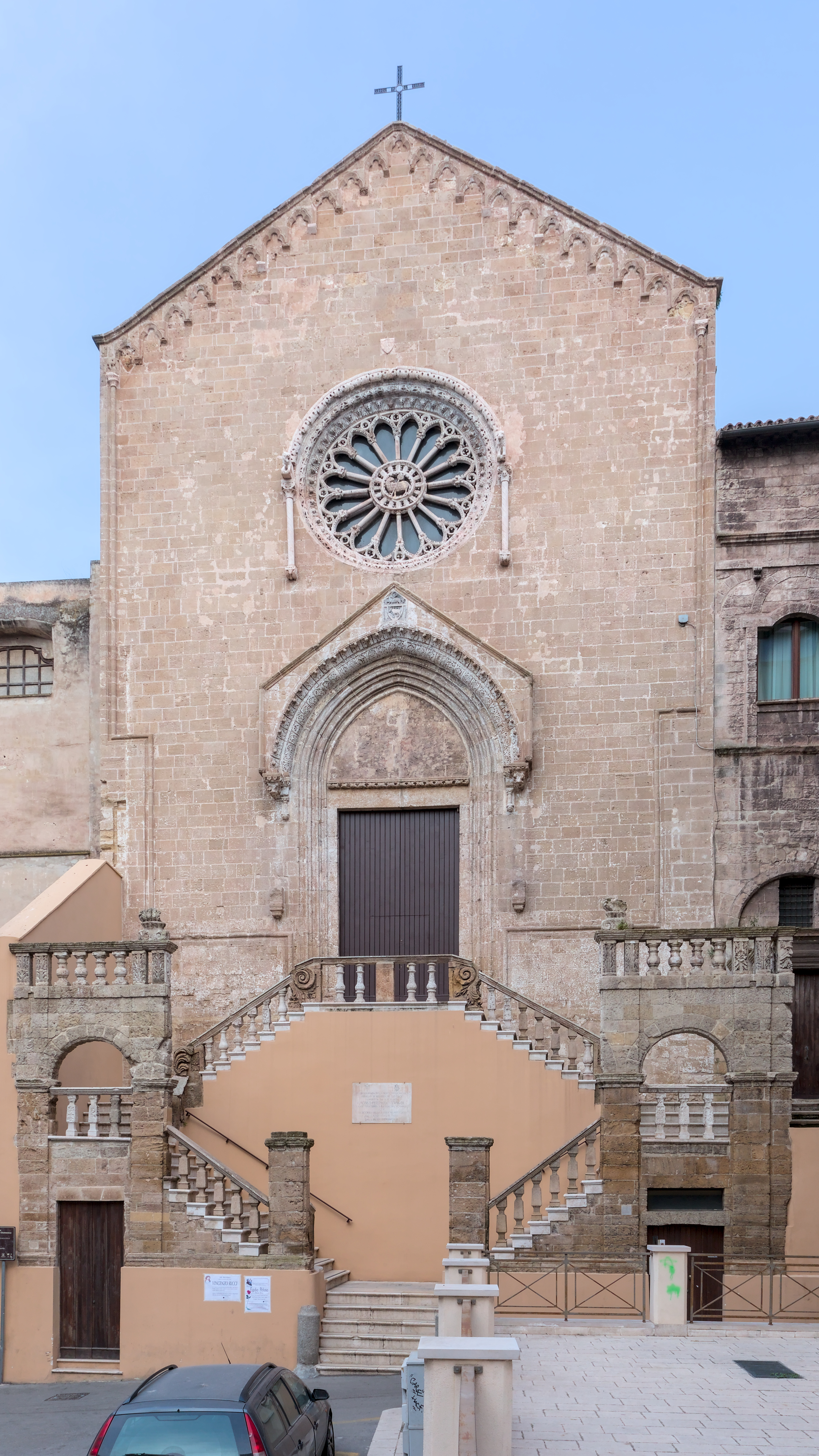
Façade de l'église San Domenico Maggiore.

Située à l'extrémité nord de la vieille ville, l'église San Domenico Maggiore repose sur les fondations d'un temple grec datant du VIe siècle av. J.-C. et fait partie de l'ancien complexe conventuel du même nom. Édifiée en 1302 à l'initiative du noble Giovanni Taurisano, elle subit de nombreuses restaurations au fil des siècles, notamment aux XVIIe et XVIIIe siècles. La façade conserve néanmoins son apparence caractéristique du XIVe siècle, avec un portail ogival surmonté d'un porche suspendu et d'une splendide rosace flanquée de petites colonnes en saillie. La façade se termine par des arcs trilobés suspendus, couronnant le fronton. L'escalier à double rampe qui mène à l'église date de la restauration du XVIIIe siècle. L'intérieur, à nef unique, présente sur le flanc gauche quatre chapelles de la fin du XVIe siècle décorées d'autels baroques, équilibrées sur le côté droit par des arcades aveugles ornées de remarquables peintures des XVIIe et XVIIIe siècles. On peut y admirer, entre autres, une peinture de Leonardo Antonio Olivieri représentant Le Triomphe de l'Ordre franciscain et La Trinité avec la Vierge, œuvre du peintre Giuseppe Mastroleo (1740). L'église est particulièrement connue pour abriter, dans la cappella dell'Addolorata, une statue de la Vierge des Douleurs (XVIIe siècle), portée en procession le jeudi saint par la confrérie de Maria Santissima Addolorata e San Domenico, lors des célèbres rites de la semaine sainte de Tarente. Ces rites, séculaires, attirent chaque année des fidèles du monde entier.

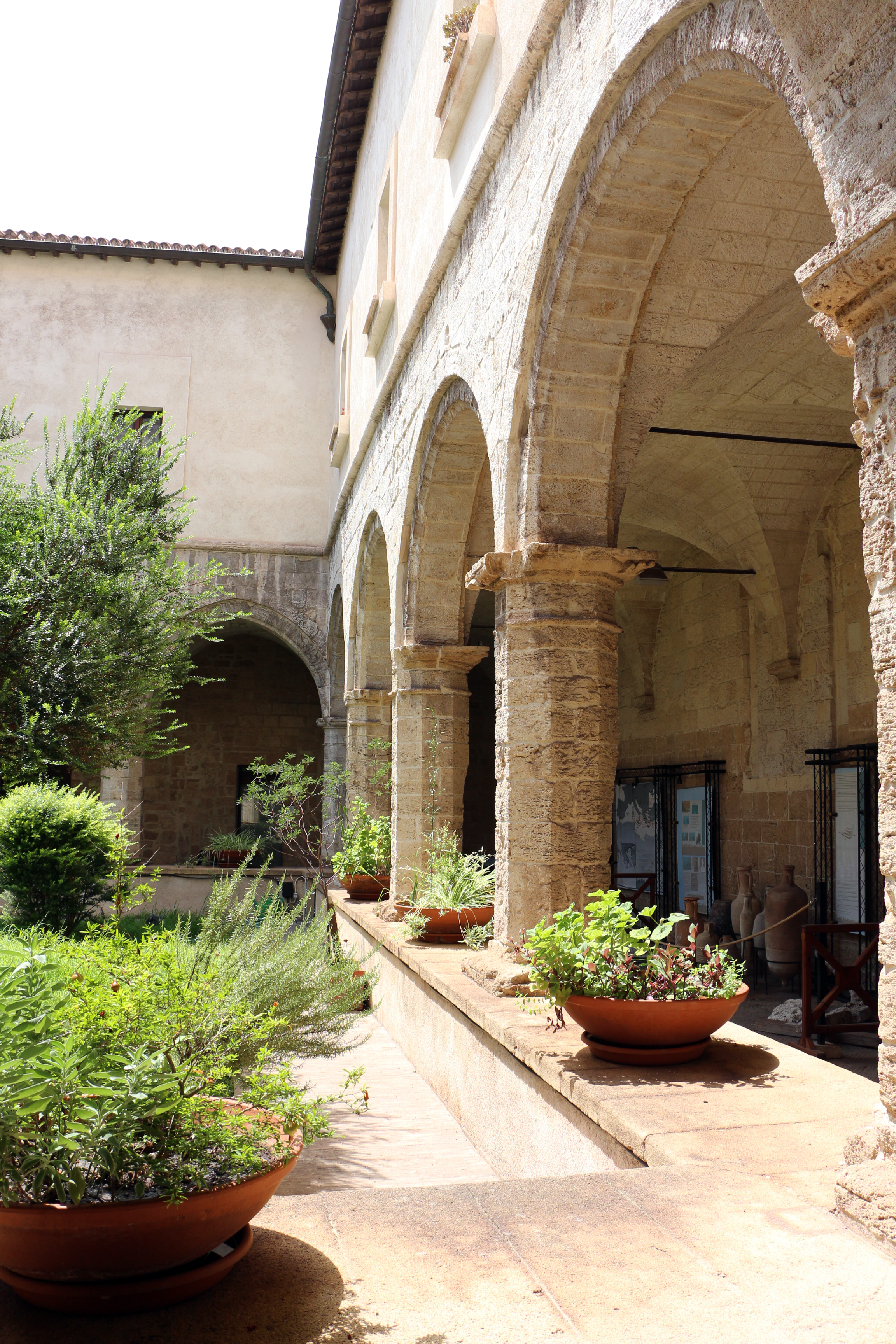
Cloître de San Domenico Maggiore.

L'ancien couvent de San Domenico Maggiore, édifié au XIVe siècle, s'étend sur trois niveaux, dont deux hors sol et un souterrain, qui s'articulent autour d'une cour centrale assez vaste. La construction, réalisée en maçonnerie avec des blocs de tuf, permet d'observer tous les changements effectués au fil des siècles et de reconnaître la présence de divers styles architecturaux. À l'intérieur du cloître du couvent, qui a été restauré pour la dernière fois entre les XVIIe et XVIIIe siècles et qui est caractérisé par une série d'arcades supportées par des colonnes aux chapiteaux ornés de feuilles angulaires, se développe une vaste zone archéologique. Cette zone est en lien avec les sites archéologiques de Saturo et du Scoglio del Tonno, et présente des traces d'occupation datant du néolithique, à partir du VIe millénaire av. J.-C., ainsi que celles d'une fréquentation mycénienne. D'époque plus récente (IXe siècle av. J.-C.), on trouve les vestiges de l'implantation des Iapyges, ensuite remplacés par la colonie spartiate de Taras (ancienne Tarente). Ce site, habité depuis la préhistoire, permet d'étudier les structures de fondation d'un temple grec érigé sur l'acropole de l'ancienne Taras au VIe siècle av. J.-C. Par ailleurs, la présence romaine est perceptible sur le site grâce aux vestiges de la cella du temple, qui consistent en fragments d'architrave réutilisés dans la façade gothique du couvent. Depuis 1315, le complexe était dirigé par les pères dominicains, d'où son nom de San Domenico in Soriano. Malheureusement, les décrets napoléoniens le firent fermer en 1801, et il fut transformé en caserne de cavalerie puis abandonné par les religieux. Aujourd'hui, il abrite la Surintendance nationale pour la protection du patrimoine sous-marin, la Surintendance d'archéologie, Beaux-Arts et Paysages de la province de Tarente, ainsi que la bibliothèque de la Surintendance archéologique des Pouilles.

##### Cocathédrale Gran Madre di Dio
La cocathédrale Gran Madre di Dio se trouve dans la partie moderne de Tarente. En accord avec la volonté de l'archevêque de Tarente, Mgr. Guglielmo Motolese, elle est conçue par l'architecte milanais Gio Ponti dont elle représente l'œuvre maîtresse aux côtés de la tour Pirelli. Construite entre 1967 et 1970, elle est inaugurée le 6 décembre de cette année. Dédiée à la mère de Dieu, deuxième protectrice de la ville derrière saint Catalde, elle symbolise — en hommage à la tradition maritime de Tarente — une voile se reflétant dans l'eau des trois bassins situés devant l'entrée, qui représentent le grand large. La façade se compose de deux parties : la partie avant, longue de 87 mètres et large de 35 mètres, et la partie arrière, en retrait de 50 mètres, constituée d'un double mur ajouré haut de 40 mètres, qui remplace la coupole traditionnelle. La cocathédrale a récemment été mise à l'honneur dans des expositions consacrées à Gio Ponti dans plusieurs musées à travers le monde, dont le musée des Arts décoratifs de Paris, l'Institut culturel italien de Stockholm et le MAXXI de Rome.

##### Autres églises

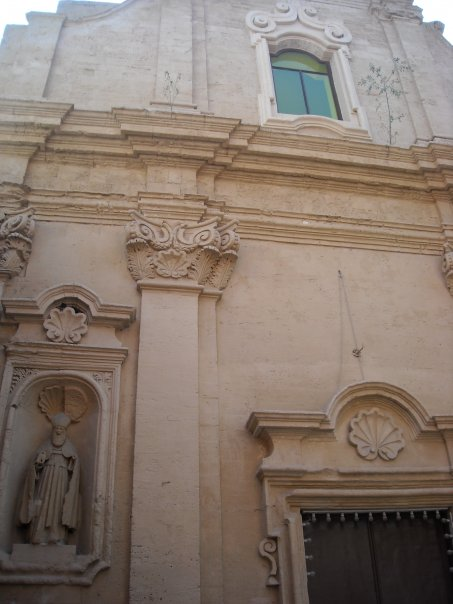
Église Sant'Agostino.

- Église Sant'Agostino.Santuario della Madonna della Salute ;
- Chiesa di Maria Santissima del Monte Carmelo ;
- Chiesa di Sant'Agostino ;
- Chiesa di San Michele ;
- Chiesa di Sant'Andrea degli Armeni ;
- Chiesa di San Pasquale ;
- Chiesa di San Giuseppe ;
- Chiesa di Sant'Anna ;
- Chiesa di Santa Caterina ;
- Chiesa di San Francesco di Paola ;
- Chiesa della Santissima Croce ;
- Chiesetta di San Francesco da Paola al Borgo ;
- Casa di Sant'Egidio Maria da Taranto.

#### Architecture militaire

##### Château aragonais

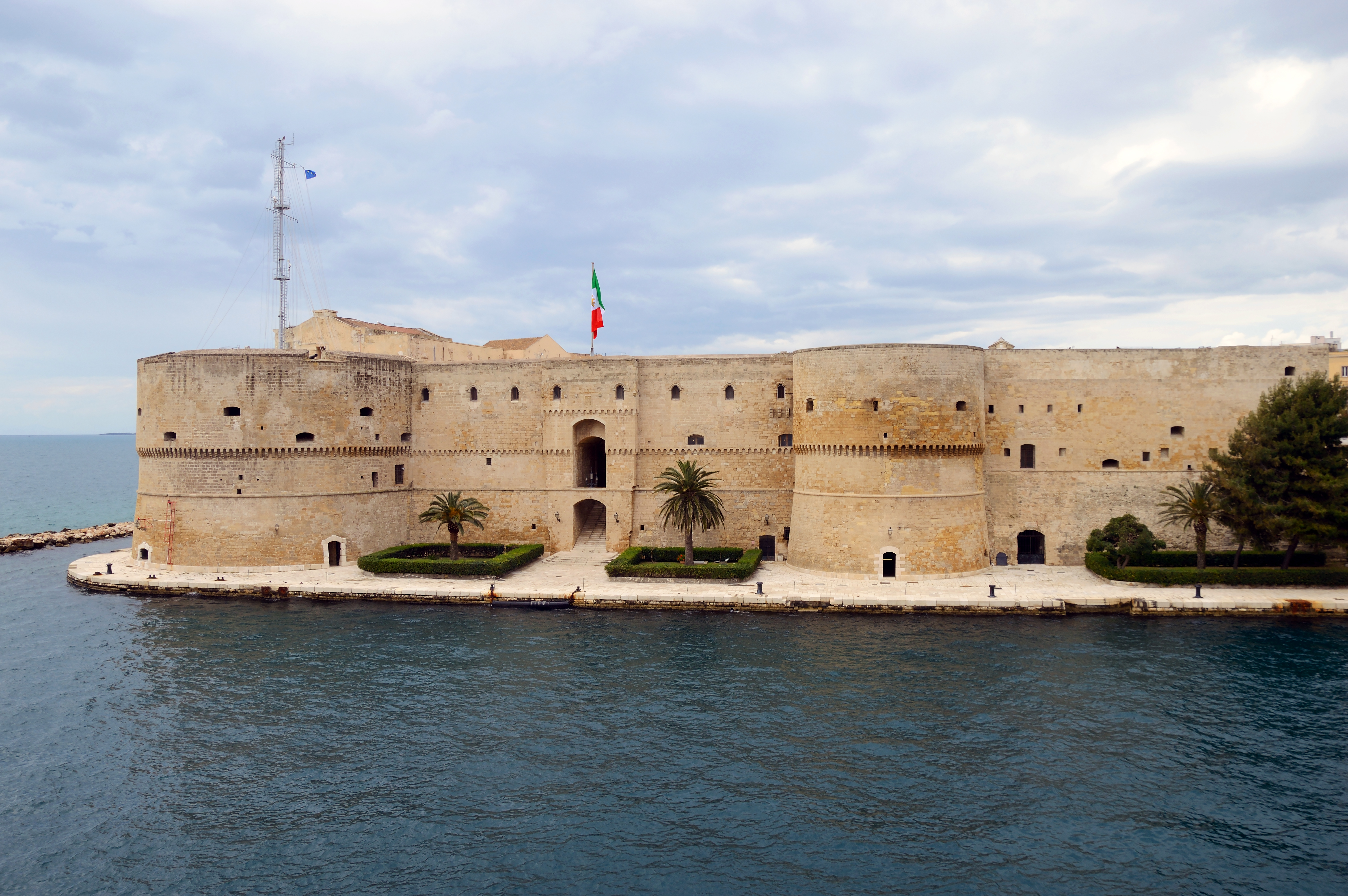
Castello Aragonese (château aragonais).

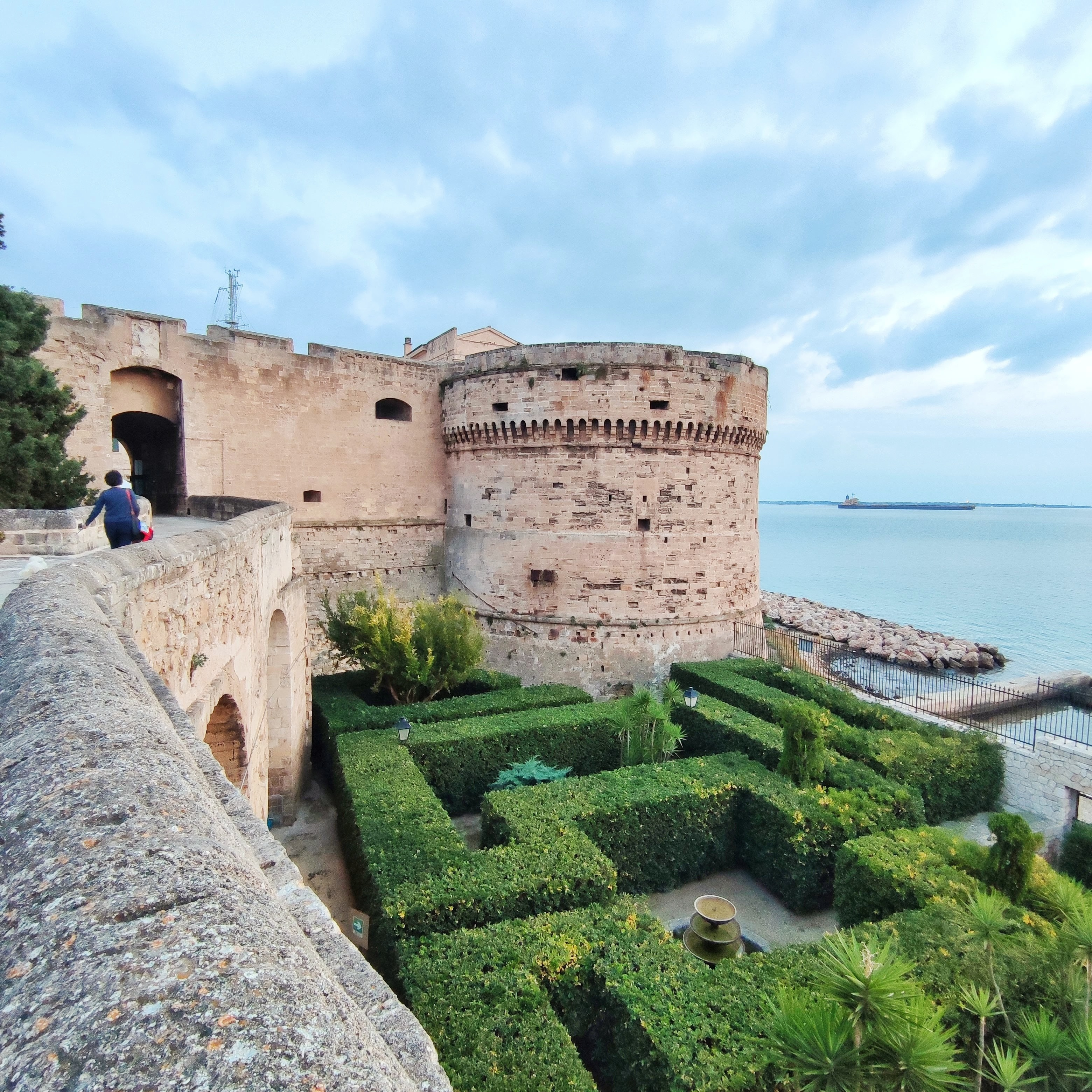
Jardins et tour de la Bandiera.

Le castel Sant'Angelo, qui commande le chenal d'accès à la rade, est situé près d'une ancienne dépression naturelle du socle rocheux sur lequel s'élève le vieux bourg de Tarente. Il s'agit de la reconstruction aragonaise d'une ancienne forteresse normande, bâtie au même emplacement mais avec des caractéristiques très différentes, puisqu'il s'agissait alors d'un château typiquement médiéval avec de nombreuses tours élancées, lui-même construit sur un fort byzantin (Xe siècle) reposant sur des structures défensives de la période grecque antique (IVe et IIIe siècles av. J.-C.). Conçu sous sa forme actuelle entre 1486 et 1492 par l'artiste et architecte siennois Francesco di Giorgio Martini, il a remplacé l'ancienne forteresse médiévale, jugée inadaptée aux besoins militaires du XVe siècle par le roi Ferdinand Ier d'Aragon, qui décide de renforcer les défenses côtières de son royaume à la suite de la prise d'Otrante par les Turcs (1480).
La forme de la nouvelle bâtisse évoque vaguement celle d'un scorpion, avec ses cinq tours rondes positionnées à chaque angle. Ces tours, plus basses mais bien plus épaisses que les précédentes, prirent les noms de San Cristoforo, San Lorenzo et Sant'Angelo pour  les trois qui surplombent le canal ; les deux autres, face aux vieux bourg, sont les tours de l'Annunziata et de la Bandiera. Tours et murs culminent tous à la même hauteur, 21 mètres, pour environ 8 mètres d'épaisseur ; chaque tour a un diamètre de 18 mètres sauf San Cristoforo, plus large de 10 mètres. Un bastion triangulaire fut ajouté en 1491 (prototypique des bastions du XVIe siècle, appelé à tort rivellino) face à la mer ouverte, le Mar Grande, afin de renforcer la façade méridionale et d'améliorer la capacité de défense latérale de l'accès au fossé, élargi par la même occasion. Ces nouvelles fortifications avaient une efficacité militaire limitée en dépit de leurs qualités esthétiques du fait des progrès rapides de l'artillerie à cette époque. Les Espagnols, qui succèdent aux Aragonais dès 1502, élargissent les plateformes supérieures pour faciliter l'utilisation des canons et comblent de terre les galeries internes ainsi que les casemates des tours afin de les renforcer et de créer des plateformes de tir plus adaptées à leur sommet.
Malgré ces interventions, la forteresse tomba peu à peu en désuétude et, après avoir joué un rôle clé dans la sécurité de la ville, notamment en repoussant un assaut turc en 1594, elle fut transformée en prison en 1707 avant de retrouver un semblant de fonction militaire lors de sa reconversion en caserne sous Napoléon Bonaparte. Ces nouveaux usages entraînèrent la fragmentation des espaces intérieurs, avec la fermeture de nombreux corridors et passages. Par ailleurs, les exigences résidentielles croissantes et le faible coût du plâtre et du ciment favorisèrent leur emploi massif pour recouvrir murs et sols, afin d'en améliorer les conditions d'hygiène. Le château est toutefois resté largement intact, à l'exception de la tour Sant'Angelo, démolie en 1883 pour faire place au pont tournant (ponte girevole).
En 2003, la Marine italienne, propriétaire du château depuis 1883, a entrepris une restauration méthodique des espaces intérieurs visant à retrouver sa configuration aragonaise d'origine ainsi qu'à identifier les fondations préexistantes (grecques, byzantines ou normandes). Ce travail de restauration, effectué par le personnel de la Marine sous la supervision de la Surintendance locale du patrimoine architectural, consiste principalement à ôter le plâtre et le ciment pour faire réapparaître les surfaces des murs et des sols originels, et à rouvrir les couloirs, pièces et passages, afin de rétablir la continuité spatiale et la fonctionnalité défensive de l'édifice. Lors de ces opérations, de grandes quantités de terre ont été excavées en collaboration avec l'université de Bari et sous la supervision de la Surintendance archéologique, permettant de révéler de nombreux vestiges recouvrant près de trois millénaires d'histoire, le tout rendu accessible au public.

##### Autres

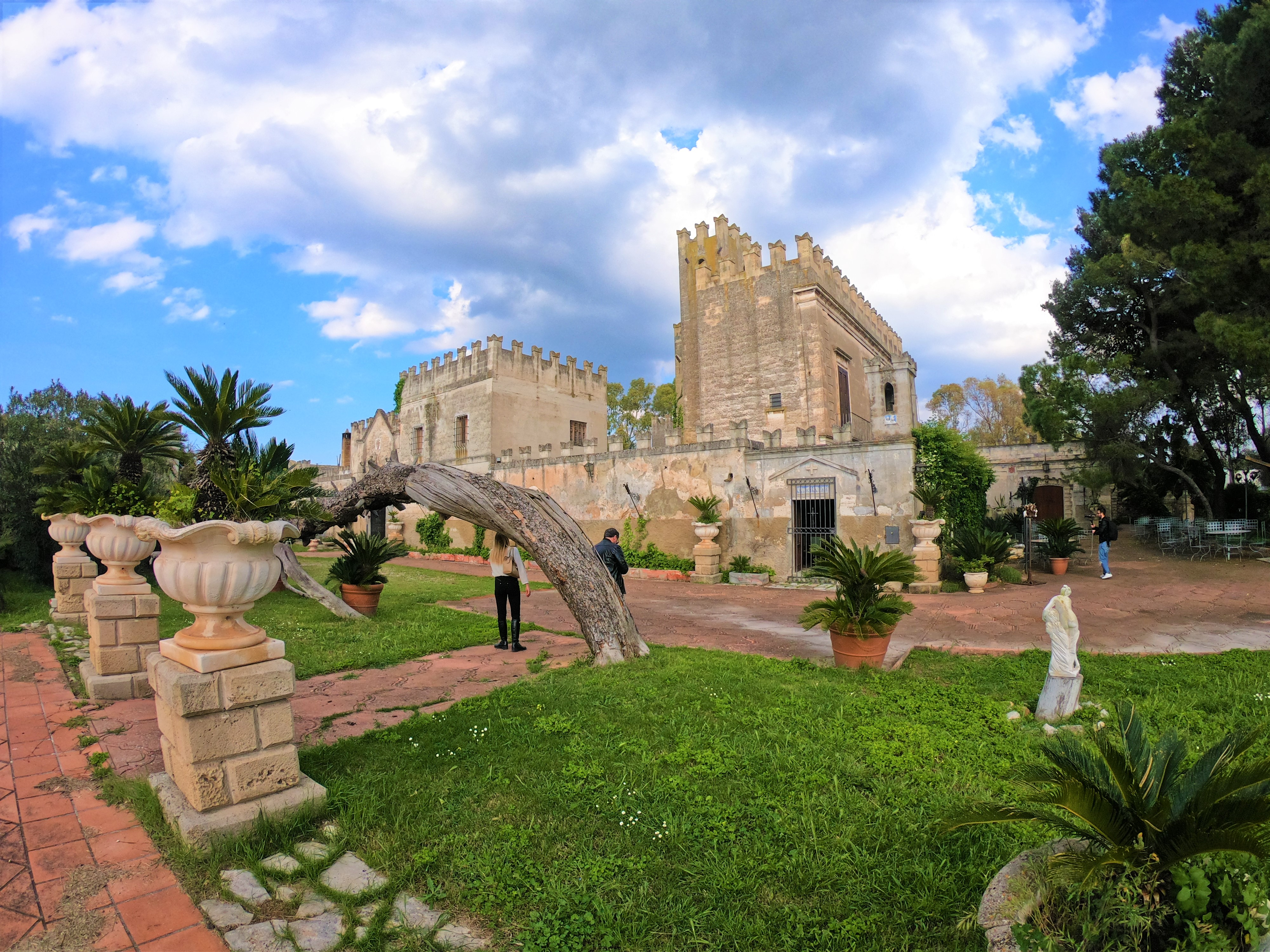
Castello Spagnolo (château espagnol).

- Castello Spagnolo (château espagnol).Le château espagnol est un ancien complexe militaire de la fin du XVe siècle construit par les Espagnols afin de contrôler le port durant la conquête du royaume de Naples. Il sert désormais de lieu prestigieux pour la tenue d'événements mondains ou particuliers tels que des mariages, baptêmes, communions, réunions, conférences de presse, etc. ;
- Arsenal militaire.

#### Sites archéologiques
- Temple dorique ;
- Parc archéologique de Saturo ;
- Parc archéologique des murailles messapiennes (Manduria) ;
- Crypte du Rédempteur.

##### Temple dorique

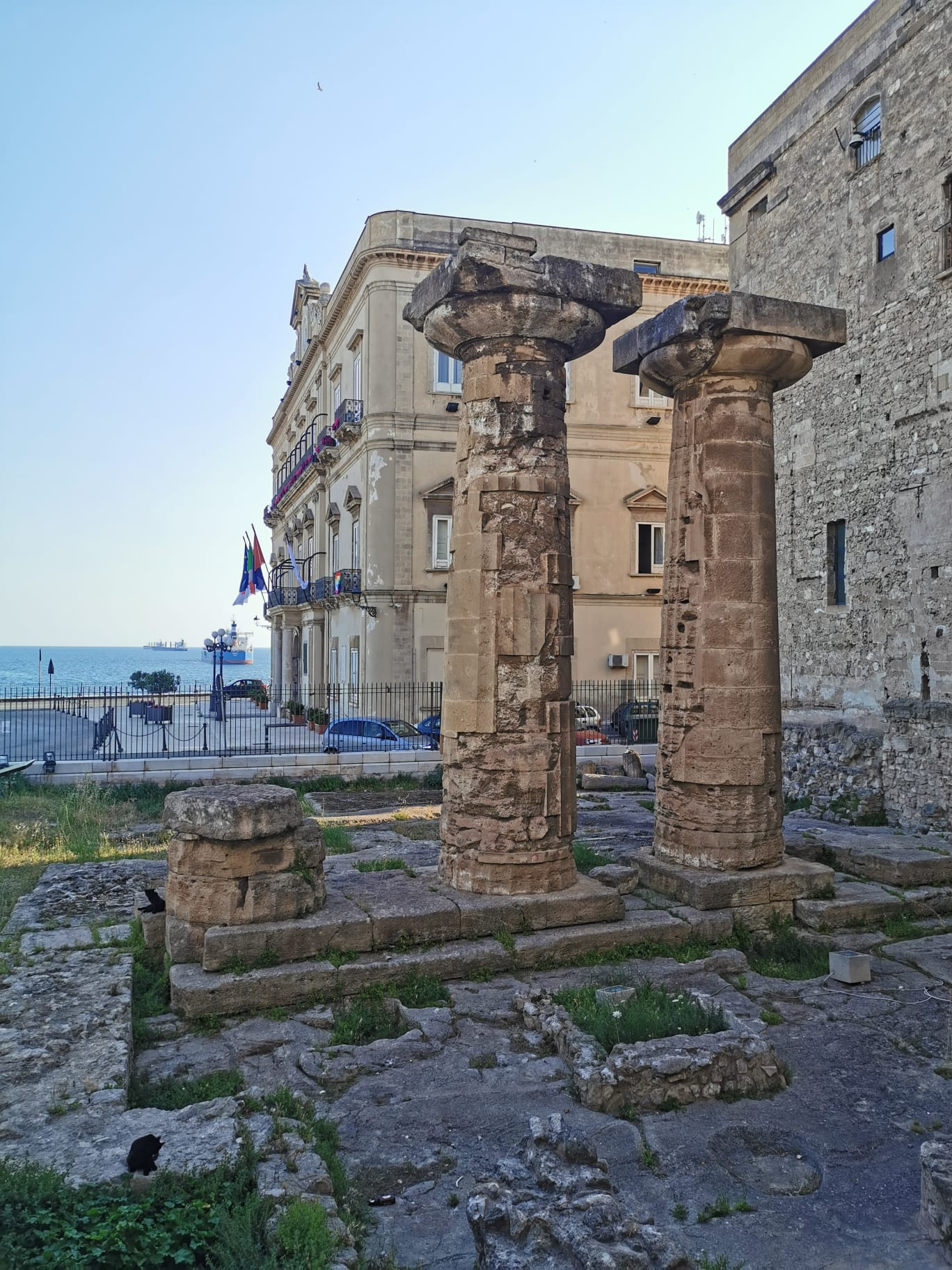
Colonnes, vestiges du « temple de Poséidon ».

Le « temple de Poséidon », ou temple dorique de Tarente, est un temple périptère d'ordre dorique, l'un des plus anciens de la Grande-Grèce. Il est le seul lieu de culte grec encore visitable du quartier ancien (Città Vecchia). Les ruines du temple, à l'air libre sur la piazza Castello, étaient autrefois incluses dans l'église de la Sainte-Trinité, la cour de l'Oratorio dei Trinitari, la maison Mastronuzzi et le couvent des Célestins. Au début du XVIIIe siècle, on pouvait encore admirer les vestiges de dix colonnes, mais celles-ci furent en grande partie démolies lors de la reconstruction du couvent en 1729. Les deux colonnes subsistantes, accompagnées d'un socle à trois tambours, ont été réalisées en carparo local, une pierre extraite directement de l'acropole de Taras. Ces vestiges représentent le côté long de la péristasis du temple, révélés dans le cloître et les caves du monastère San Michele.
À la fin du XIXe siècle, l'archéologue Luigi Viola (it) en étudia les restes et attribua le temple au culte de Poséidon, mais on considère aujourd'hui comme plus probable de l'attribuer à une divinité féminine : Artémis, Perséphone voire Héra. D'autres éléments du temple ont été dispersés avec les démolitions du couvent en 1926 puis de l'église en 1973. Les deux colonnes doriques subsistantes font 8,47 m de hauteur, pour un diamètre de 2,05 m et un empattement de 3,72 m. D'après l'analyse de la surface de la péristasis et le rapport entre ses dimensions et l'intercolonnement, on suppose que le temple était orienté vers le canal, et qu'il comportait six colonnes sur les côtés courts et treize sur les côtés longs. Le profil des chapiteaux ainsi que des tambours, très bas et empilés sans pivot central, permettent de dater la construction du temple au début du Ve siècle av. J.-C. Toutefois, la présence d'une petite fosse près des colonnes suggère l'existence d'un édifice antérieur, en briques crues et matériaux périssables, construit dès la fin du VIIIe siècle av. J.-C. par les tous premiers colons spartiates.

##### Parc archéologique de Saturo

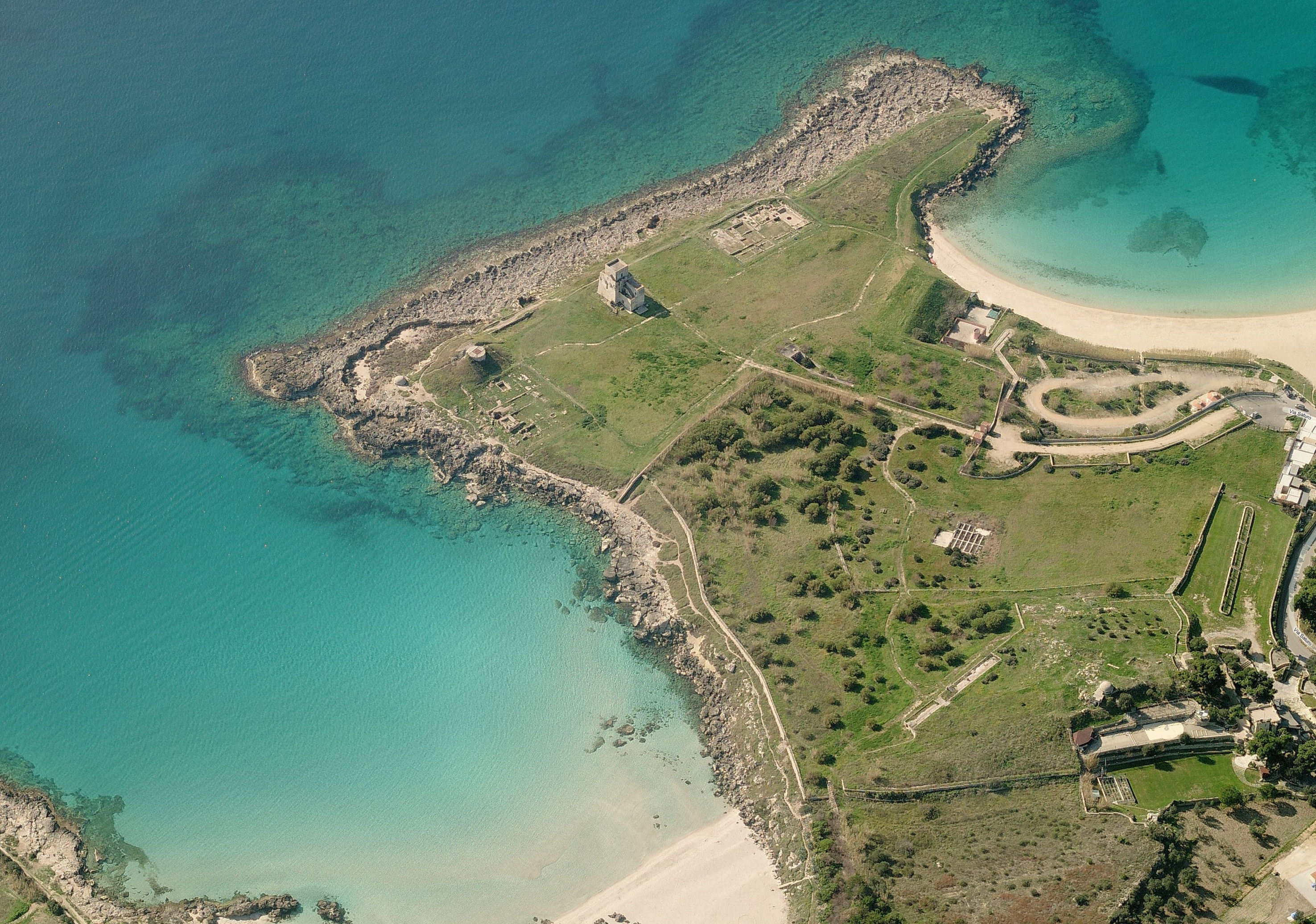
Vue aérienne du parc archéologique de Saturo.

Le parc archéologique de Saturo conserve une palette de vestiges allant du néolithique avancé jusqu'aux civilisations grecque et romaine. Il est situé dans la localité homonyme de la province de Tarente, qui doit son nom à une légende selon laquelle Taras, fils de Poséidon, aurait fondé cet établissement vers 2 000 av. J.-C. pour le dédier à sa mère, la nymphe Satyrion. Le parc s'étend sur un promontoire au fort intérêt historique, naturel et paysager, celui même où débarquèrent en 706 av. J.-C. les Spartiates menés par Phalanthos, qui allaient fonder leur colonie de Taras, destinée à devenir la plus grande cité (polis) de la Grande-Grèce. Dans le périmètre du parc, on peut visiter des villages des âges du bronze et du fer, une acropole avec les vestiges d'un sanctuaire grec dédié à la déesse Athéna, ainsi qu'une splendide villa côtière romaine de l'époque impériale, dotée de chambres, de sols pavés en mosaïques d'origine et de complexes thermaux. D'un intérêt particulier sont aussi la citerne romaine, les anciennes carrières, les structures murales submergées, la tour de guet du XVIe siècle ainsi que les différents bunkers de la Seconde Guerre mondiale.

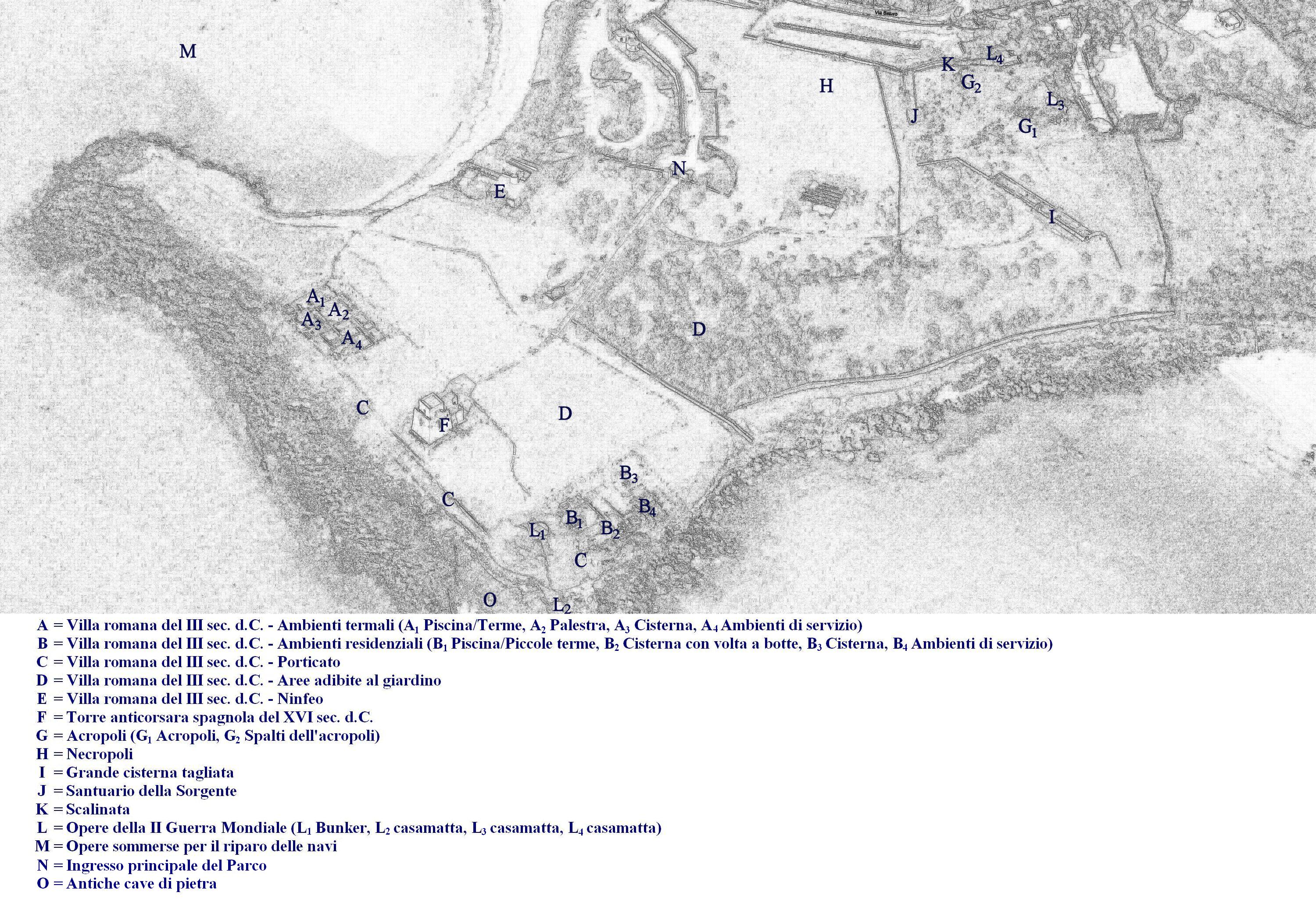
Plan des trouvailles archéologiques.
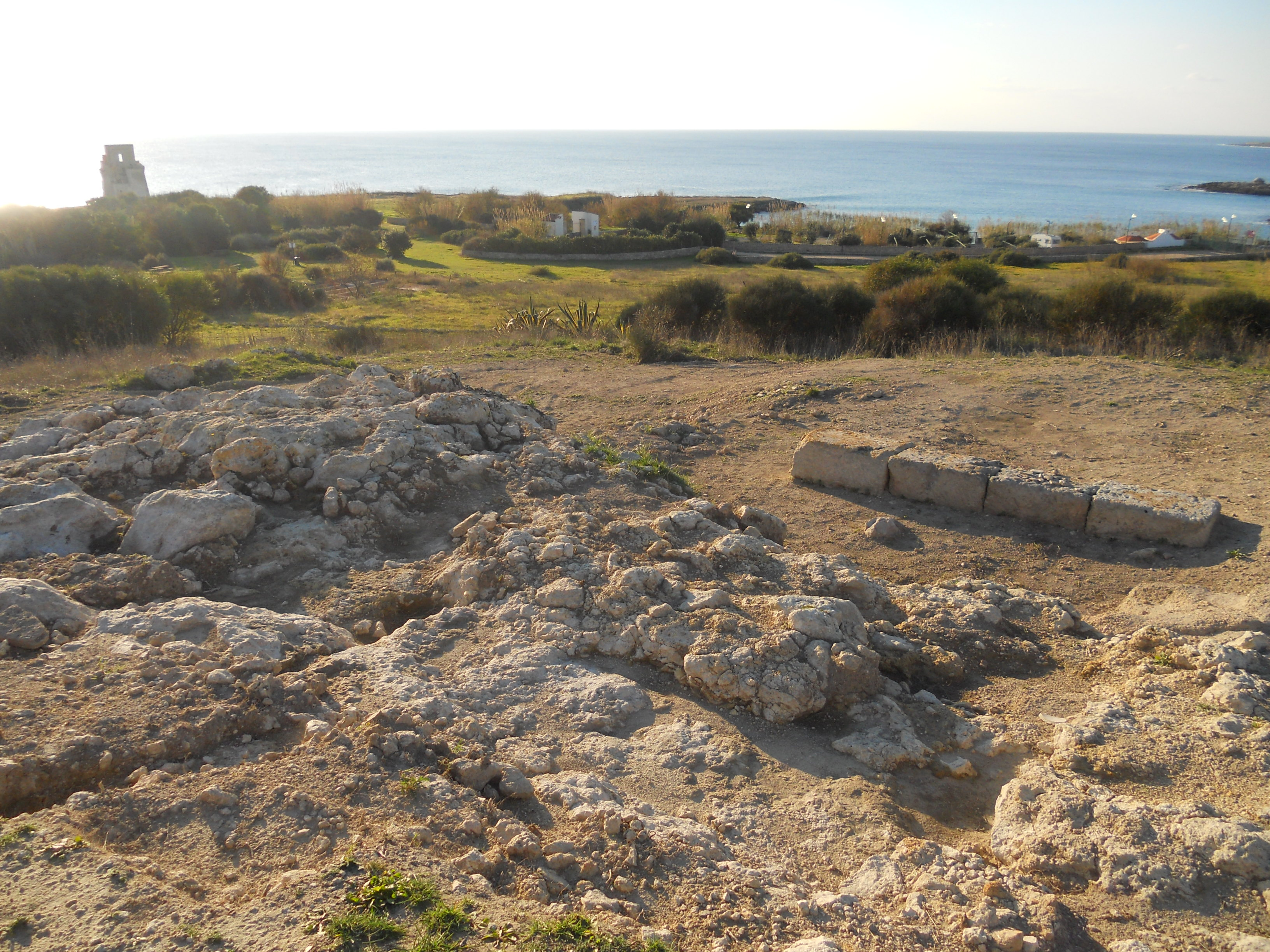
Traces visibles d'un sanctuaire grec sur l'ancienne acropole.
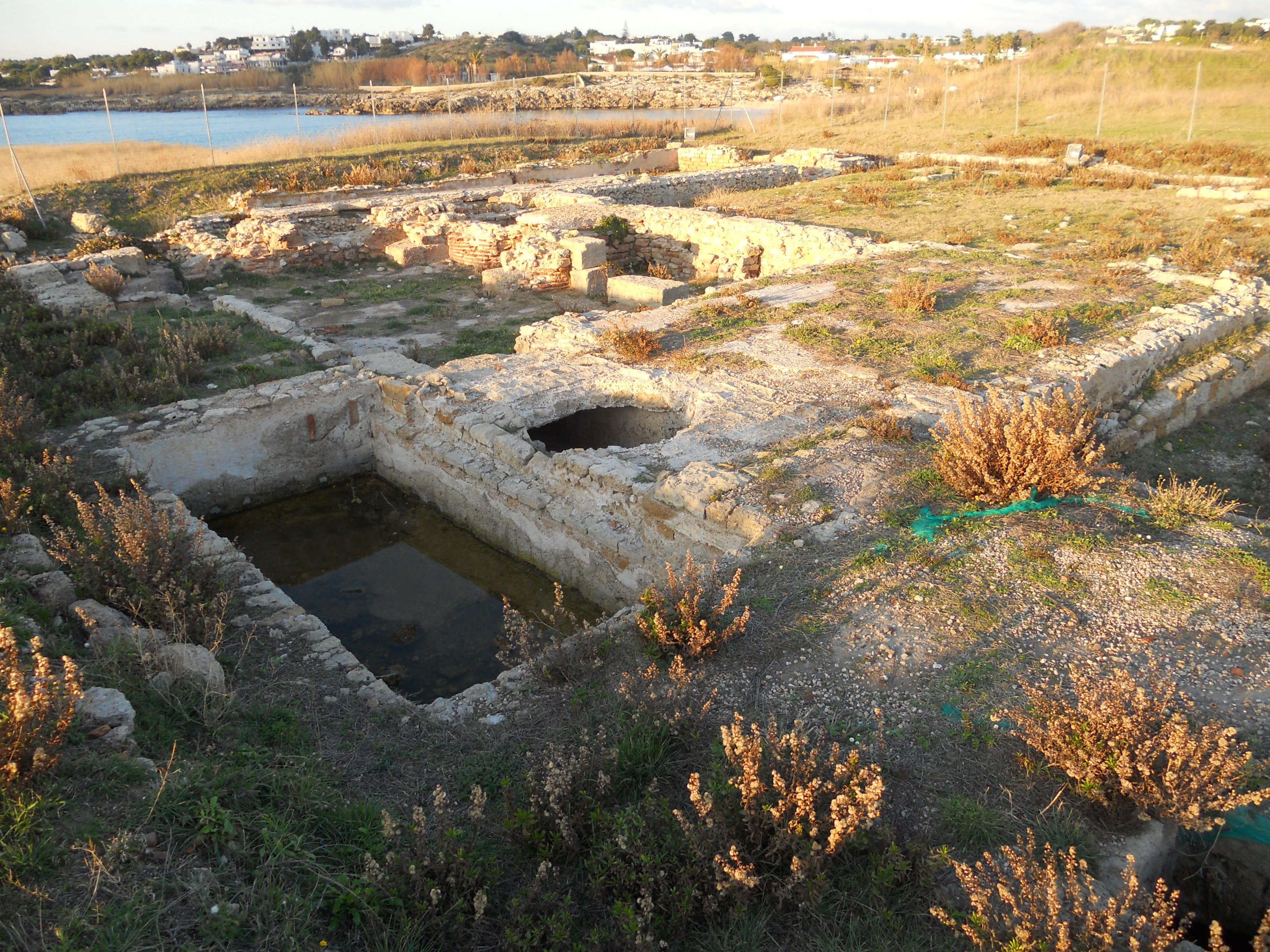
Vestiges de thermes romains.

##### Crypte du Rédempteur

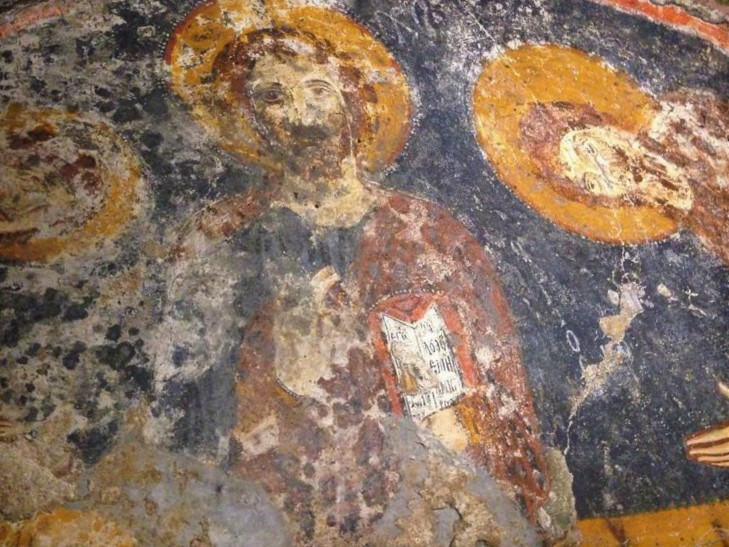
Fresques de la Crypte du Rédempteur.

La Crypte du Rédempteur (ou della Madonna della Grotta) est une église rupestre hypogée située sous la via Terni. Il s'agissait à l'origine d'une ancienne tombe romaine à chambre funéraire datant de l'époque impériale, reliée à un ancien puits d'eau de source. La cave, de forme circulaire et d'environ huit mètres de diamètre, renferme des parois décorées de fresques réalisées au début du XIIe siècle. La crypte faisait partie de l'église Santa Maria di Murivetere, fermée au culte en 1578 par Mgr. Lelio Brancaccio. Selon la tradition, c'est dans cette crypte qu'aurait été célébré le premier culte chrétien de la cité selon la liturgie byzantine. Au XIIe siècle, elle fut décorée de magnifiques fresques, parmi lesquelles on distingue dans l'abside un Christ Pantocrator entre saint Jean et la Vierge, tandis que les parois latérales représentent saint Basile, saint Euple et saint Blaise.

##### Artisanat grec

###### Numismatique
Comme de nombreuses cités grecques, Taras (Tarente) frappait sa propre monnaie. Il s'agissait essentiellement de nomoi, pièces d'argent moulées dont le poids, la taille et la pureté étaient rigoureusement contrôlés par les institutions de la cité. Ces pièces, d'une grande qualité artistique, représentaient le symbole de la ville : Taras sauvé par un dauphin. Le revers montrait souvent un hippocampe, créature mythologique mi-cheval mi-poisson qui, selon la légende, tirait le char de Poséidon.

###### Statuaire et céramique

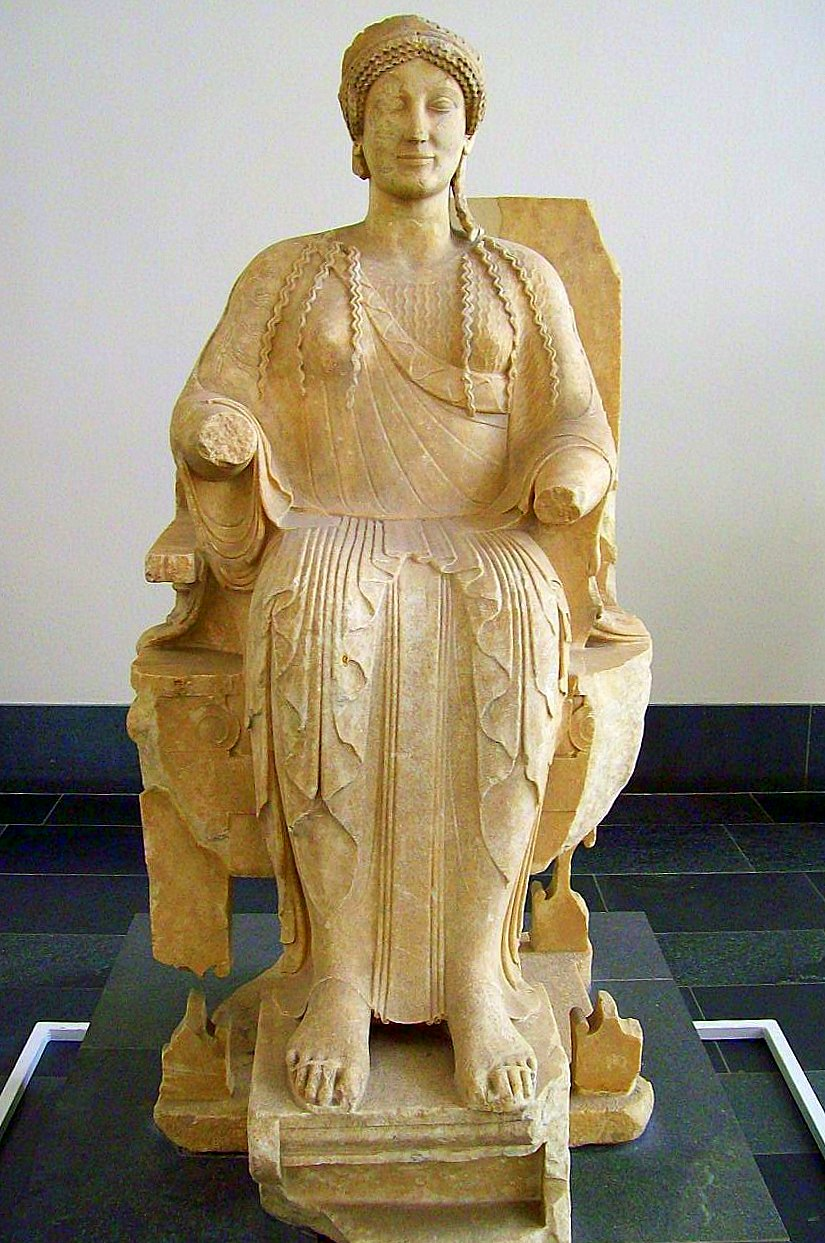
Statue en marbre de la Déesse de Tarente (Héra ? Perséphone ?).

Taras était également un centre florissant de production de céramique décorée au IVe siècle av. J.-C. La majorité de la production de vases grecs d'Italie méridionale, connue sous le nom de céramique basilicale, provenait des divers ateliers de la cité.
Dans ce domaine, il semble que les liens de philia entre cité-mère et colonie soient particulièrement saillants. Que ce soit dans la statuaire ou dans la céramique d'époque archaïque, le répertoire des productions locales s'inspire très fortement du style laconien, longtemps considéré comme un « art provincial ». La déesse de Tarente témoigne de ce lien privilégié, non seulement par l'export d'un culte très lié à la cité-mère grecque, mais également par l'arrivée d'artisans de la métropole au début de la période classique.
C'est à Taras qu'apparaît la plus ancienne production coroplastique de type dédalique. Elle se compose généralement de fragments issus du grand sanctuaire de Perséphone au Pizzone. Il s'agit la plupart du temps de statuettes de divinités féminines ou de femmes dédicantes. Elles sont représentées avec un corps tubulaire et un visage encadré de tresses qui rappellent le style dédalique développé dans le Péloponnèse. Cette relation et cette proximité entre styles laconien et tarentin pose par ailleurs des soucis dans la caractérisation et l'attribution des productions de céramique ou de statuaire en bronze à l'époque archaïque. La provenance de certains bronzes très célèbres tels que le vase de Vix sont encore parfois source de débats entre spécialistes.
Malheureusement, aucun nom d'artiste n'a pu être conservé. Les chercheurs modernes ont donc attribué des surnoms aux empreintes artistiques et aux ateliers identifiés, en se basant sur les thèmes de leurs œuvres, les musées où elles sont conservées ou les chercheurs ayant étudié ces pièces. Parmi les peintres de vases apuliens les plus célèbres à Taras figurent : le Peintre d'Ilioupersis, le Peintre de Lycurgue, le Peintre de Gioia del Colle, le Peintre de Darius, le Peintre des Enfers et le Peintre au Sakkos blanc, entre autres.
Les objets produits dans ces ateliers étaient souvent de grands vases sophistiqués destinés à un usage funéraire. Les formes incluaient des cratères à volutes, des loutrophores, des paterai, des œnochoés, des lécythes, des assiettes à poissons, etc. La décoration de ces vases utilisait la technique de la figure rouge (où les figures apparaissent en rouge sur fond noir brillant) enrichie de rehauts peints (sovradipinto) en blanc, rose, jaune et brun rougeâtre.
Le style des dessins était souvent orné et flamboyant, similaire à l'usage athénien du IVe siècle av. J.-C. Des caractéristiques distinctives propres aux productions italiotes firent tout de même leur apparition, comme des figures assises sur des rochers ou des motifs floraux extrêmement détaillés de vignes en spirale, feuilles d'acanthe, roses, lys, pavots et branches de laurier.

Le thème majeur de ces œuvres incluait souvent des scènes de naiskos (représentations d'une statue de défunt dans un naos, temple ou sanctuaire miniature), généralement sur un côté du vase, tandis que l'autre côté était orné de scènes mythologiques. De nombreux mythes grecs ne sont attestés que par ces vases italiotes, les productions athéniennes disposant d'une palette iconographique plus restreinte.

Illustration de la richesse des productions de céramiques grecques de Tarente
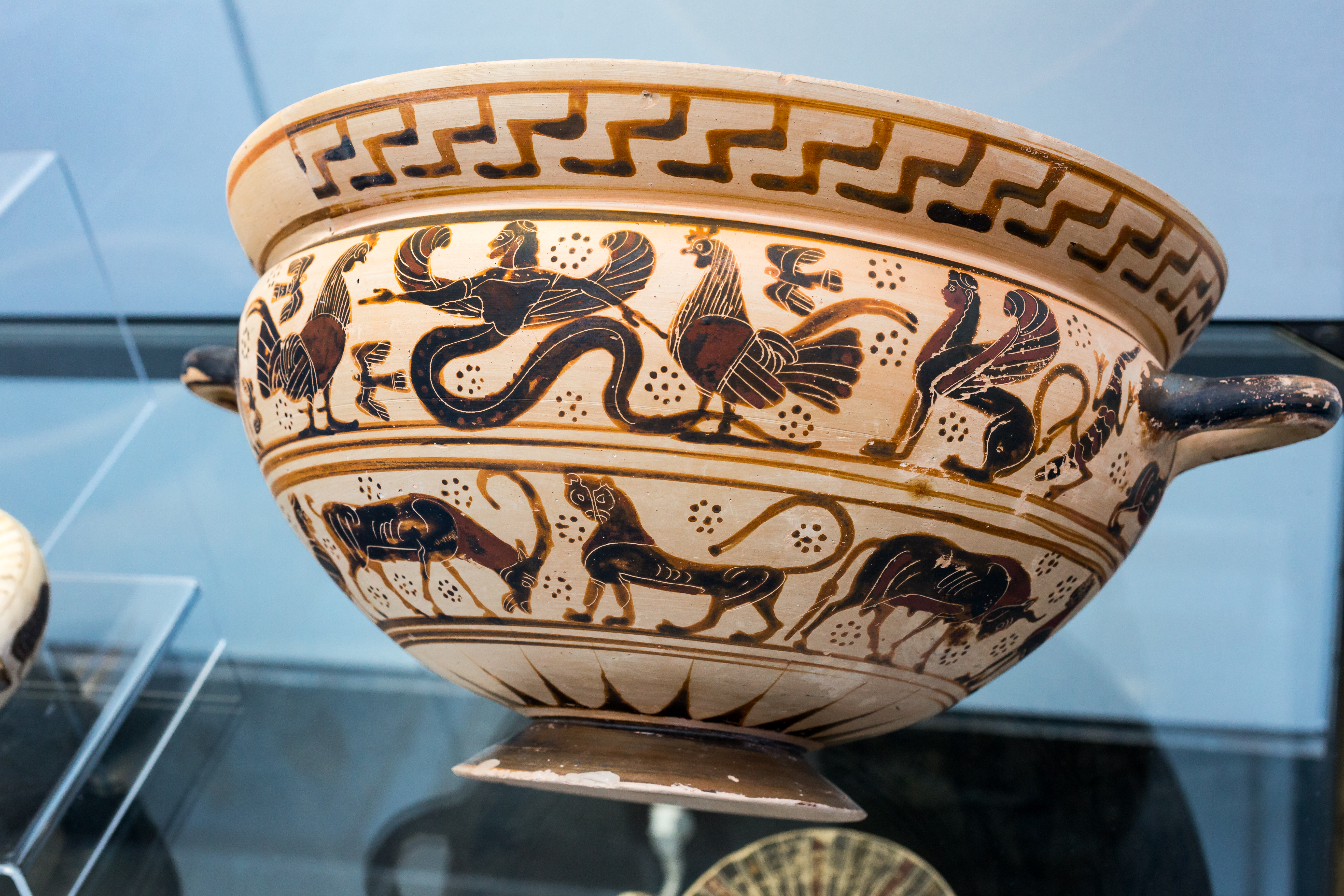
Kylix corinthien à figures noires représentant deux frises animales, Peintre de Tarente, 600-570 av. J.-C.
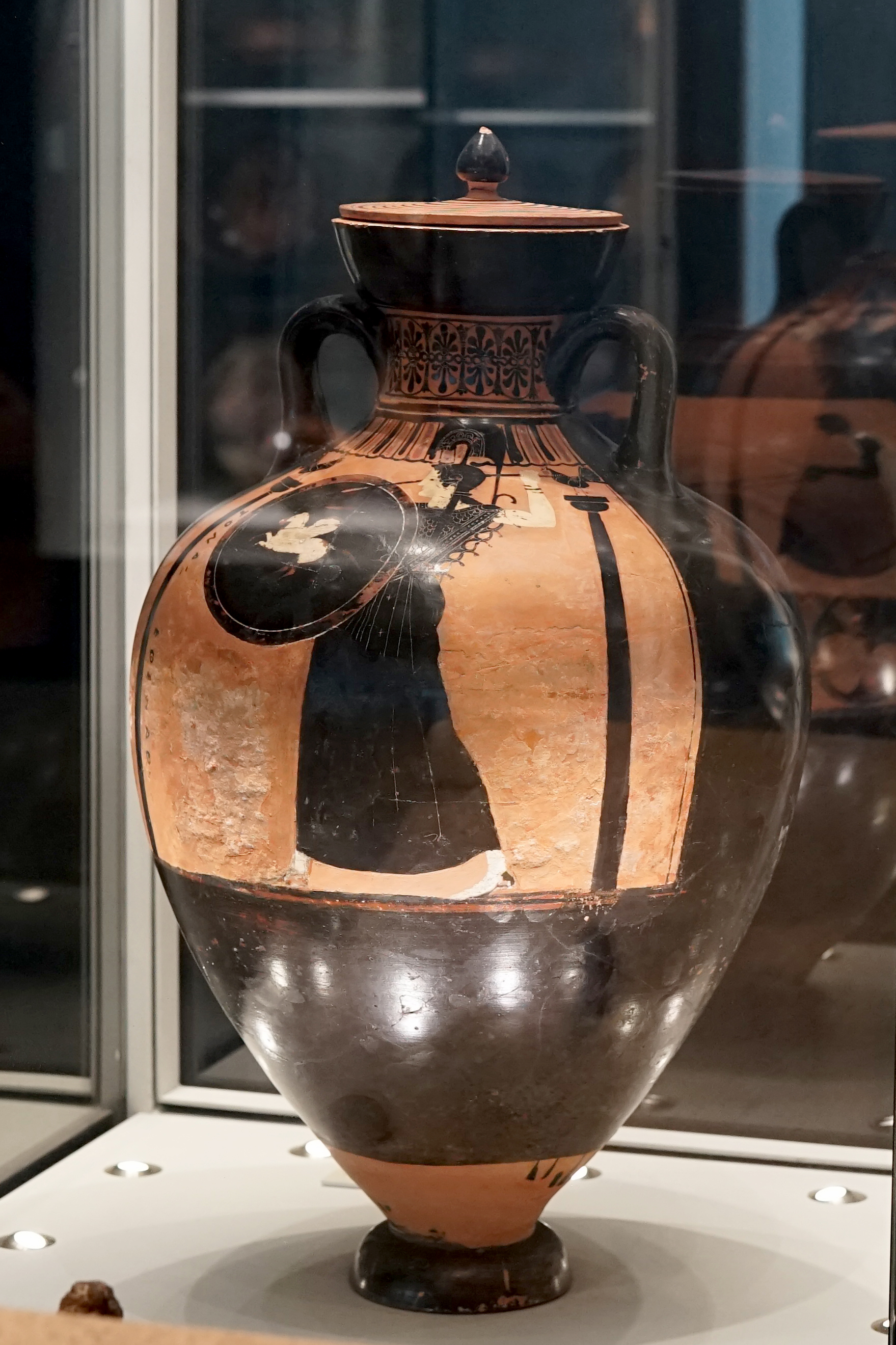
Amphore panathénaïque trouvée dans la tombe de « l'Athlète de Tarente », vers 480 av. J.-C.
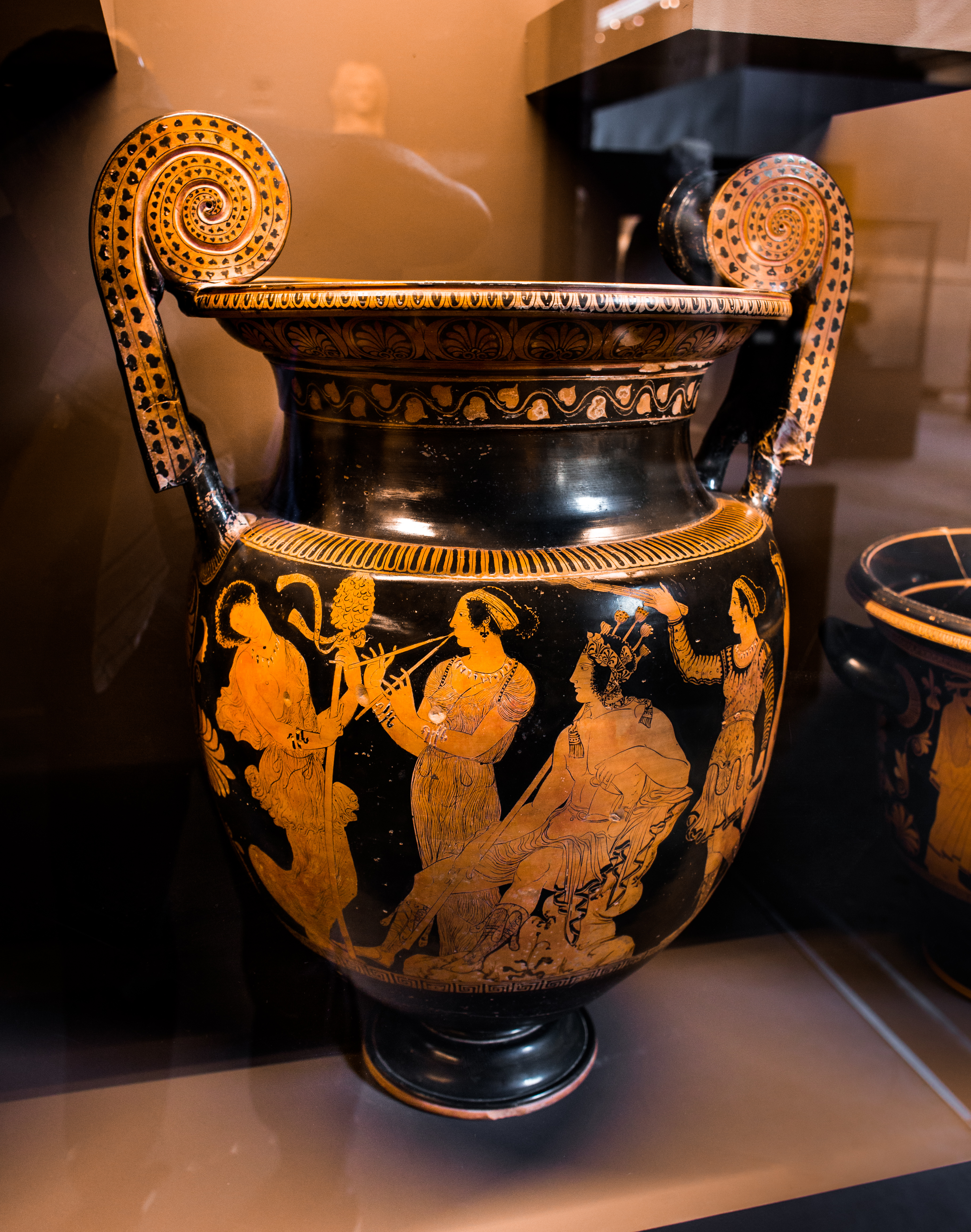
Cratère à volutes attribué au Peintre de Karneia représentant Dionysos escorté par les Ménades au festival des Karneia, 420-400 av. J.-C.
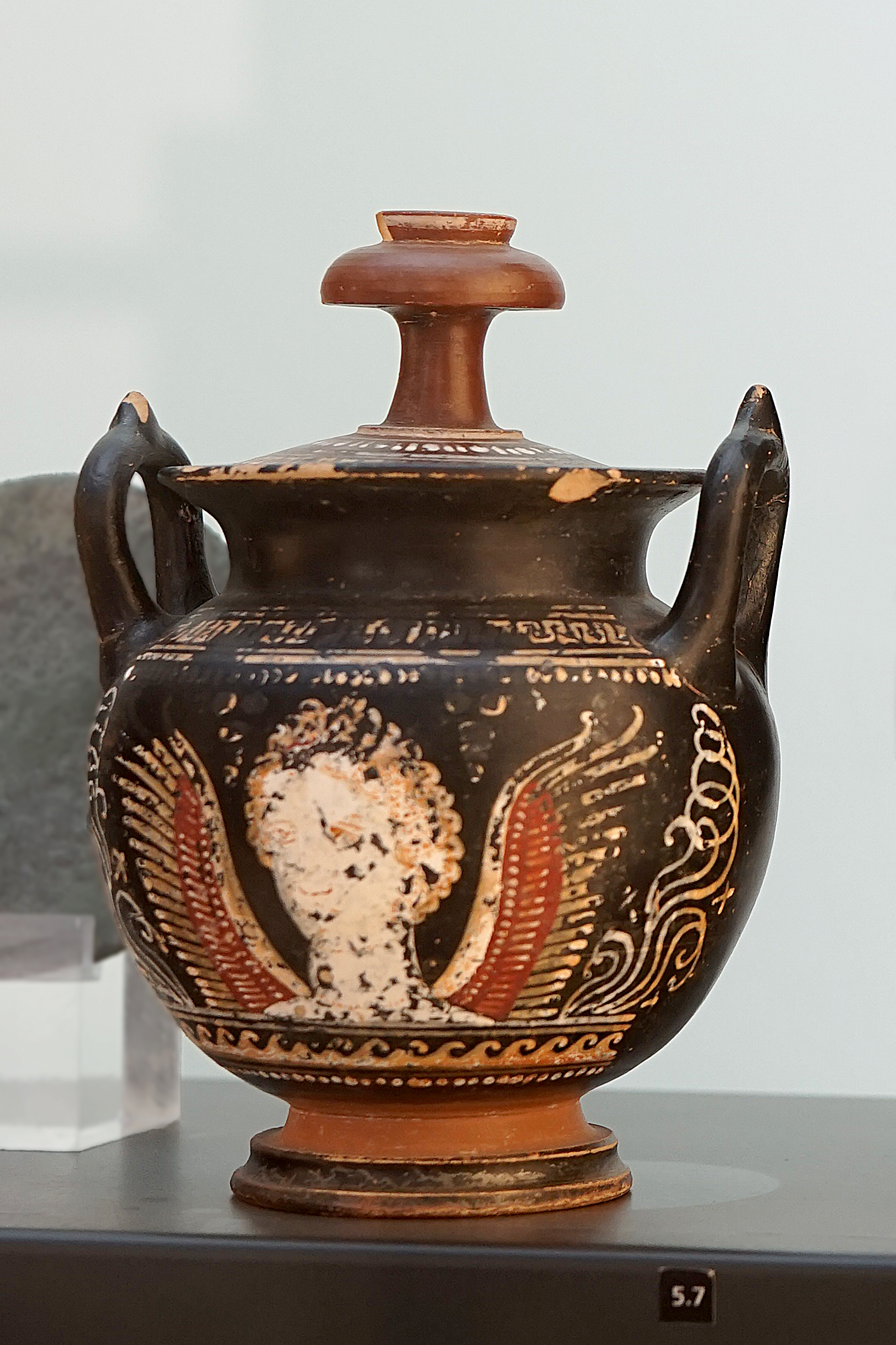
Lébès peint d'une tête d'Éros, fin IVe siècle av. J.-C.

##### Les athlètes de Taras à Olympie

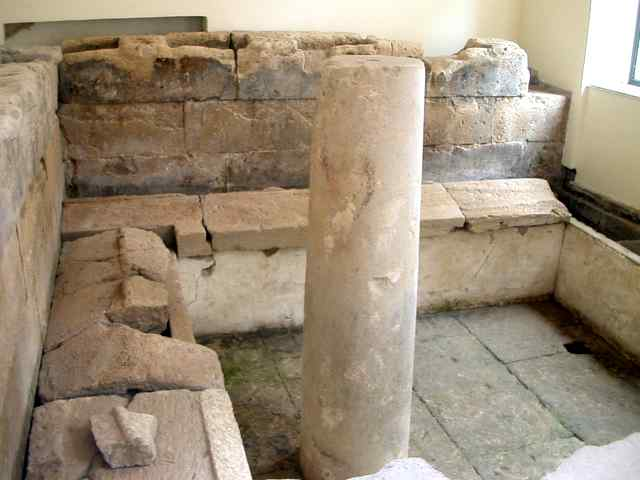
La « tombe des Athlètes ».

Entre les VIe et IVe siècles av. J.-C., Taras noue des relations de nature sportive avec les cités de Grèce par le biais de sa participation aux fêtes panhelléniques, notamment les jeux olympiques auxquels ont pris part un grand nombre d'athlètes tarentins. C'est précisément à cette époque que les citoyens de Taras illustrent leur talent dans plusieurs disciplines sportives. Parmi ceux-ci, le plus renommé de tous fut Icchos, médecin, gymnasiarque et pédagogue, considéré comme le fondateur de la gymnastique médicale et du régime des athlètes ; vainqueur de l'épreuve du pentathlon à la 77e olympiade (472 av. J.-C.), un monument fut érigé en son honneur dans le temple d'Héra à Olympie afin de commémorer sa victoire.
Le témoignage fondamental des victoires tarentines aux jeux olympiques fut la découverte de la sépulture de « l'Athlète de Tarente », dont le sarcophage est exposé au musée archéologique national. Les analyses effectuées sur les trois amphores panathénaïques retrouvées sur les flancs du sarcophage ont permis de conclure que cette athlète s'est imposé par deux fois aux épreuves du pentathlon (lancer de disque et saut avec haltères) ainsi qu'en boxe et à la course de quadrige (char tiré par quatre chevaux).
Taras figure ainsi à la troisième position des cités de la Grande-Grèce les plus victorieuses aux jeux panhelléniques, derrière Crotone et Syracuse.

### Équipements culturels

#### Musée archéologique national

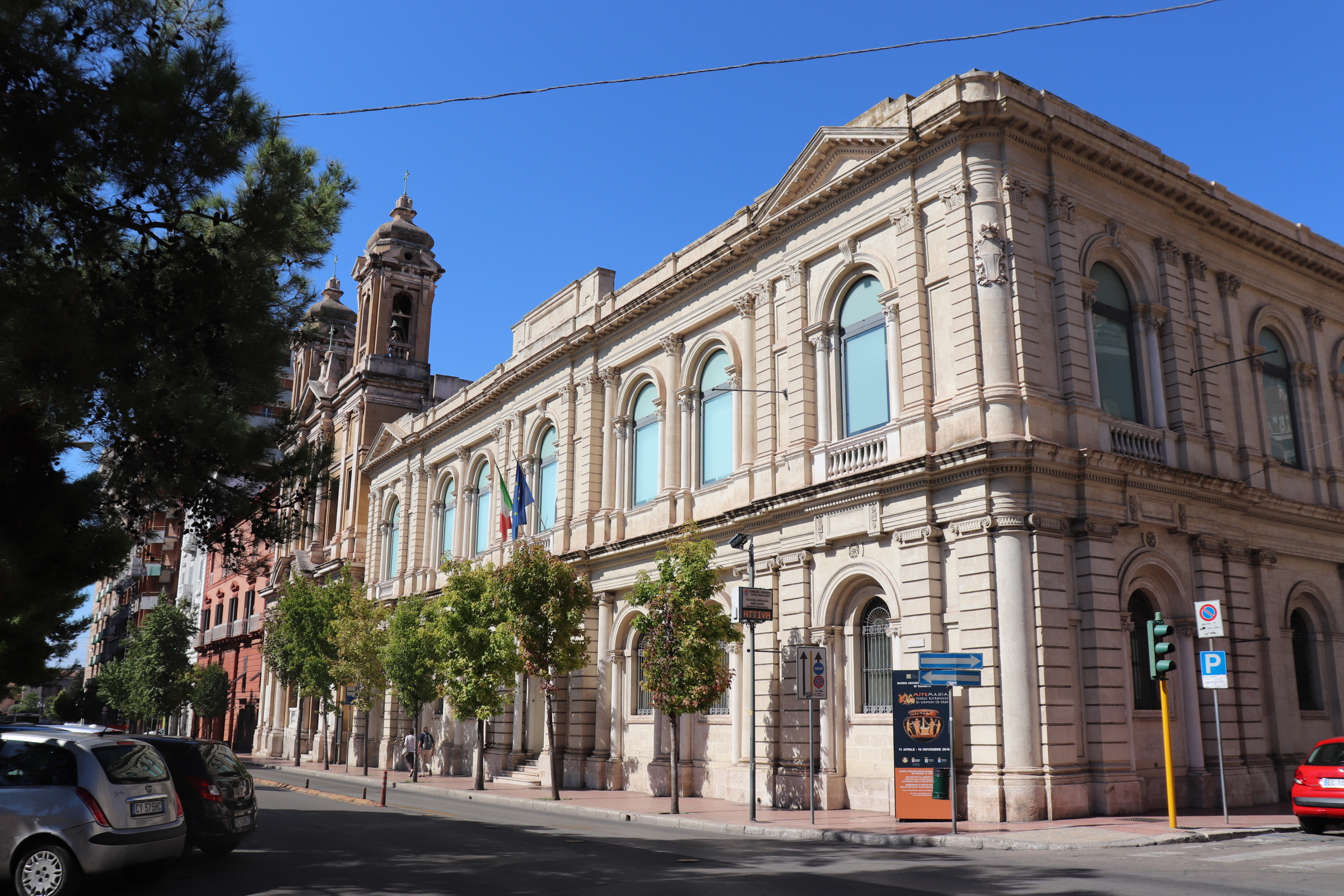
Façade du MArTA sur le corso Umberto-I.

Le musée archéologique national de Tarente, également connu sous l'acronyme « MArTA », est un musée archéologique de premier plan qui abrite, entre autres, l'une des collections les plus importantes d'objets de l'époque de la Grande-Grèce, dont les fameux ors de Tarente. Fondé en 1887, il est situé sur le cours Umberto-I et occupe l'ancien couvent de San Pasquale de Baylon, construit au XVIIIe siècle. L'archéologue Luigi Viola nourrissait l'ambition d'en faire le pôle muséal qui regrouperait toutes les découvertes de la Grande-Grèce, mais il est principalement consacré à la documentation archéologique de Tarente et de la région des Pouilles.

Le musée comprend dix salles au rez-de-chaussée et quinze à l'étage, permettant de créer un parcours chronologique qui commence à la période néolithique de la région de Tarente et s'étend jusqu'au Moyen Âge byzantin, en passant par la colonisation grecque, la civilisation romaine et l'Antiquité tardive. L'une des salles abrite également la célèbre tombe de l'Athlète de Tarente.
- Objets et mobilier des sites et nécropoles de l'époque grecque (VIe – IVe siècles av. J.-C.).

Objets et mobilier des sites et nécropoles de l'époque grecque.
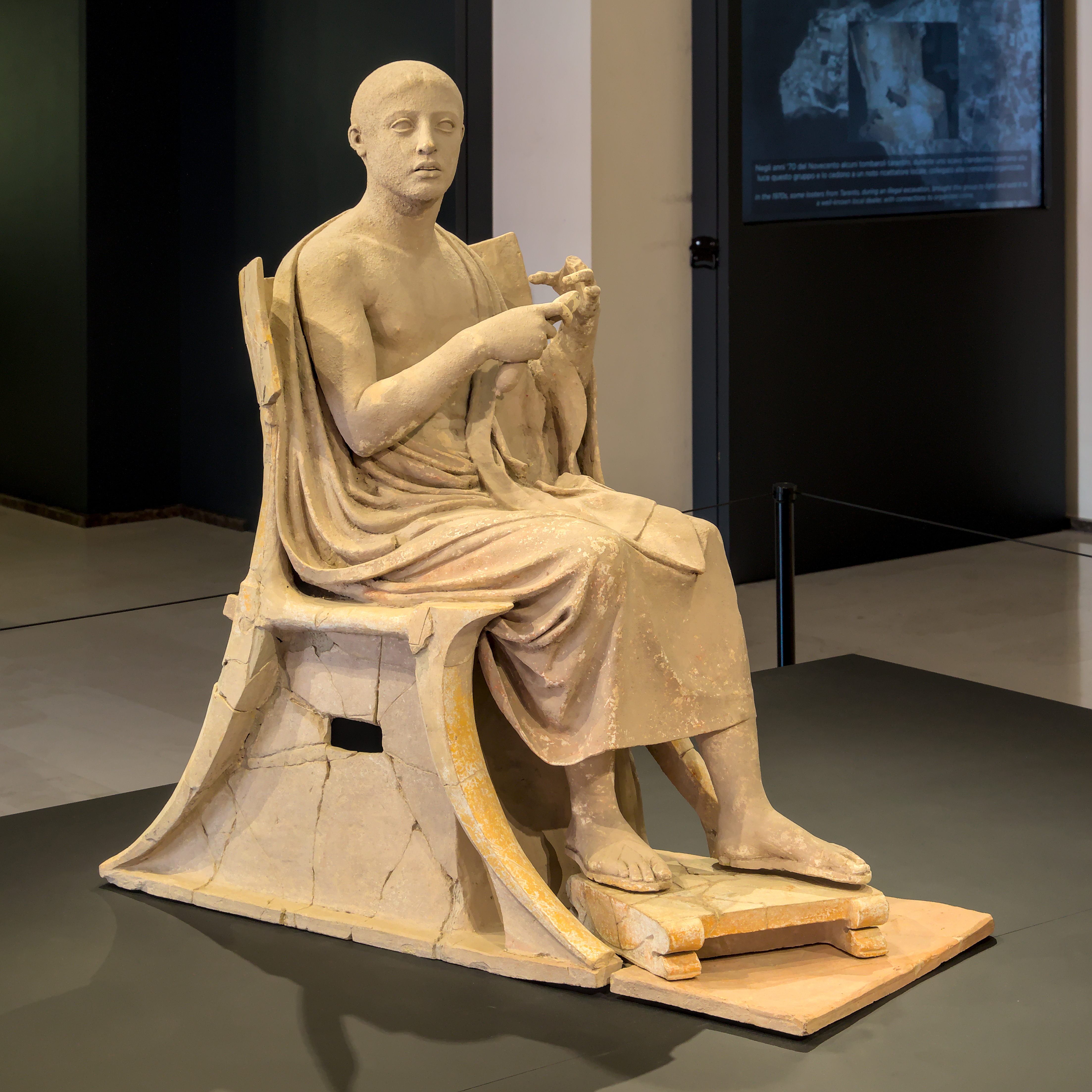
Statue d'Orphée, partie du groupe sculpté d'Orphée et les sirènes, 4e siècle av. JC
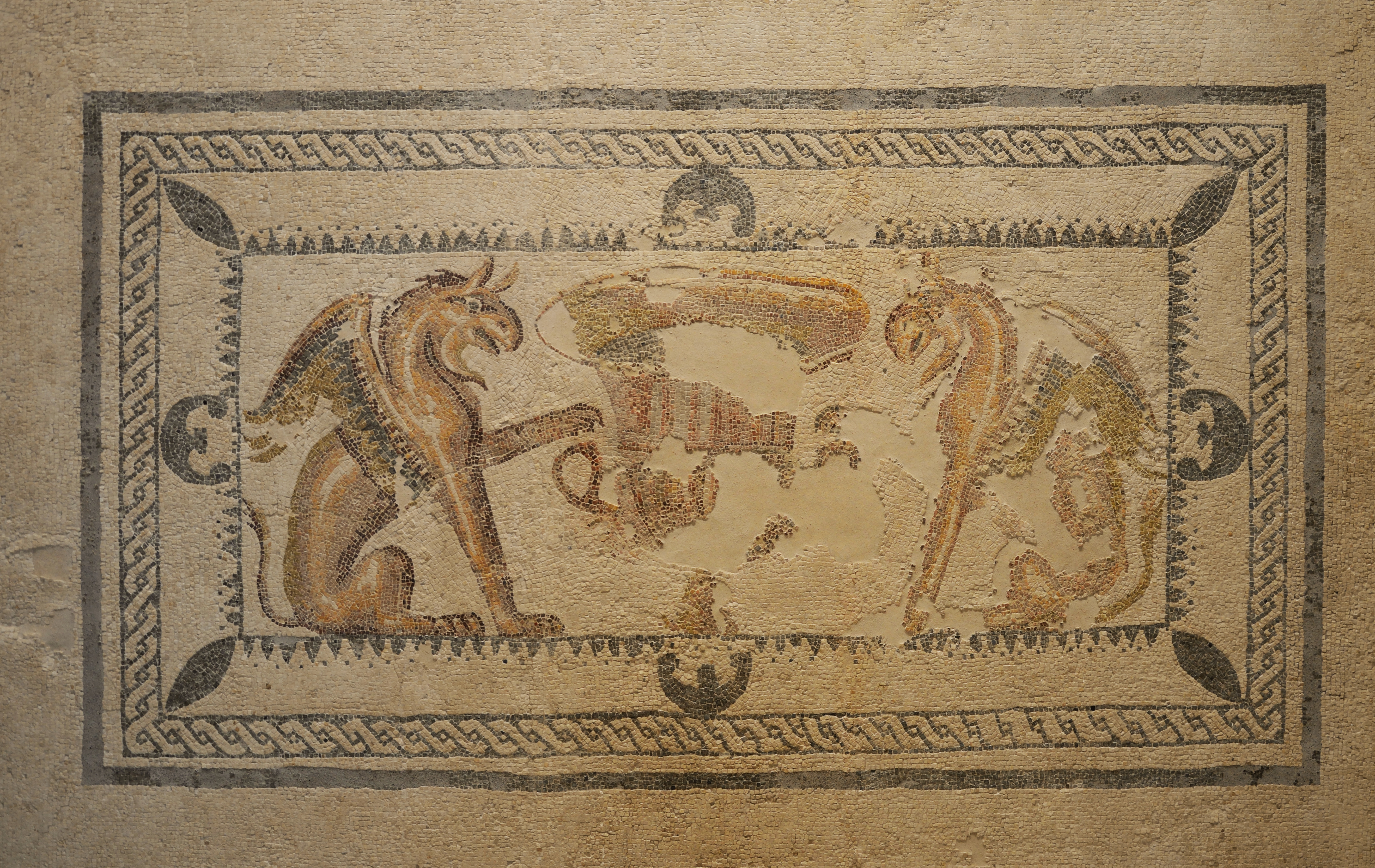
Mosaïque des griffons.
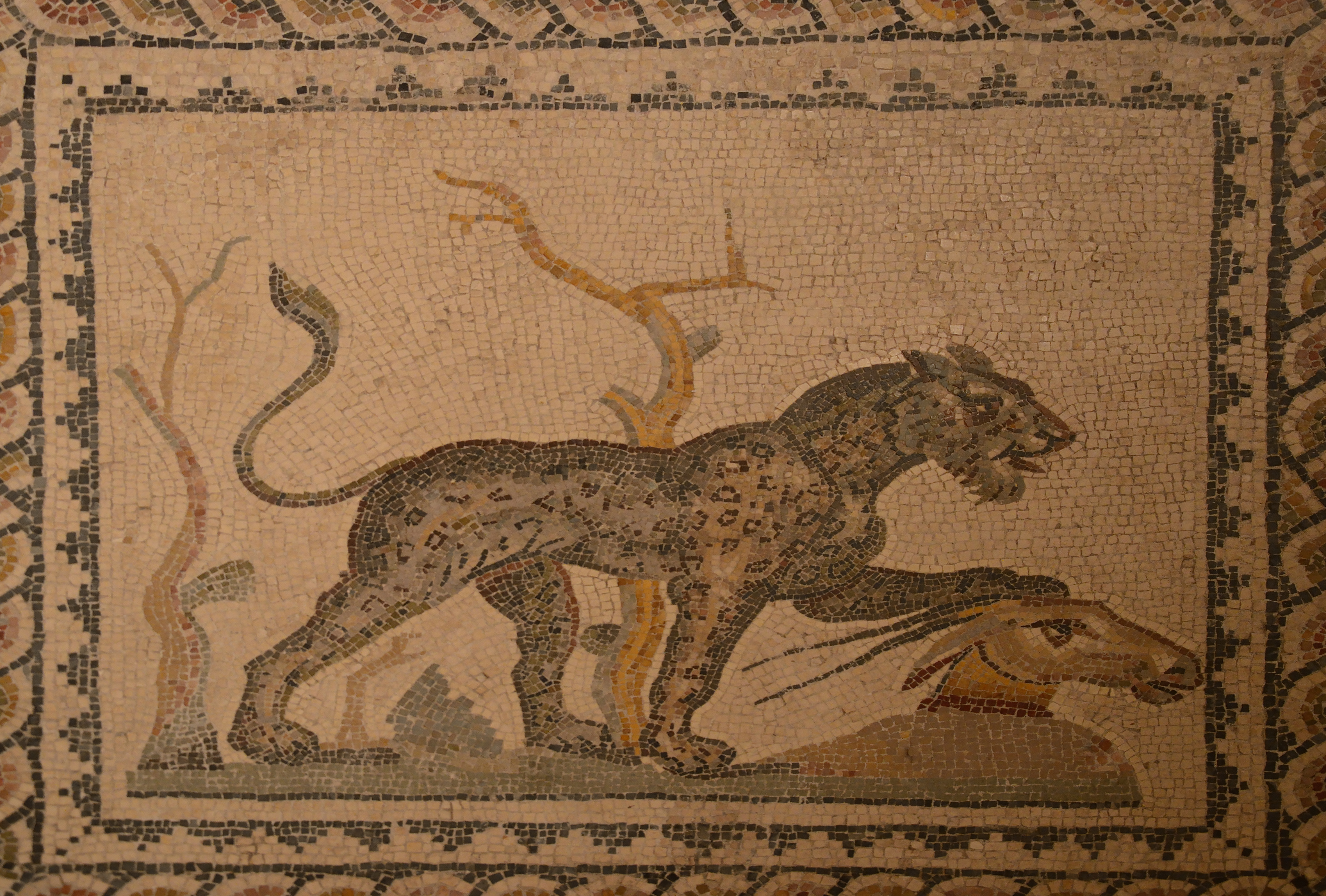
Mosaïque de la panthère.
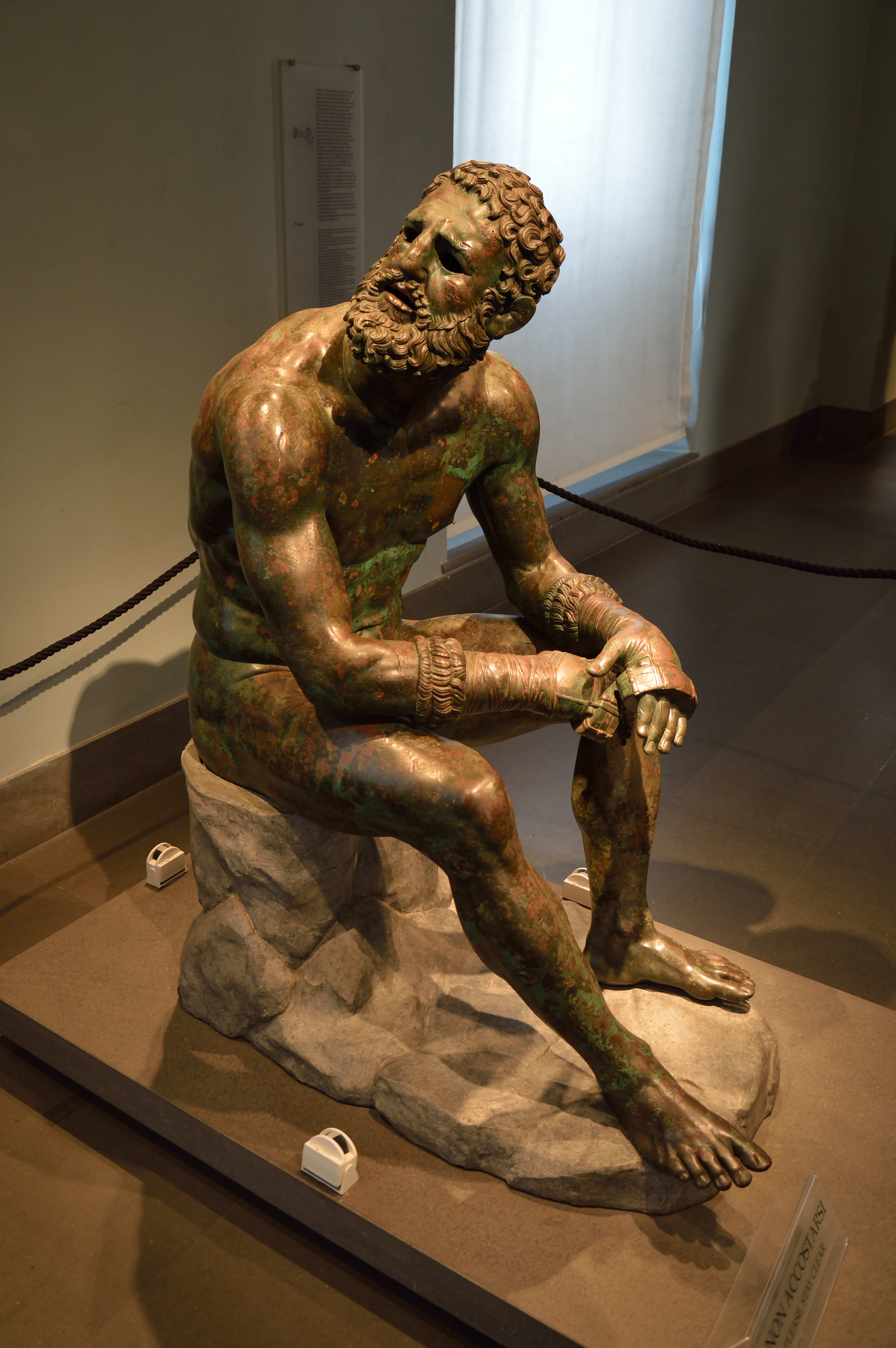
Pugiliste des Thermes, bronze, v. 100-50 av. J.-C.
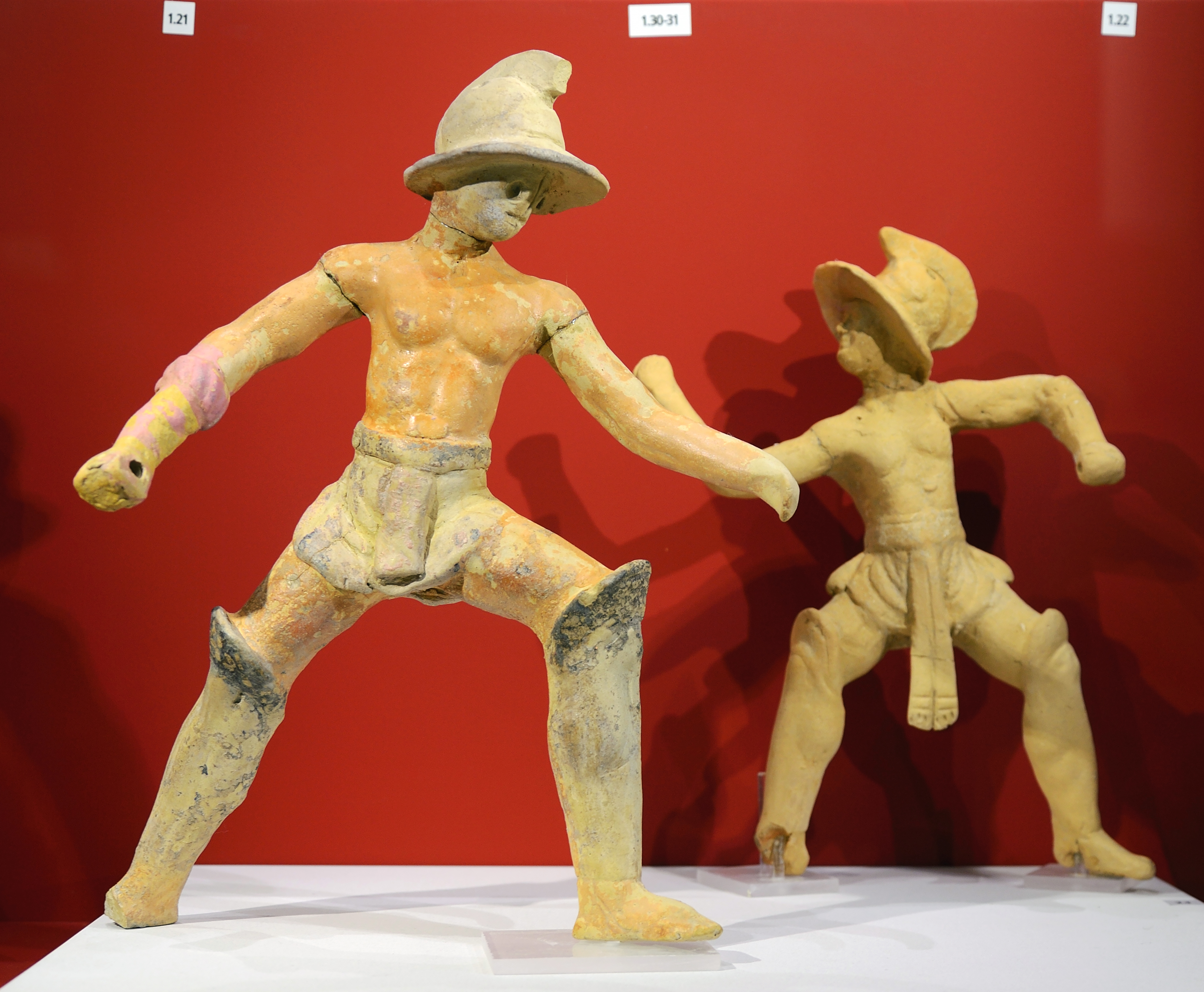
Gladiateurs en céramique.
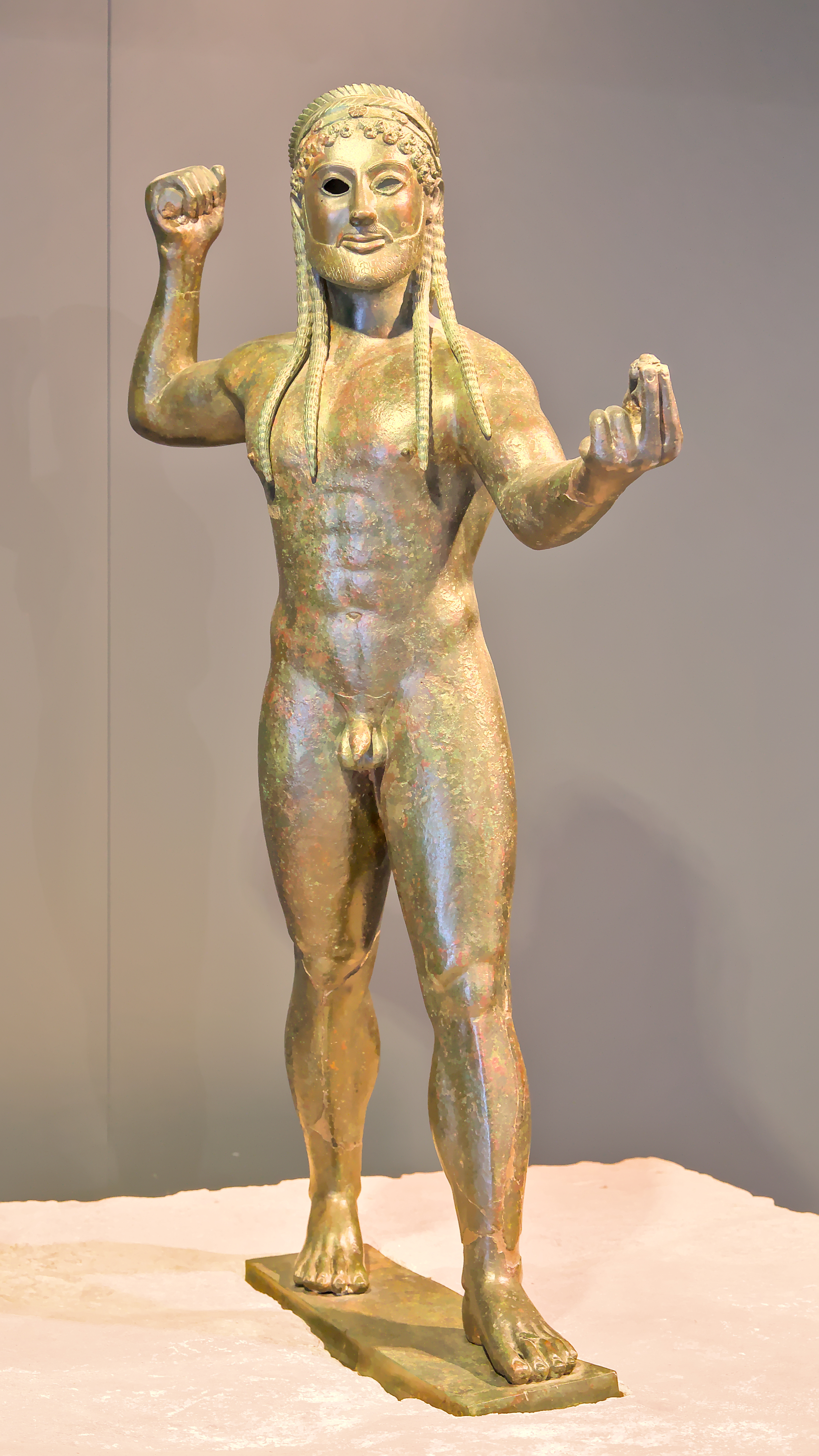
Statue en bronze de Zeus, connue comme le "Zeus d'Ugento", env. 530 av. JC

#### Autres
- Musée ethnographique Alfredo-Majorano ;
- Mostra Storica Arsenale (Mo.S.A.) ;
- Musée spartiate ;
- Musée diocésain ;
- Musée des sciences naturelles Bios-Taras.

### Cinéma
Au début du XXe siècle, théâtres et cinémas pullulent dans le Borgo Umbertino, au premier rang desquels figure le Politeama, ce qui témoigne d'un intérêt croissant pour l'industrie cinématographique, alors encore muette, dans une ville en plein développement. Ce n'est pas un hasard si l'un des plus grands acteurs du cinéma muet, Rudolph Valentino, y passa une partie de sa vie.
Le premier film produit à Tarente fut Le Navire blanc, réalisé par Roberto Rossellini (sous la supervision de Francesco De Robertis), dont les scènes extérieures furent tournées dans la zone portuaire. Ce film marque un jalon dans l'histoire du cinéma local, car il s'agit du premier film sonore tourné dans les Pouilles, et le seul produit dans la région en temps de guerre. Il marque les débuts prometteurs de Rossellini en tant que réalisateur et préfigure le courant du néoréalisme.
Le déclin du cinéma italien à la fin du XXe siècle entraîne la fermeture de nombreuses salles à Tarente bien qu'aujourd'hui, l'intérêt pour le cinéma semble quelque peu renaître, comme en témoignent les nombreux films tournés avec l'appui de l'Apulia Film Commission, la commission cinématographique des Pouilles, qui cherche à renforcer l'image de Tarente comme ville de cinéma, en valorisant ses décors adaptés à tous types de représentations. Ces dernières années, on constate plusieurs signes de reprise : réouverture de cinémas, festivals consacrés au cinéma international, et fréquentation accrue des salles tarentines.
En raison des problèmes environnementaux et sociaux liés à l'ex-Ilva, Tarente devient également le thème majeur de certains films de dénonciation, avec pour but de sensibiliser le public, tels que Palazzina Laf du Tarentin Michele Riondino, qui met en scène le premier cas de harcèlement moral reconnu en Italie, au sein de l'usine sidérurgique.
Films, intégralement ou partiellement, tournés à Tarente :
- 1941 - Le Navire blanc ;
- 1948 - Fantasmi del mare ;
- 1949 - Les Pirates de Capri ;
- 1952 - Un homme à détruire ;
- 1955 - Bataille devant Tobrouk ;
- 1958 - Promesse di marinaio ;
- 1979 - L'Infirmière de nuit ;
- 1980 - White Pop Jesus ;
- 1981 - La moglie in bianco… l'amante al pepe ;
- 1992 - Io speriamo che me la cavo ;
- 1992 - Verso sud ;
- 1997 - Le acrobate ;
- 1998 - Figli di Annibale ;
- 2003 - Il miracolo ;
- 2009 - Marpiccolo ;
- 2011 - Annalisa ;
- 2013 - Puzzle ;
- 2015 - Belli di papà ;
- 2018 - Anche senza di te ;
- 2019 - Six Underground ;
- 2019 - Il grande spirito ;
- 2021 - Mondocane ;
- 2023 - Comandante ;
- 2023 - Palazzina Laf.

### Événements

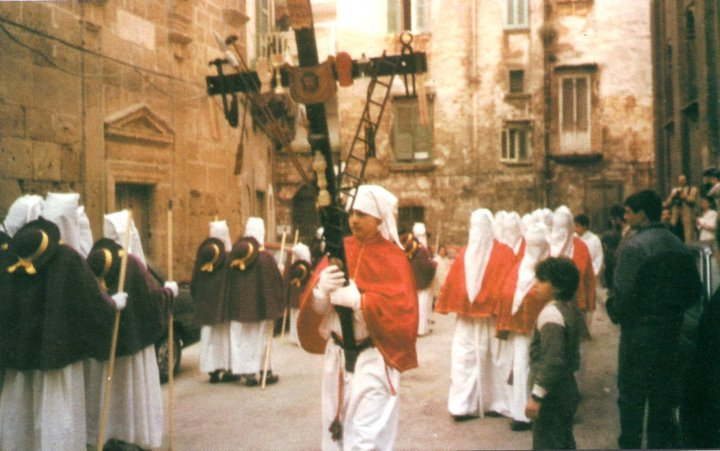
Procession de la Croix des Mystères en 1995.

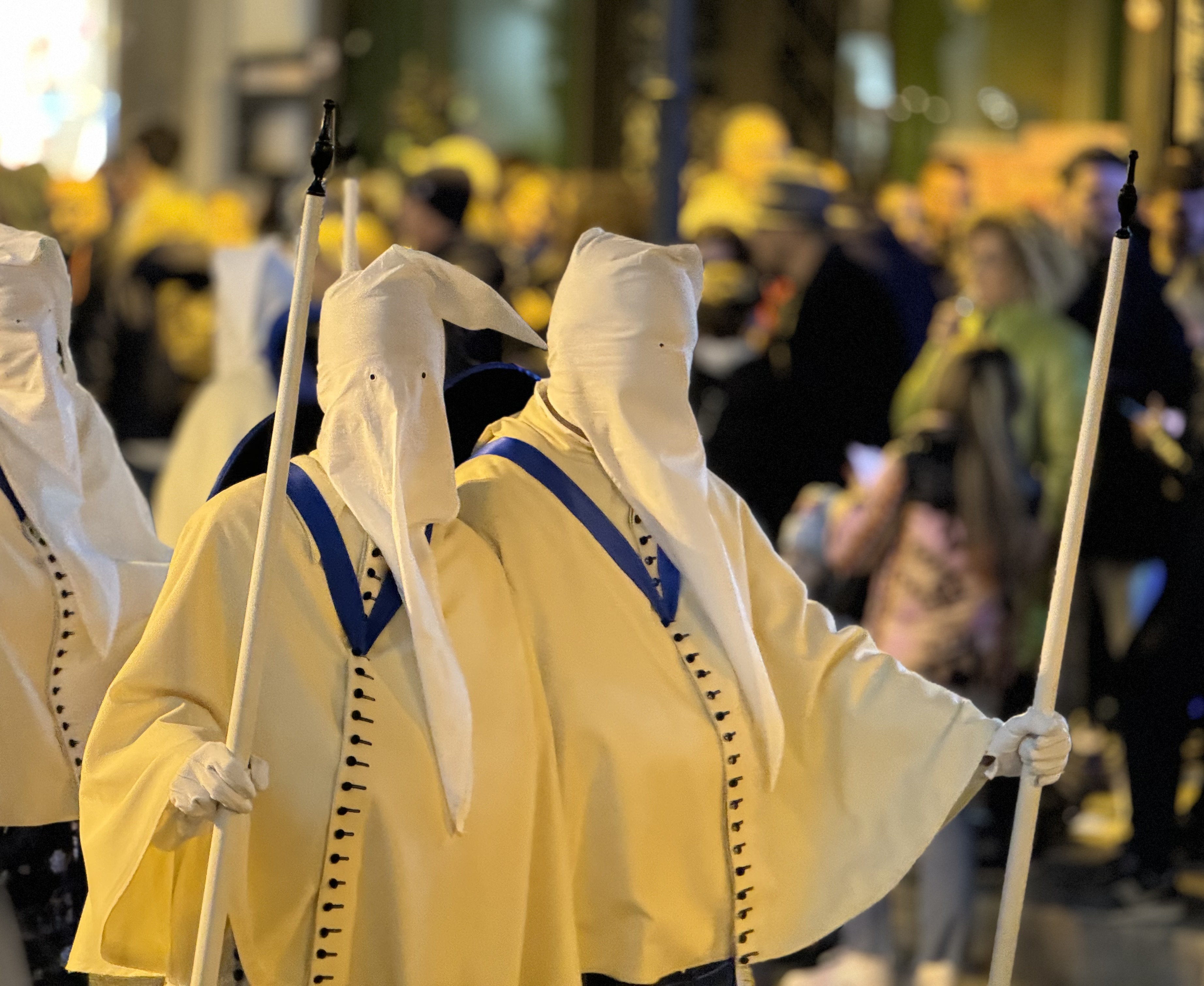
Les Perdoni.

Les rites de la semaine sainte de Tarente représentent l'événement populaire le plus important du calendrier de la ville, et commencent dès le dimanche des Rameaux.
Ce jour où l'on commémore l'entrée de Jésus à Jérusalem, les deux principales confréries de Tarente — celle de Maria Santissima Addolorata (relevant de la paroisse de San Domenico Maggiore, située dans le centre historique) et celle du Carmel (relevant de la paroisse du Carmel, située dans la ville nouvelle) — organisent des enchères pour l'attribution des statues liés aux deux processions : celle de l'Addolorata (pour la confrérie de l'Addolorata) et celle des Mystères (pour la confrérie du Carmel). Lors d'une assemblée spécifique, le secrétaire ou l'un des assistants du prieur ouvre les enchères, qui se poursuivent jusqu'à ce que la statue soit attribué au confrère ayant proposé la somme la plus élevée.
Les fonds récoltés sont partiellement reversés pour des œuvres caritatives au cours de l'année.
Outre la semaine sainte, les principaux événements annuels ayant lieu en ville sont :
- Uno maggio Taranto libero e pensante, pour la fête du travail (1er mai) ;
- Arrivée de la course Milan-Tarente, au mois de juillet ;
- International Summer Corto Cafè Festival[82] ;
- Battiti Live ;
- Anniversaire du Cristo del Mare (Christ de la Mer) en août ;
- Taranto Danza, semaine internationale de la danse en septembre.

### Langues

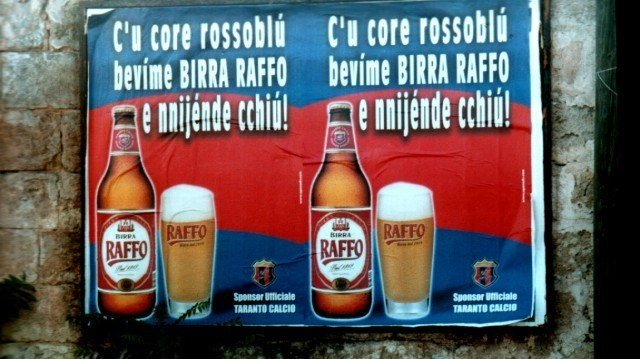
Affiche publicitaire pour de la bière en tarantino.

La variété linguistique parlée dans la ville est le dialecte tarentin (dialètte tarandíne), apparenté à la langue napolitaine.
Le dialecte tarentin plonge ses racines dans l'Antiquité, à l'époque de la colonisation grecque qui donnera naissance à Taras tout en laissant un substrat linguistique non négligeable, tant sur le plan lexical que morphosyntaxique, ainsi qu'un accent très particulier qui, d'après certains chercheurs, correspondrait à l'ancienne intonation dorienne. Ces influences grecques sont toujours perceptibles au travers des nombreux mots d'origine hellénique.
Au fil des siècles, la superposition du latin à la langue locale grecque donna naissance, au Moyen Âge, au parler vernaculaire italo-roman de la ville. Celui-ci, comme toute autre langue, a incorporé des influences de superstrat provenant non seulement des autres régions italo-romanes, mais aussi des plus larges aires néo-latines (telles que les langues gallo-romanes et ibéro-romanes) ainsi que du grec byzantin.
La frontière linguistique entre les dialectes du nord des Pouilles et ceux du sud (Salento) traverse le secteur de Talsano, faubourg situé au sud-est de Tarente où l'on parle le dialecte talsanese, dont l'intonation et la prononciation diffèrent grandement du dialecte tarantino parlé en ville. De nos jours, ces différences sont de moins en moins marquées en raison de l'influence grandissante du tarentin citadin. Cas endémique de la proximité de cette frontière linguistique, l'exclave administrative de Tarente, enserrée entre les communes de Faggiano, Pulsano, Fragagnano et Lizzano, appartient au domaine du dialecte salentin, et le parler traditionnel y présente plus de similitudes avec ceux de Brindisi ou de Lecce que de Tarente même.

### Cuisine
La cuisine de Tarente se distingue par l'utilisation de produits locaux, en particulier les légumes et les produits de la mer tels que les aubergines, tomates, olives, poulpe, crevettes et, surtout, les moules. L'huile d'olive et le pain, produits à même la ville et dans la campagne environnante, sont le pilier de l'alimentation locale. Dans la campagne tarentine et les villages alentour, plusieurs produits portent des labels DOP, IGP ou PAT, parmi lesquels on trouve :
- Huiles d'olive extra vierges : Terre Tarentine DOP et Terra d'Otranto DOP ;
- Vins : Aleatico di Puglia DOC, Lizzano DOC, Martina Franca DOC, Primitivo di Manduria DOC ;
- Fruits : Uva di Puglia IGP, Clementine del Golfo di Taranto IGP ;
- Légumes : Barattiere PAT, Pomodorino di Manduria PAT ;
- Fromages : Burrata di Andria IGP, Ricotta Forte PAT ;
- Pain : Pane di Laterza PAT ;
- Charcuterie : Capocollo di Martina Franca PAT.

Parmi les plats de rue les plus appréciés figurent les taralli, panzerotti et les pucce. Sans oublier les orecchiette (appelées chiangarèdde à Tarente), servies avec des pousses de brocoli ou en ragù. Oranges, raisins et figues ne manquent jamais sur les tables festives, tout comme les pâtisseries au miel et aux amandes comme les carteddàte et les pettole.
Enfin, la bière Raffo est par antonomase la « bière des Tarentins ».

#### Moules de Tarente

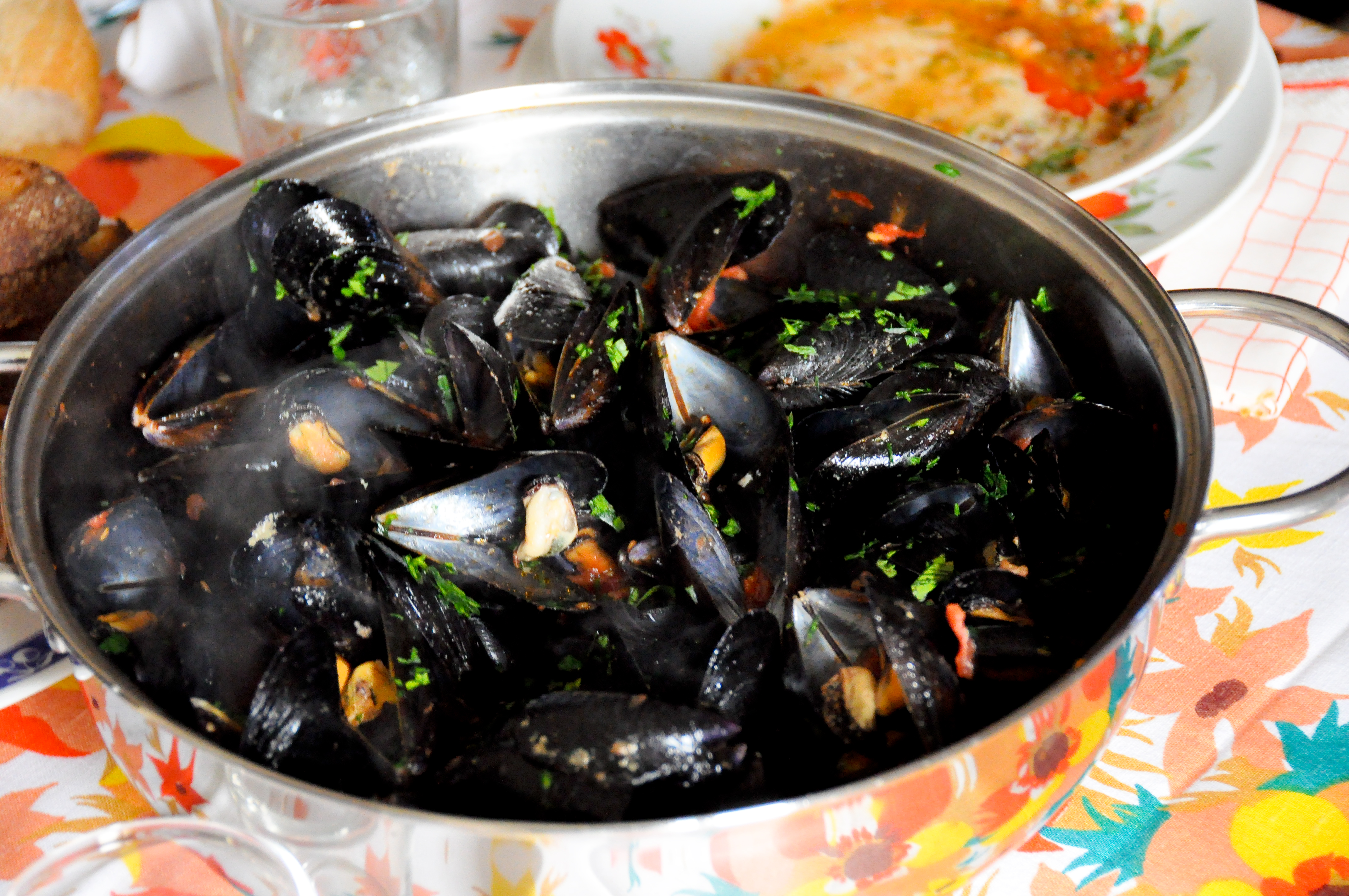
Casserole remplie de moules de Tarente.

Les moules sont l'ingrédient phare de la cuisine tarentine. Dès l'Antiquité gréco-romaine, de nombreux auteurs ont vanté la richesse et la saveur des moules de Tarente. Tommaso Niccolò d'Aquino poursuit cette tradition d'éloges en les citant dans ses Deliciae Tarantinae au XVIIIe siècle et Rocco Papaleo les mentionne dans le célèbre film Une bien belle journée. Elles sont cultivées dans le Mar Grande et, surtout, dans le Mar Piccolo, où les conditions uniques de salinité influent profondément sur leur goût. Ces conditions sont dues à la présence de citri, des sources d'eau douce sous-marines qui oxygènent l'eau et favorisent le développement du plancton, ainsi qu'à l'apport d'eau douce du fleuve Galeso. Elles ont été inscrites au registre des produits alimentaires traditionnels des Pouilles par le ministère de l'Agriculture, de l'Alimentation, des Forêts et du Tourisme et depuis 2022, la moule noire de Tarente est certifiée Slow Food.
Les recettes typiquement tarentines à base de moules sont :
- Les moules alla puppitegna (agrémentées d'ail, persil et huile d'olive extra vierge) ;
- L'impepata (littéralement « pleine de piment » en italien) ;
- Les spaghetti aux moules ;
- Les tubettini aux moules.

### Personnalités liées à Tarente
- Archytas de Tarente (428-347 av. J.-C.), philosophe, mathématicien, astronome, stratège de la cité et chef militaire ;
- Aristoxène (375-335 av. J.-C.), écrivain et philosophe péripatéticien ;
- Léonidas de Tarente (IIIe siècle av. J.-C.), poète ;
- Livius Andronicus (284-205 av. J.-C.), poète ;
- Catalde (vers 610 - 620 – Tarente, 8 mars 685), archevêque et saint patron de Tarente ;
- Bohémond de Tarente (Calabre[87], 1054 – 1111), acteur clef de la première croisade ;
- Maria Torati, épouse de Pompeio Fraula, seigneur de Resina, de Trimonti et Nosera, conseiller de la grande chancellerie de Naples, y est enterrée dans l'église Saint-Léonard (au sein du château aragonais)[88] ;
- Giovanni Paisiello (1740-1816), compositeur de musique classique associé à l'École napolitaine ;
- Pierre Choderlos de Laclos (1741-1803), écrivain français et général napoléonien, mourut à Tarente le 5 septembre 1803. Sa tombe est profanée et détruite au retour des Bourbons, en 1815 ;
- Étienne-Jacques-Joseph-Alexandre MacDonald (1765–1840), duc de Tarente et maréchal de France ;
- Michele Riondino, acteur, réalisateur et chanteur[89] ;
- Vincenza Labriola (née en 1981), députée.

### Symboles

Blason officiel de la ville de Tarente.

Le blason civique de Tarente, tel qu'officiellement reconnu par décret du chef du Gouvernement en date du 20 décembre 1935 :
« D'azur, au dauphin nageant chevauché par un dieu marin nu tenant de son bras gauche un drapé flottant et lançant de la main droite un trident ; au chef cousu de gueules centré, chargé d'un coquillage d'or, placé entre la légende ΤΑΡΑΣ (Taras) »
La figure de la divinité chevauchant un dauphin représenté sur le blason s'inspire de celle qui apparaît sur les pièces de monnaie grecques, de l'époque de splendeur maximale de la cité.
Le gonfalon, étendard officiel, est un drapé parti d'azur et de gueules (bleu et rouge).